# Razzismo scientifico

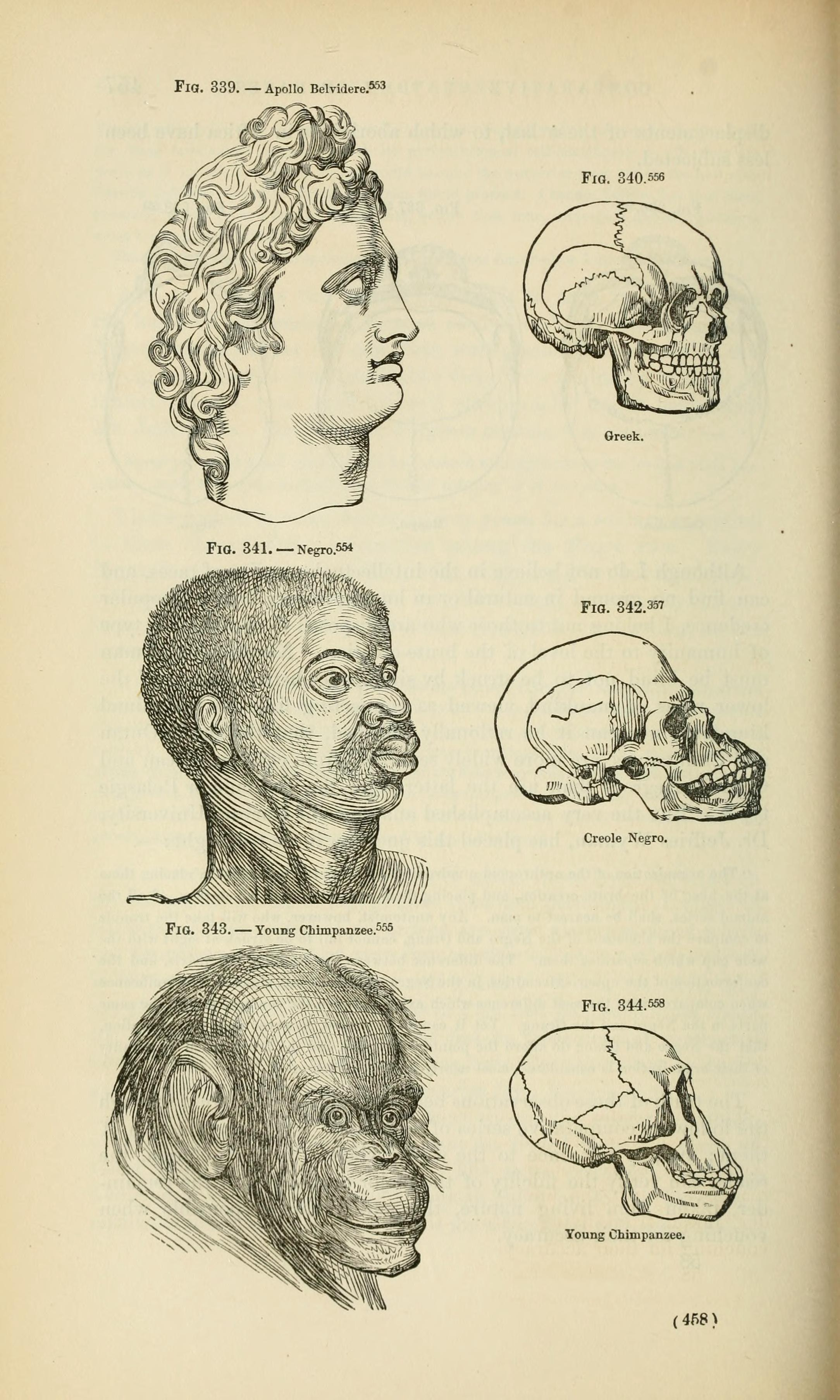
Illustrazione tratta da Indigenous races of the earth (delle razze indigene della terra, 1857), i cui autori Josiah Clark Nott e George Robins Gliddon implicavano che i neri si trovassero ad uno stadio evolutivo intermedio posizionato tra i caucasici e lo scimpanzé.

Il razzismo scientifico (a volte detto biologia razziale, antropologia razziale o razzismo pseudo-scientifico) è lo studio pseudo-scientifico delle tecniche e delle ipotesi a sostegno o giustificazione della fede nel razzismo, ossia nell'inferiorità o superiorità razziale di alcuni gruppi umani rispetto ad altri; cercando di dare fondamento scientifico ad una cosiddetta "scienza delle razze umane".
Alternativamente è la pratica di classificare individui di diverso fenotipo o genotipo in razze distinte ed in suoi sottogruppi. Storicamente ha ricevuto credito nella comunità scientifica, ma non è più al giorno d'oggi considerato una branca ufficiale della scienza.
Il razzismo scientifico impiega l'antropologia (in particolare l'antropologia fisica), l'antropometria, la craniometria e altre pseudo-discipline, proponendo tipologie antropologiche a sostegno della classificazione delle popolazioni umane in "razze umane" fisicamente distinte e separate, nei confronti delle quali si possa affermare che siano "superiori" o "inferiori".
Il razzismo scientifico è stato diffuso a partire dal XVII secolo fino al termine della seconda guerra mondiale. Dalla seconda metà del XX secolo in poi il razzismo scientifico è stato criticato come obsoleto ed è divenuto via via ad essere sempre più screditato, ma storicamente è stato usato in modo persistente e pervasivo per sostenere e convalidare le idee razziste in tutto il mondo. Basato sulla fede nell'esistenza e nel significato delle categorie razziali e di una teoria delle razze superiori e inferiori.

Con la conclusione del secondo conflitto mondiale il razzismo scientifico, sia come teoria sia come azione, è stato denunciato formalmente, soprattutto nella prima dichiarazione che si appoggia all'antirazzismo e fatta dall'UNESCO nel 1950 intitolata The Race Question (Dichiarazione sulla razza (UNESCO 1950)); essa afferma chiaramente che:
Tale "fatto biologico" non è più considerato esistente poiché gli sviluppi della genetica evolutiva umana (la biologia evolutiva dello sviluppo) hanno dimostrato che le differenze genetiche umane sono quasi totalmente graduali.
Il termine razzismo scientifico è generalmente utilizzato in modo peggiorativo come applicato alle teorie più moderne, come in The Bell Curve: Intelligence and Class Structure in American Life (1994, di Richard Herrnstein e Charles Murray). I critici sostengono che tali opere postulino conclusioni razziste non supportate dalle prove disponibili. Pubblicazioni come  Mankind Quarterly, fondata esplicitamente come una rivista di "coscienza razziale" nel 1961, sono generalmente considerate come piattaforme di razzismo scientifico in quanto pubblicano articoli su interpretazioni marginali dell'evoluzione umana, dello studio sull'intelligenza, dell'etnografia, della linguistica, della mitologia, dell'archeologia e degli altri argomenti razziali.
L'etichettatura di "razzismo scientifico" è usata anche per criticare quegli studi che pretendano di stabilire una connessione tra, ad esempio, razza e intelligenza, ed è utilizzata per argomentare il fatto che ciò promuova l'idea dell'esistenza di razze umane superiori e inferiori.

## Antecedenti

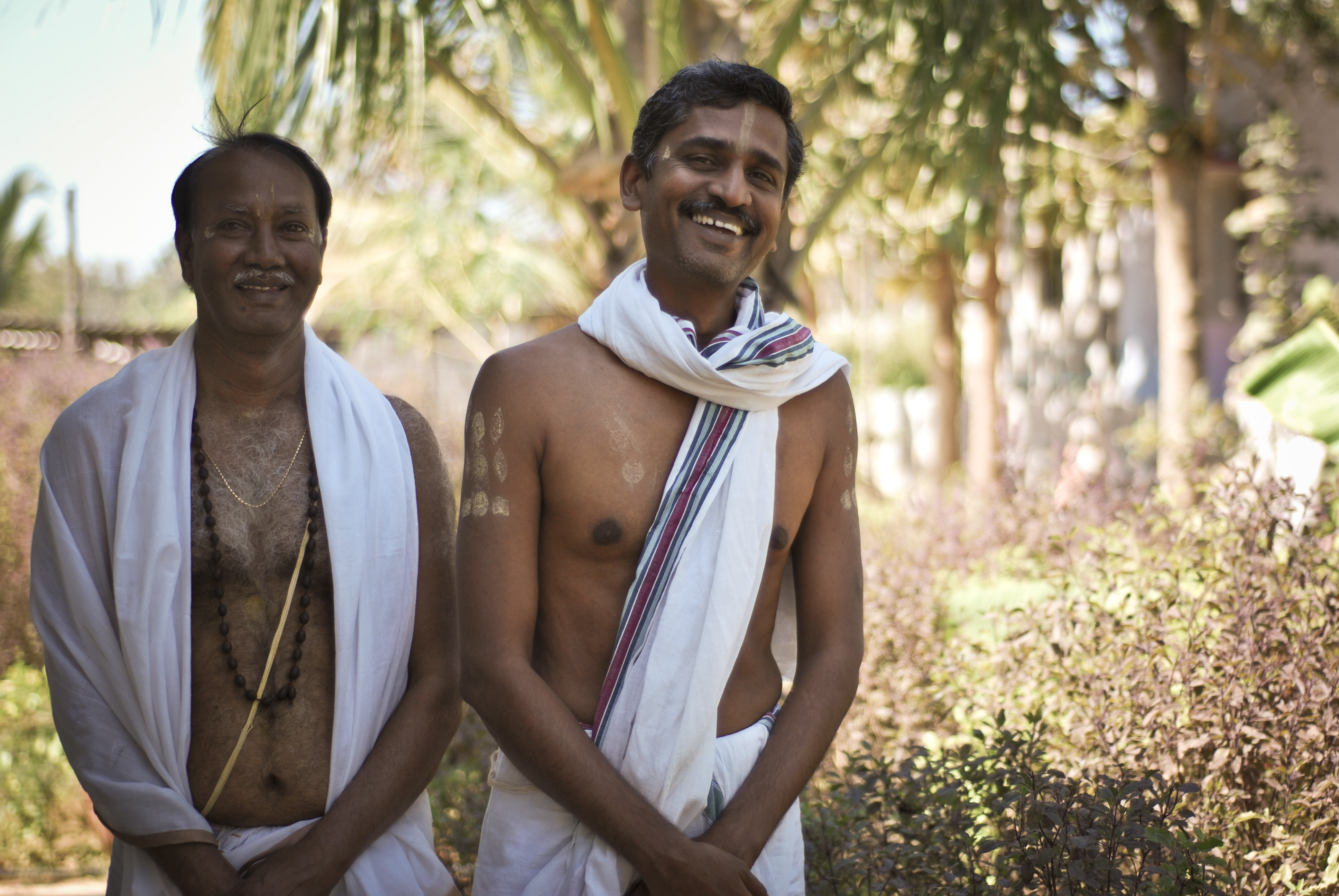
Due bramini indù in Karnataka nel 2011. Vedi sistema delle caste in India.

### Pensatori classici
Benjamin Isaac, storico presso l'università di Tel Aviv, nel suo saggio intitolato The Invention of Racism in Classical Antiquity (2006) riferisce che le idee proposte dal razzismo scientifico sono radicate nel mondo dell'antichità greco-romana. Un esempio prezioso in tal senso è costituito dal trattato presumibilmente risalente al V secolo a.C. Le arie, le acque, i luoghi di Ippocrate.
Nel capitolo 12 l'autore scrive: "Voglio ora mostrare quanto l'una dall'altra differiscano l'Asia e l'Europa per ogni riguardo, e anche per la forma
dei popoli, che sono ben diversi e per nulla si rassomigliano."
Nello pseudo-aristotelico trattato "Fisiognomica" si trova: "Gli individui troppo scuri di carnagione sono vili, vedi gli Egiziani e gli Etiopi; e così anche quelli che hanno una carnagione troppo chiara, vedi le donne: il colore caratteristico del coraggio deve essere a metà tra
il nero e il bianco".
Un ulteriore esempio viene dato dallo scrittore, architetto e ingegnere romano Vitruvio (70-25 a.C.) il quale, riportando forse le opinioni del filosofo stoico Posidonio (135-51 a.C.), dichiarò:
 ... "Mentre i popoli che abitano vicino all’equatore, proprio sotto il corso del sole, sono di bassa statura, hanno capelli crespi, occhi scuri, gambe robuste e poco sangue, per effetto del violento calore del sole. E proprio per questa carenza di sangue sono meno in grado di resistere alle armi ...Ecco perché le genti italiche sono le più equilibrate, sia per prestanza fisica che per forza d'animo.". 
D'altra parte gli antichi indiani consideravano tutti gli stranieri come dei barbari. Lo studioso musulmano dell'XI secolo Al-Biruni scrisse che gli indiani chiamano gli stranieri con il nome di "impuri". Solo pochi secoli dopo venne fatto osservare che gli indù guardavano tutti gli europei come dei barbari totalmente ignoranti di tutti i principi di onore e buona educazione... "Negli occhi di un indù un paria (emarginato sociale) e un europeo si trovano allo stesso livello".
Anche gli antichi cinesi consideravano gli europei nient'altro che come delle creature repulsive, simili a fantasmi e persino a dei diavoli. Gli scrittori cinesi descrissero gli europei come dei barbari stranieri/strani.

### Pensatori illuministi
Durante l'età dell'Illuminismo (un'epoca compresa tra il 1650 e il 1780) i concetti di monogenismo e poligenismo divennero per la prima volta popolari, anche se sarebbero stati inquadrati dall'epistemologia solo nel corso del XIX secolo. Il monogenismo afferma che tutte le razze hanno un'unica origine, mentre il poligenismo rappresenta l'idea che ogni razza abbia avuto un'origine separata. Fino al XVIII secolo le parole "razza" e "specie" furono intercambiabili.

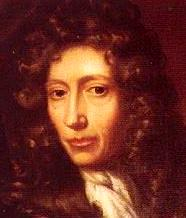
Lo scienziato anglo-irlandese Robert Boyle fu uno dei primi a studiare il "concetto di razza".

#### Robert Boyle contro Henri de Boulainvilliers
Uno dei primi scienziati che studiò il concetto di razza fu Robert Boyle (1627-1691), un filosofo esponente del naturalismo (filosofia) nonché chimico e fisico inventore anglo-irlandese. Boyle credette in quello che oggi si chiama monogenismo, cioè che tutte le razze - non importa quanto diverse esse siano attualmente - provenissero dalla stessa fonte, ossia Adamo ed Eva. Egli studiò i racconti riportati da genitori che diedero origine a diversi figli affetti da albinismo, concludendo pertanto che Adamo ed Eva fossero originariamente di pelle bianca e che i bianchi a loro volta avrebbero potuto dare origine a diverse razze maggiormente colorate.
Le teorie di Robert Hooke e Isaac Newton sul colore e sulla luce attraverso la dispersione ottica nel campo della fisica vennero estese da Boyle anche per le sue considerazioni poligenetiche, speculando che forse queste differenze fossero dovute a "impressioni seminali". Tuttavia gli scritti di Boyle menzionano che ai suoi tempi, per gli "occhi europei", la bellezza non venisse misurata tanto dal colore della pelle, bensì dalla statura, dall'avvenenza dovuta alla perfetta simmetria delle parti del corpo fisico e dalle caratteristiche facciali maggiormente piacevoli. Vari membri della comunità scientifica rigettarono le sue opinioni descrivendole come "inquietanti" o "divertenti".
Da un'altra prospettiva lo storico francese Henri de Boulainvilliers (1658-1722), suddivise i francesi in due razze: la razza francese aristocratica discendente dagli invasori franco-germanici e la razza dei Gallo-romani indigena (patrimonio popolare questo in campo politico). L'aristocrazia dei Franchi giunse a dominare i Galli da un innato "diritto di conquista", il contrario del nazionalismo moderno.
Ai suoi tempi de Boulainvilliers, un acceso credente in questo "diritto di conquista", non comprese però la razza come un fatto biologicamente immutabile, ma piuttosto come un costrutto sociale (razzista) contemporaneo. Il suo racconto razzista della storia francese non fu interamente mitico; nonostante le agevolazioni supportate dall'agiografia e dalla poesia epica come La Chanson de Roland (XI-XII secolo) cercò la legittimazione scientifica delle proprie opinioni creando la sua distinzione razziale sull'esistenza storica di una distinzione genetica e linguistica tra gli antichi Germani e le popolazioni francesi di lingua neolatina. Il suo razzismo teorico era distinto dai fattori biologici manipolati dal razzismo scientifico nel corso del XIX secolo (vedi relativismo culturale).

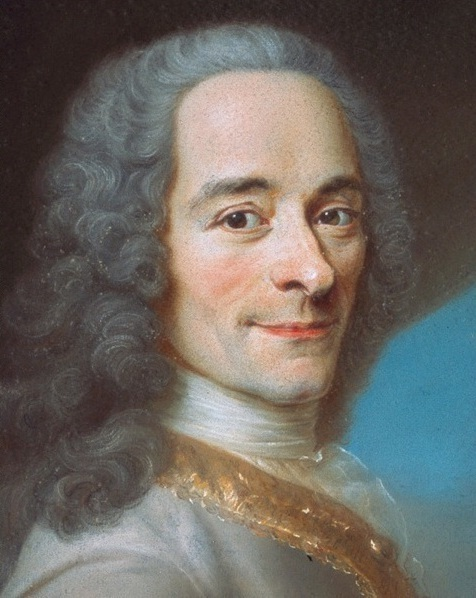
Ritratto di Voltaire di Maurice Quentin de La Tour, uno dei massimi esponenti filosofici dell'Illuminismo francese. Egli pensava che vi fosse un'affinità connaturata tra il negro e la scimmia (Simiiformes).

#### Voltaire
Voltaire (1694-1778) fu uno scrittore, storico e filosofo illuminista francese. Fu anche un teorico del poligenismo, ossia credeva che ogni razza avesse origini distinte e separate. Voltaire trovò il monogenismo propugnato dalla Bibbia come ridicolo, esprimendosi come segue:
Quando paragonava i gruppi etnici dell'Europa al negro Voltaire arrivò a confrontarli con diverse razze di cane:

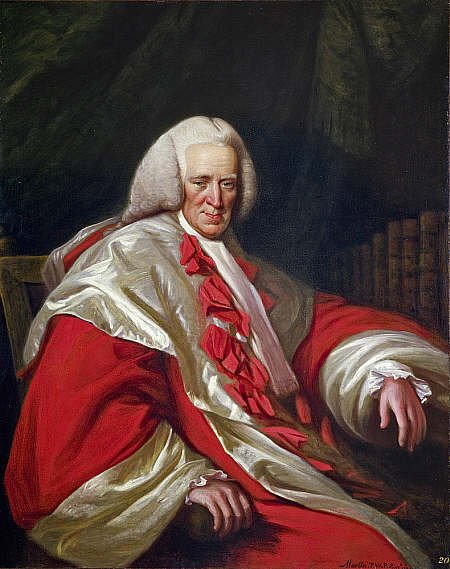
L'avvocato scozzese Henry Home credeva che Dio avesse creato diverse razze sulla terra in regioni separate e in momenti differenti.

#### Lord Kames
L'avvocato scozzese Henry Home Lord Kames (1696-1782) fu anch'egli un fautore del poligenismo: credeva che Dio avesse creato diverse razze sulla terra in regioni separate e in momenti differenti. Nel suo libro del 1734 intitolato Sketches on the History of Man Home affermò che l'ambiente (biologia), il clima o il particolare Stato presente in una determinata società erano tutti fattori che non potevano non tener conto delle differenze razziali, per cui le diverse razze avrebbero dovuto per forza di cose provenire da gruppi separati e distinti.

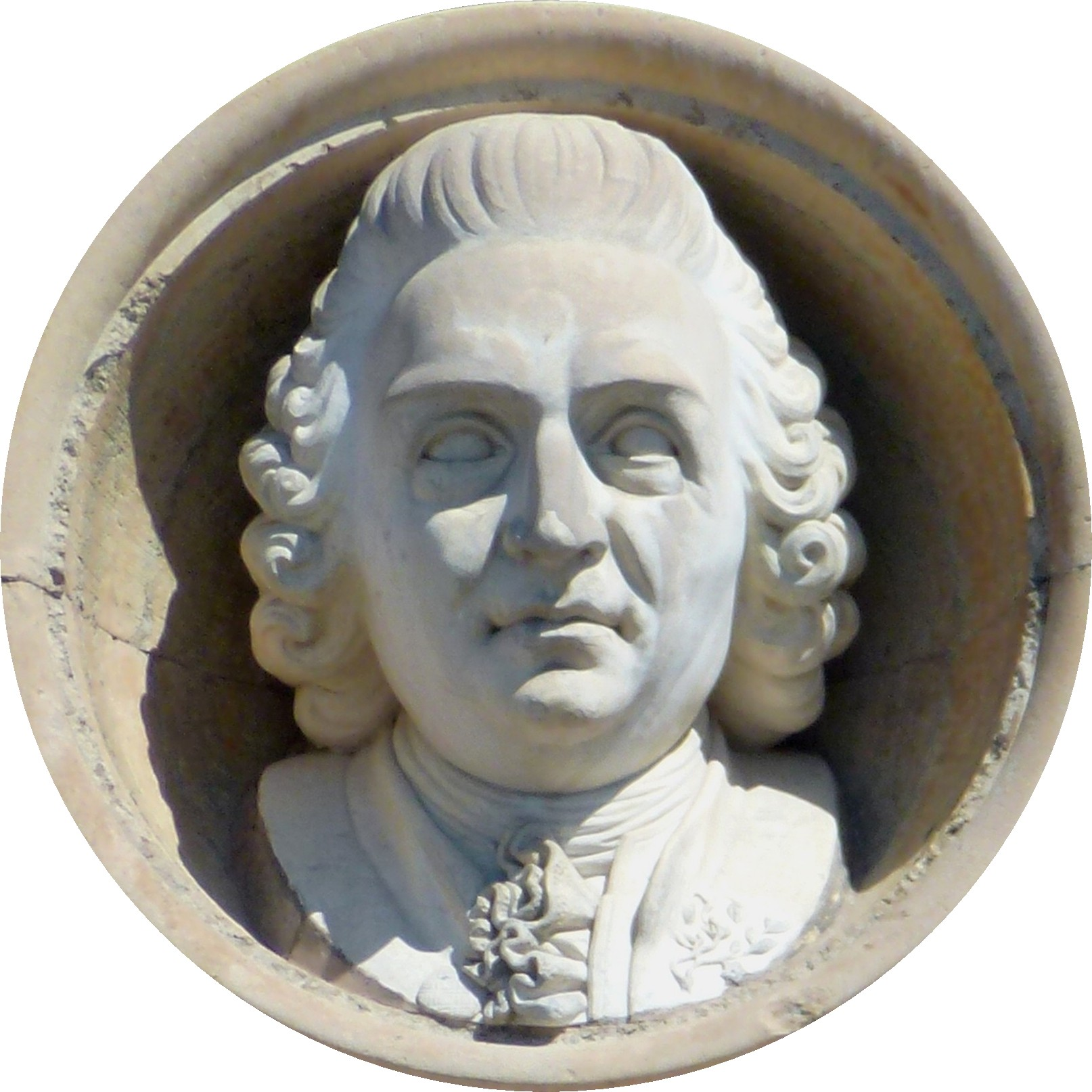
Il botanico e zoologo svedese Linneo propose per la prima volta una classificazione della popolazione umana seguendo le stesse regole della varietà botanica.

#### Carl Linneo
Nel frattempo il medico ed esperto di botanica e zoologia svedese Linneo (1707-1778) modificò le basi della tassonomia fondate sulla nomenclatura binomiale per la fauna e la flora ed è a tutt'oggi considerato un ricercatore pionieristico nella definizione biologica della razza umana. Nel suo Systema Naturae nell'edizione del 1767 etichettò cinque "varietà" di specie umane, ognuna delle quali venne descritta come possedere le seguenti caratteristiche fisiognomiche, "variabili per cultura e luogo di provenienza":
- l'amerindo: di pelle rossa, collerico ma retto, con i capelli neri diritti e spessi, testardo, zelante e spirito libero, si dipinge con linee rosse su tutto il corpo e viene governato dai costumi[29].
- l'europeo: di pelle chiara, sanguigno e bruno, con abbondanti capelli lunghi, occhi blu, gentile, acuto ed inventivo, ricoperto interamente da abiti e governato dalle leggi[30].
- l'asiatico: di pelle color giallognola, melanconico e rigido, con i capelli neri e gli occhi scuri, severo, arrogante ed avido, ricoperto da lunghe vesti, governato dalle opinioni[31].
- l'africano: di pelle nera, flemmatico e rilassato, capelli neri arricciati, pelle di seta, naso piatto e labbra tumide, le femmine sono del tutto prive del senso di vergogna, le ghiandole mammarie danno latte in abbondanza, astuto, sdolcinato e sconsiderato, si unge la pelle di grasso, governato dalla volontà arbitraria[32].
- il "Monstrosus": erano gli esseri umani mitologici, che non appaiono nelle prime edizioni del libro. La sub-specie comprendeva l'Homo feralis con quattro piedi, muto e peloso (feral); lo Juvenis lupinus hessensis (ragazzo selvaggio); lo Juvenis hannoveranus (Peter di Hannover); il Puella campanica (Marie-Angélique Memmie Le Blanc) e l'agile Homo monstrosus; il gigante patagonico, il nano delle Alpi e i Khoi affetti da monorchidismo (Hottentot).

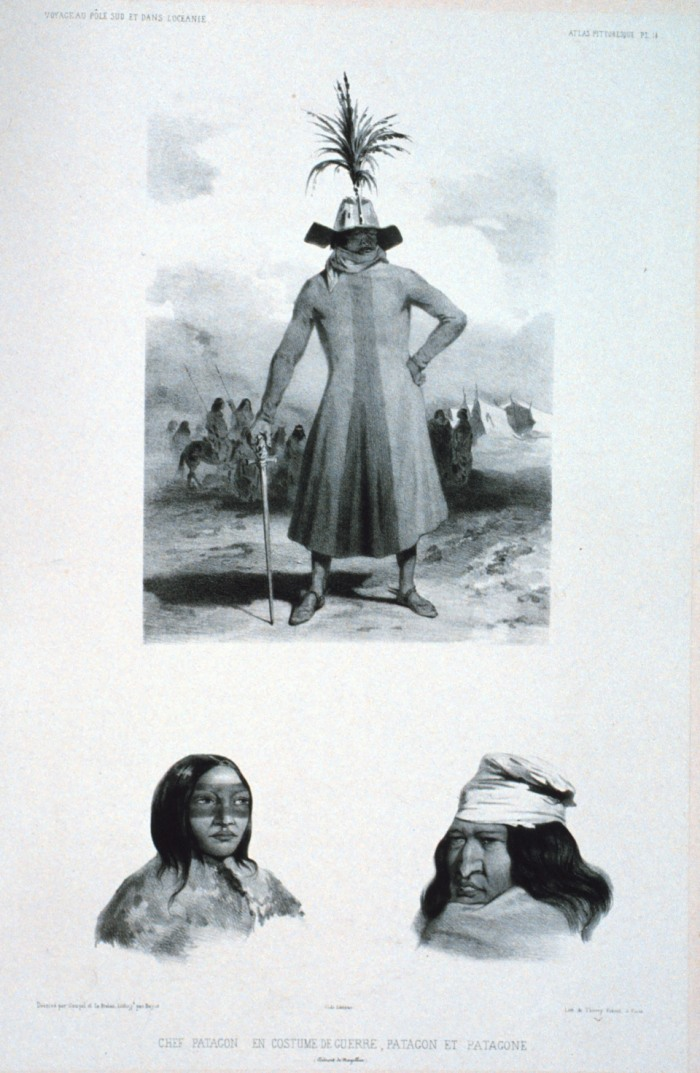
"Homo monstrosus" o giganti patagoni, tratto da Voyage au pole sud et dans l'Océanie (Viaggio al Polo Sud e in Oceania), di Jules Dumont d'Urville.

In Amoenitates academicae (1763) Linneo presentò la figura mitologica dell'Homo anthropomorpha, creature umanoidi come il troglodita, il satiro, l'idra di Lerna e la fenice i quali vennero tutti identificati come appartenenti agli Hominoidea.
Sono presenti disaccordi tra gli studiosi su ciò che era la base per la tassonomia umana di Linneo. Da un lato si trovano i critici più severi i quali affermano che la sua classificazione non era soltanto fondata sull'etnocentrismo ma che sembrava invece anche essere basata sul colore della pelle umana. D'altra parte Conrad B. Quintyn dell'università di Bloomsburg (2010) sottolinea che alcuni autori ritengono che la classificazione sia basata sulla distribuzione geografica, pertanto fondata cartograficamente e non gerarchicamente.
L'esponente della paleontologia statunitense Stephen Jay Gould (1994) sostiene che il taxon non si trova "nell'ordine gerarchicamente favorito dalla maggior parte degli europei nella tradizione razzista" e la divisione di Linneo è stata influenzata dalla teoria medica dei quattro umori la quale affermava che il temperamento di una persona può essere correlato ai fluidi biologici.
Secondo lo statunitense Kenneth A. R. Kennedy (1976) Linneo ha certamente considerato come migliore la propria cultura, rispetto a quelle estere, ma i suoi motivi per le classificazioni delle varietà umane non erano centrate sul concetto di razza.
La Linnean Society of London ha affermato che, secondo Linneo, la "superiorità degli europei" risiedeva nella tradizione culturale e che il fattore decisivo del suo taxa era culturale e non razziale. Per questi motivi considerano Linneo semplicemente come affetto da "eurocentrismo", sostenendo ch'egli non ha mai richiamato l'attenzione dei fautori della cosiddetta "azione razzista"; inoltre non utilizzò mai la parola razza, introdotta solo successivamente dal suo avversario francese Georges-Louis Leclerc de Buffon.
Lo studioso Stanley A. Rice dell'università di Tampa accetta come assodato il fatto che per Linneo la classificazione non era intesa ad implicare una gerarchia presente all'interno dell'umanità né tanto meno conduceva all'idea di una qualche superiorità razziale di alcuni nei confronti di altri; questo anche se i critici moderni vedono che la sua classificazione era ovviamente stereotipata ed erronea per aver incluso elementi antropologici e non biologici come le abitudini, i costumi e le tradizioni culturali.

#### John Mitchell
Il medico coloniale statunitense nonché geografo John Mitchell (geografo) (1711–1768) condusse uno studio accurato del clima e della razza, finendo con lo scrivere un libro nel 1774 intitolato An Essay upon the Causes of the Different Colours of People in Different Climates (Saggio sulle cause dei differenti colori [di pelle] delle popolazioni in climi differenti). Nel suo testo affermò che la prima razza presente sulla terra avesse un colore marroncino e rossastro; affermò inoltre che "un colore intermedio tra gli asiatici e gli indigeni nativi" fu la "carnagione originale dell'umanità" e che le razze successive si produssero via via nelle generazioni da questa razza originaria attraverso i diversi climi.

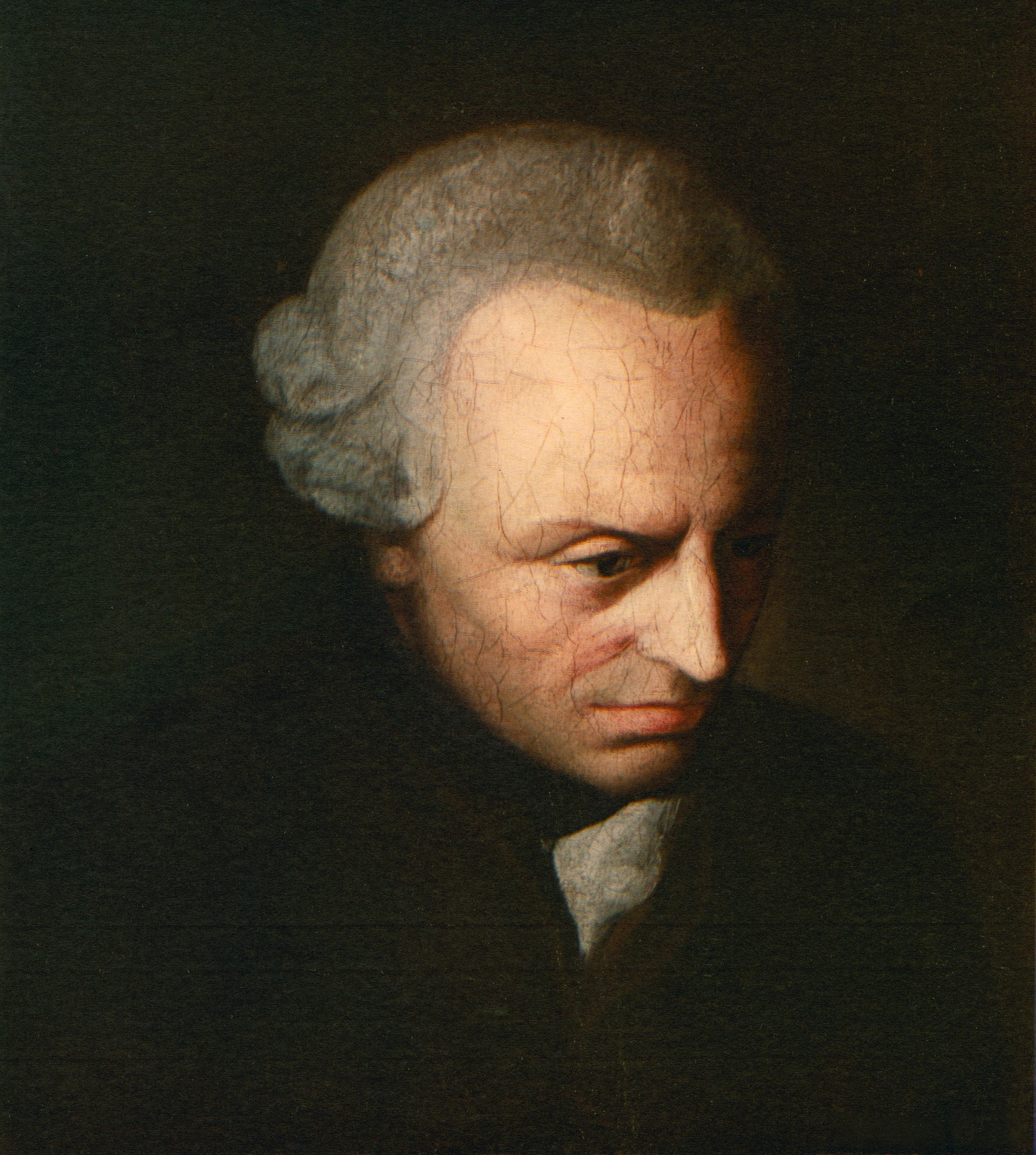
Ritratto di Immanuel Kant (1790 circa). Il filosofo tedesco scrisse nel 1775 un saggio Sulle diverse razze dell'uomo.

#### Immanuel Kant
Il filosofo tedesco Immanuel Kant (1724-1804) incoraggiò l'esame dell'autorità interiore dell'uomo piuttosto che trarre inferenze sul sé interiore sulla base dell'esistenza fisica esteriore. Nel 1775 Kant fece pubblicare il saggio Über die verschiedenen Rassen der Menschen  ("Sulle diverse razze dell'uomo") in cui propose cause naturali o intenzionali di variazione, al contrario della legge voluta dal meccanicismo, o come un "prodotto di fortuna". Egli distinse quattro razze fondamentali: bianchi, neri, calmucchi e indostani (provenienti dall'India) ed attribuì la variazione riscontrabile nelle popolazioni prese in esame come dovuta alle differenze esistenti nell'ambiente e nel clima (come l'arieggiamento e l'esposizione solare), ma chiarì il suo pensiero dicendo che la variazione ebbe uno scopo e che non fu meramente superficiale.
Kant asserì che esseri umani fossero equipaggiati con gli stessi semi (Keime) e che le predisposizioni o le caratteristiche naturali (Anlagen) quando venivano espresse fossero per lo più dipendenti dal clima e che servissero ad uno scopo causato da una circostanza specifica. Dopo che questo processo avvenne diventò anche irreversibile; pertanto la razza non poteva più essere annullata dai cambiamenti climatici: "qualunque sia il seme/germe che si fosse attualizzato dalle condizioni esterne trovate, gli altri differenti germi si ritireranno nell'inattività". Kant infine dichiarò:

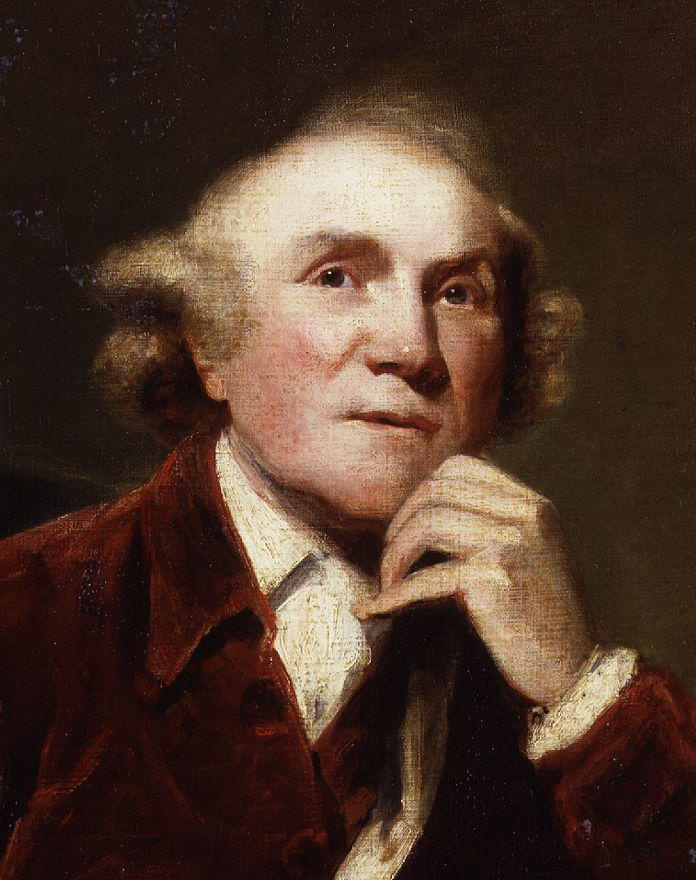
Il chirurgo scozzese John Hunter ebbe a dichiarare che la razza Negroide era in realtà bianca all'inizio dei tempi.

#### John Hunter
Il chirurgo scozzese John Hunter (1728-1793) dichiarò che in origine la razza Negroide era bianca all'inizio dei tempi; pensò che nel volgere dei millenni, a causa dell'esposizione solare, quella gente si trasformò in scura o negra. Hunter disse anche che le bolle o bruciature probabilmente si trasformassero in bianco in un negro; credendo in tal modo che questa fosse la prova che i loro antenati furono in realtà dei bianchi.

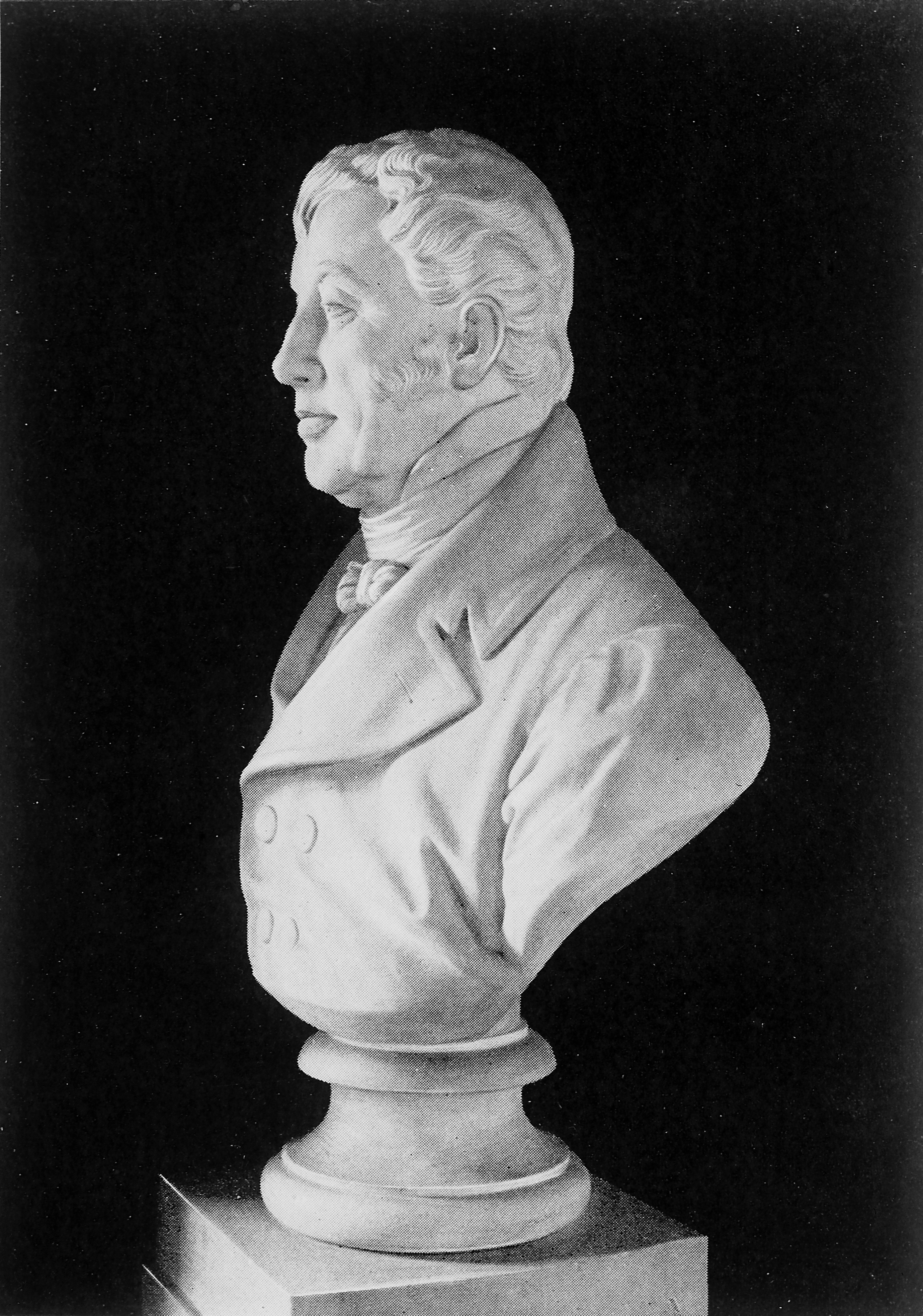
Busto di Charles White. Il medico inglese era un fervente divulgatore della teoria del poligenismo.

#### Charles White
Il medico e chirurgo inglese Charles White (1728-1813) credette che le razze occupassero stadi o stazioni diverse all'interno della "Grande catena dell'essere" (la Scala naturae) e cercò di dimostrare scientificamente che le razze umane avessero origini distinte l'una dall'altra. Credette che i bianchi e i negri costituissero due specie irrimediabilmente diverse. White era un credente nella teoria del poligenismo, l'idea che diverse razze fossero state create separatamente. Nel suo Account of the Regular Gradation in Man (1799) fornì una base empirica per quest'idea.
White difese la teoria poligenetica sfidando a tal proposito il naturalista francese Georges-Louis Leclerc de Buffon, il cui argomento di interferibilità affermava che solamente una stessa specie avrebbe potuto poi essersi incrociata. White indicò vari ibridi di specie come volpi, lupi e sciacalli i quali costituivano gruppi separati pur mantenendo ancora la possibilità di incrociarsi. Per White ogni razza costituiva una specie separata, divinamente creata per poter abitare la propria regione geografica particolare.

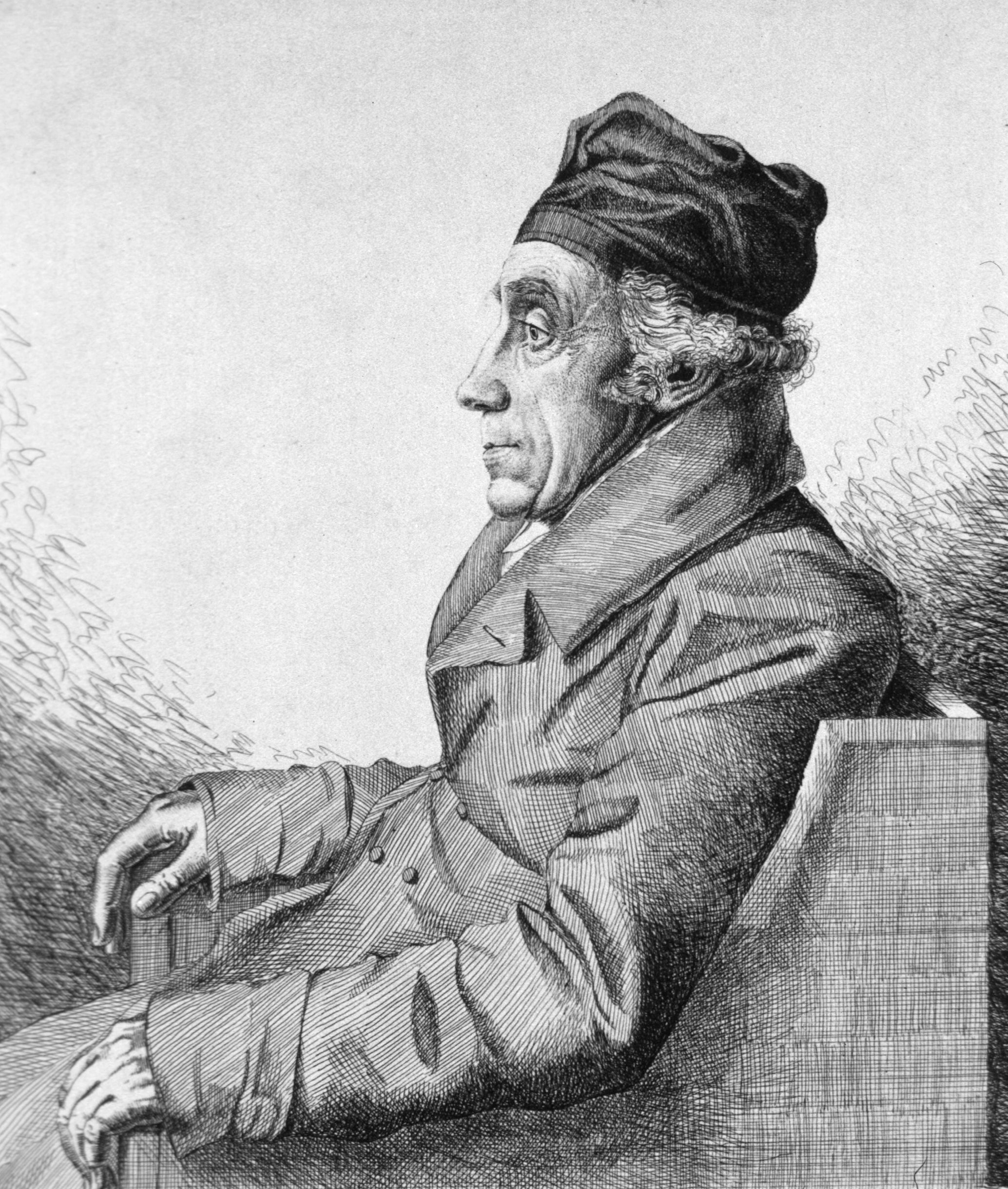
Stampa ritraente Johann Friedrich Blumenbach. L'anatomista tedesco era un fautore della teoria della "degenerazione razziale".

#### Buffon e Blumenbach
Il naturalista nonché conte francese Georges-Louis Leclerc de Buffon (1707-1788) e l'anatomista tedesco Johann Friedrich Blumenbach (1752-1840) furono due assertori convinti del monogenismo, il concetto che tutte le razze hanno un'unica origine. Essi credettero anche nella "teoria della degenerazione" delle origini razziali. Entrambi affermarono che Adamo ed Eva fossero caucasici e che tutte le altre razze si fossero prodotte successivamente a causa della degenerazione causata da fattori ambientali, come il sole o una dieta alimentare povera. Credettero anche che una tale degenerazione potesse ancora essere invertita, solo e si fosse raggiunto un adeguato controllo sopra l'ambiente, infine che tutte le forme contemporanee dell'uomo potessero tornare alla razza caucasica originale.
Rifletterono poi sul fatto che la pigmentazione del negro fosse sorta a causa del calore solare tropicale; suggerirono che il vento freddo causò il colore abbronzato e rossiccio degli Eschimesi. Pensarono che i Cinesi avessero un peculiare equilibrio interiore ed esteriore rispetto alle altre razze asiatiche poiché vivevano per lo più nelle città ed in tal maniera rimasero protetti dai fattori ambientali. Buffon disse che il cibo e lo stile di vita avrebbero potuto rendere le razze degenerate e pertanto maggiormente differenziate rispetto alla razza caucasica originale.

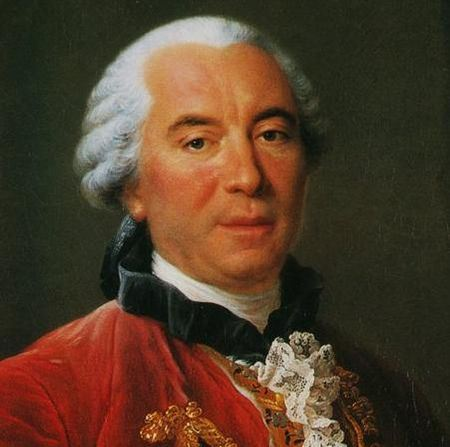
Il conte naturalista francese Georges-Louis Leclerc de Buffon, convinto assertore del monogenismo, credeva che il colore della pelle umana del negro fosse causata dal calore solare tropicale.

Secondo Blumenbach esistevano cinque razze distinte, ma tutte appartenenti ad una sola specie: caucasica (Europoide), mongola (Mongoloide), etiope, amerinda (Nativi americani) e malese (Malesi). Blumenbach dichiarò: "ho assegnato il primo posto al caucasico perché questo gruppo rappresenta la razza più bella degli uomini".
Buffon invece credette che l'umanità avesse solo 6.000 anni (il tempo a partire da Adamo secondo la Bibbia). Molti esponenti del razzismo scientifico ebbero a rilevare che sarebbe stato assai difficoltoso per le razze cambiare così nettamente nel genotipo e nel fenotipo in un così breve lasso di tempo; ma Buffon, credendo nel monogenismo, pensò che il colore della pelle umana avrebbe potuto cambiare anche nel corso di una sola vita, a seconda delle condizioni climatiche e della dieta assunta.

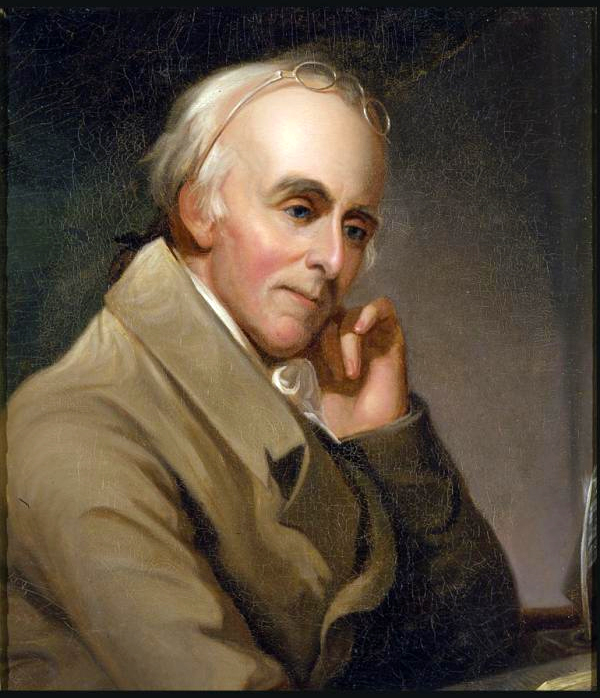
Quadro di Charles Willson Peale (1818) ritraente Benjamin Rush. Il medico statunitense credeva che la condizione dell'essere negro fosse una "malattia ereditaria" della pelle.

#### Benjamin Rush
Il medico - nonché uno dei Padri fondatori degli Stati Uniti d'America - Benjamin Rush (1745-1813) propose l'idea che essere un negro fosse una malattia ereditaria delle pelle, che egli chiamò "negroideismo", ma che poteva essere curata. Rush credette inoltre che i non-bianchi non fossero realmente bianchi nell'interiorità, in quanto erano colpiti da una forma non contagiosa di lebbra che scuriva loro il colore della pelle. Rush concluse che "i bianchi non dovrebbero tiranneggiare sopra i negri, perché la loro malattia diede loro una doppia porzione dell'umanità. Tuttavia per lo stesso motivo i bianchi non dovrebbero interagire con loro, perché ciò avrebbe creato la tendenza ad infettare i posteri dei bianchi con il disordine espresso dai negri... si deve tentare di curare la malattia".

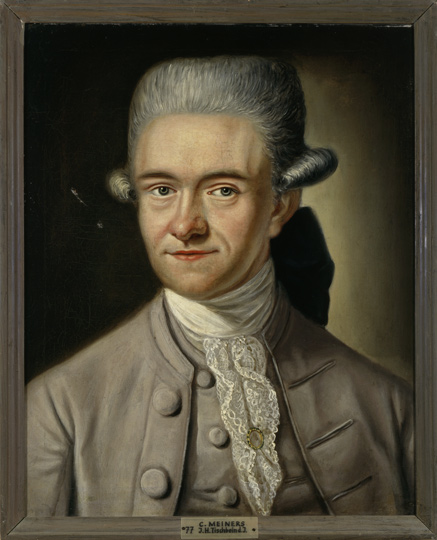
Quadro di Johann Heinrich Tischbein il Giovane (1772 circa) ritraente Christoph Meiners. Il filosofo e storico tedesco considerava il negro, i nativi americani e gli Slavi come esseri inferiori del tutto simili alle bestie.

#### Christoph Meiners
Il filosofo e storico tedesco Christoph Meiners (1747-1810) fu un fautore del poligenismo; egli credette che ogni razza avesse una propria origine separata. Meiners studiò le caratteristiche fisiche, mentali e morali di ogni razza e costruì una gerarchia di razze basata sui suoi risultati. Meiners suddivise l'umanità in due parti, che etichettò come "la bella razza bianca" e "la brutta razza negra". Nel suo libro intitolato Grundriß der Geschichte der Menschheit ("Cenni di storia umana", 1785) affermò che una delle caratteristiche principali di una razza fossero la rispettiva bellezza o bruttezza fisica; pensò che soltanto la razza bianca potesse fregiarsi del titolo ed essere considerata bella. Considerò le "razze brutte" come inferiori, immorali e del tutto simili alle bestie. Disse che il "popolo negro brutto" era distinto dal "popolo bianco bello" anche a causa della sua "triste" mancanza di virtù e dei suoi "vizi terribili".
Secondo Meiners:
Meiners dichiarò che il negro sentisse meno dolore di qualsiasi altra razza e che fosse del tutto privo di emozioni; scrisse che il negro aveva nervi spessi e che pertanto non era sensibile come le altre razze. Giunse fino al punto di affermare che il negro non possiede "quasi nessuna sensazione presente nell'essere umano, proprio quasi come gli animali". Descrisse poi una storia in cui un negro era stato condannato a morte ad esser bruciato vivo; nel bel mezzo del fuoco il negro chiese di poter fumare una pipa e lo fece, continuando a fumare come se nulla stesse accadendo mentre continuava a bruciare vivo.
Meiners studiò l'anatomia del negro giungendo alla conclusione che egli avesse un maggior numero di denti e fauci più grandi rispetto a qualsiasi altra razza, poiché i negri sono tutti carnivori. Meiners affermò che la calotta cranica del negro fosse più grande, ma che altresì il cervello fosse più piccolo di qualsiasi altra razza; disse inoltre che il negro era la razza più sconveniente e oscena presente sulla terra a causa della sua cattiva alimentazione, del suo modo di vivere e della sua intima mancanza di qualsiasi morale.
Meiners affermò anche che i nativi americani fossero un gruppo inferiore di persone; disse che non potevano adattarsi a climi diversi, a tipi differenti di cibo o ad altre modalità di vita e che, anche quando rimanessero esposti a queste nuove condizioni, essi andavano incontro ad una "malinconia mortale". Meiners studiò la dieta degli amerindi e disse ch'essi si alimentavano con ogni tipo di porcheria, avanzi, rifiuti e frattaglie. Pensava inoltre che consumassero molte bevande alcoliche. Credette che i loro teschi fossero talmente spessi che le lame di coltello o le spade degli spagnoli si sarebbero distrutte se li avessero colpiti. Meiners concluse dicendo che la pelle di un amerindo era più spessa di quella di un bue.
Meiners scrisse che la razza più nobile era quella rappresentata dai Celti i quali furono in grado di conquistare varie parti del mondo conosciuto, che erano maggiormente sensibili al caldo e al freddo e che la loro delicatezza fosse dimostrata dal modo in cui erano selettivi nei confronti di ciò che mangiavano. Meiners sostenne poi che gli Slavi fossero una razza inferiore "meno sensibile e più soddisfatta di mangiare alimenti grezzi"; descrisse storie di slavi che presumibilmente mangiavano funghi velenosi senza riportarne alcun danno. Affermò che le loro tecniche mediche fossero decisamente arretrate: usò come esempio il fatto che la loro gente non avesse bisogno di alcun riscaldamento negli ospedali e che anzi si rotolasse nella neve in pieno inverno del tutto priva di vestiti.
Nella sua opera di più ampio respiro intitolata Untersuchungen über die Verschiedenheiten der Menschennaturen ("Gli studi sulle differenze delle nature umane", pubblicata postuma nel 1815) studiò anche la sessuologia di ogni razza; sostenne che i negri africani fossero eccessivamente resistenti sessualmente e che si abbandonassero ad ogni genere di perversione possibile e immaginabile, mentre solo gli europei bianchi possedessero in se stessi la "giusta misura".

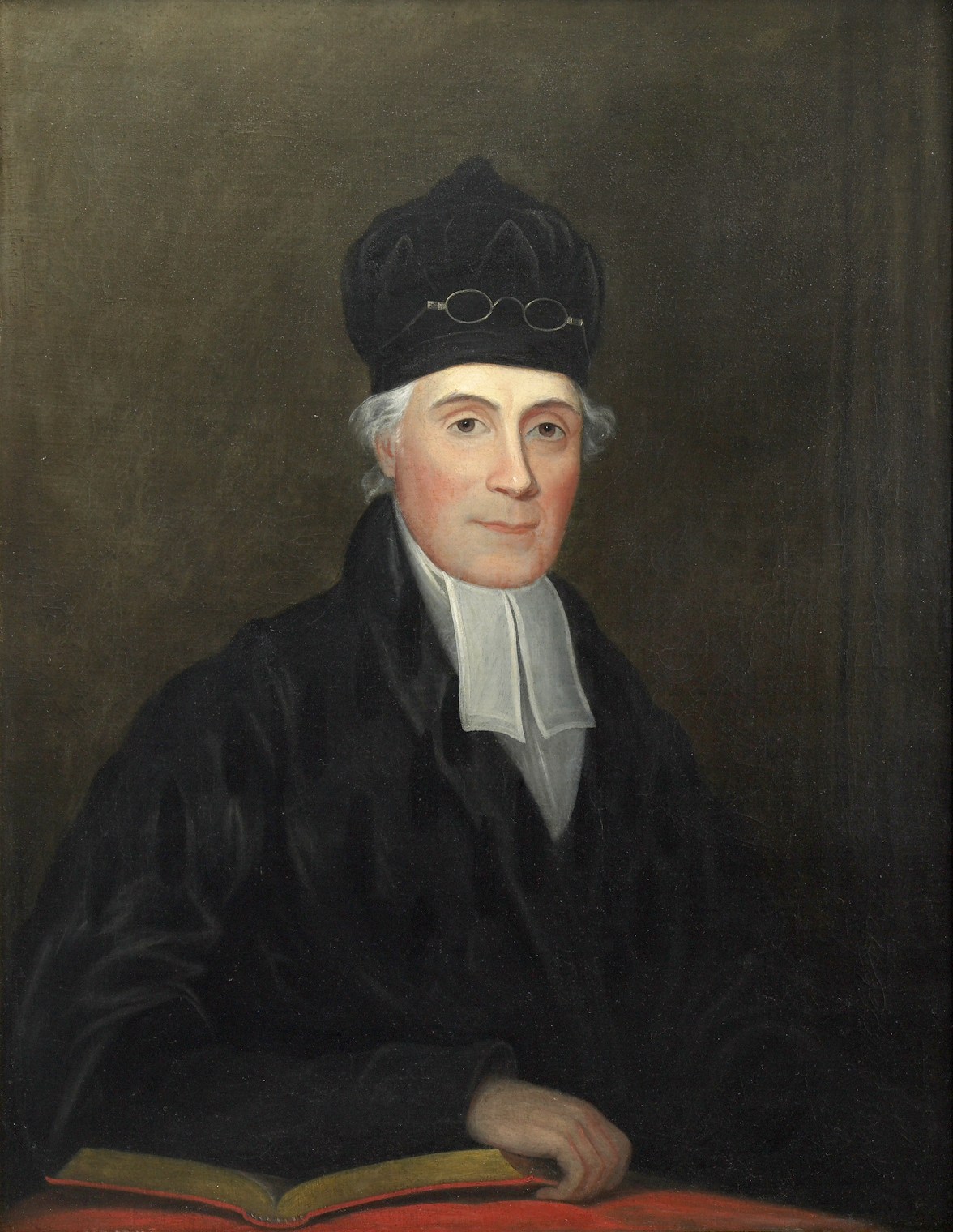
il sacerdote del presbiterianesimo statunitense Samuel Stanhope Smith credeva che la pelle nera non fosse nient'altro che un'enorme lentiggine prodotta dal clima tropicale.

### Pensatori successivi

#### Samuel Stanhope Smith
Il ministro della chiesa presbiteriana statunitense Samuel Stanhope Smith (1751-1819) fu l'autore nel 1787 del Essay on the Causes of Variety of Complexion and Figure in the Human Species ("Saggio sulle cause della varietà di complessione e nell'aspetto nelle specie umane"). Smith asserì che la pigmentazione del negro non fosse altro che un'enorme lentiggine che veniva a ricoprire tutto il corpo; ciò a causa di un sovraccarico di bile causato dal clima tropicale.

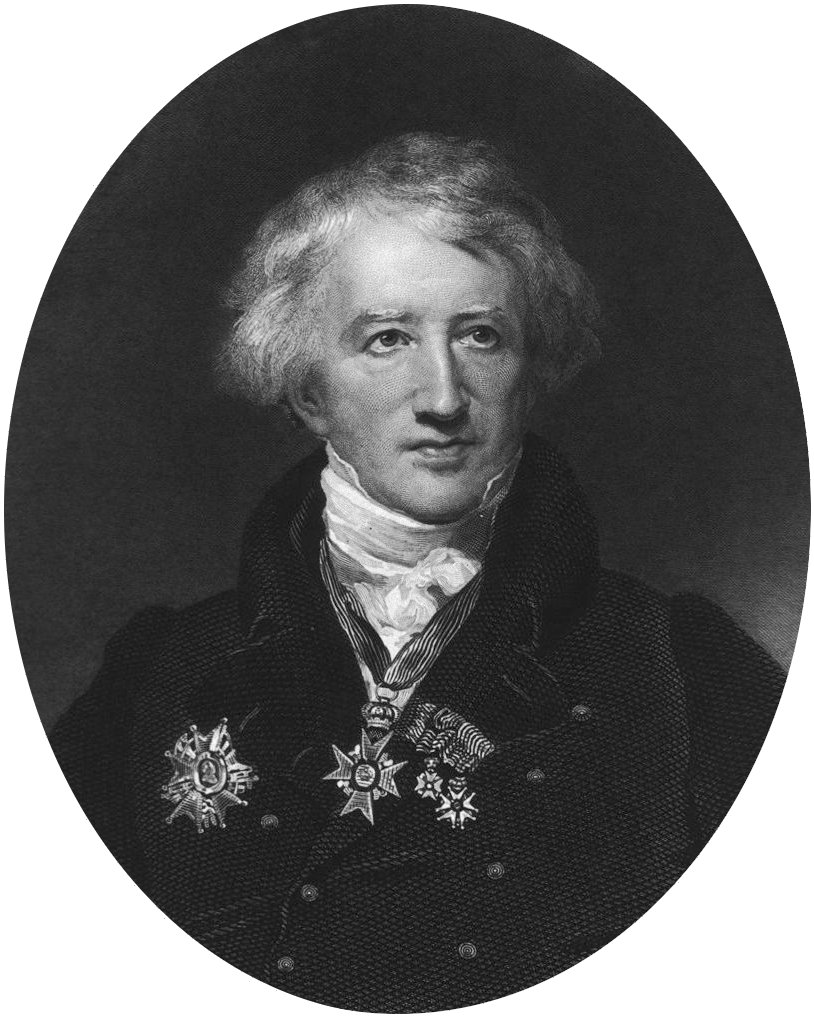
Il naturalista e zoologo francese Georges Cuvier credeva che la razza bianca fosse più bella e maggiormente intelligente di quella nera, quest'ultima imparentata con le scimmie.

#### Georges Cuvier
Gli studi razziali del naturalista e zoologo francese Georges Cuvier (1769-1832) influenzarono notevolmente la scienza del poligenismo e il razzismo scientifico. Cuvier credette che vi fossero tre razze distinte: il caucasico (bianco), il mongolo (giallo) e l'etiope (nero), valutandone poi ciascuna per la bellezza o bruttezza del cranio oltre alla qualità espressa dalle loro rispettive civiltà. Cuvier scrisse sui caucasici:
Riguardo al Negroide Cuvier scrisse: 
Pensava inoltre che Adamo ed Eva fossero caucasici e che pertanto rappresentassero la razza originaria del genere umano. Le altre due razze sarebbero sorte dai sopravvissuti che fuggirono in direzioni diverse dopo che una grande catastrofe ebbe colpito la terra 5.000 anni fa; teorizzò che i sopravvissuti avessero vissuto in un completo isolamento e che si fossero sviluppati in seguito separatamente.

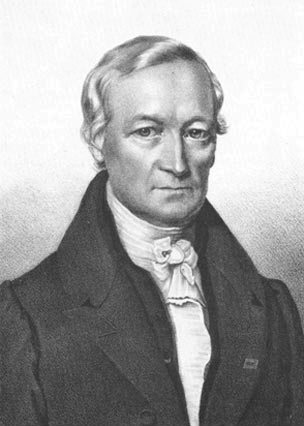
L'anatomista e fisiologo tedesco Friedrich Tiedemann fu uno dei primi a condurre una contestazione scientifica del razzismo

Uno degli allievi di Cuvier fu Friedrich Tiedemann (1781-1861), anatomista e fisiologo tedesco; egli fu uno dei primi a condurre una contestazione scientifica al razzismo. Sostenne le proprie tesi basandosi sulle misurazioni craniometriche e cerebrali provenienti da europei e negri provenienti da diverse parti del mondo e sostenne che la convinzione (allora comune in Europa) che il negro avesse un cervello più piccolo e che di conseguenza fosse anche intellettualmente inferiore fosse scientificamente infondata e basata soltanto sui pregiudizi dei viaggiatori e degli esploratori del tempo.

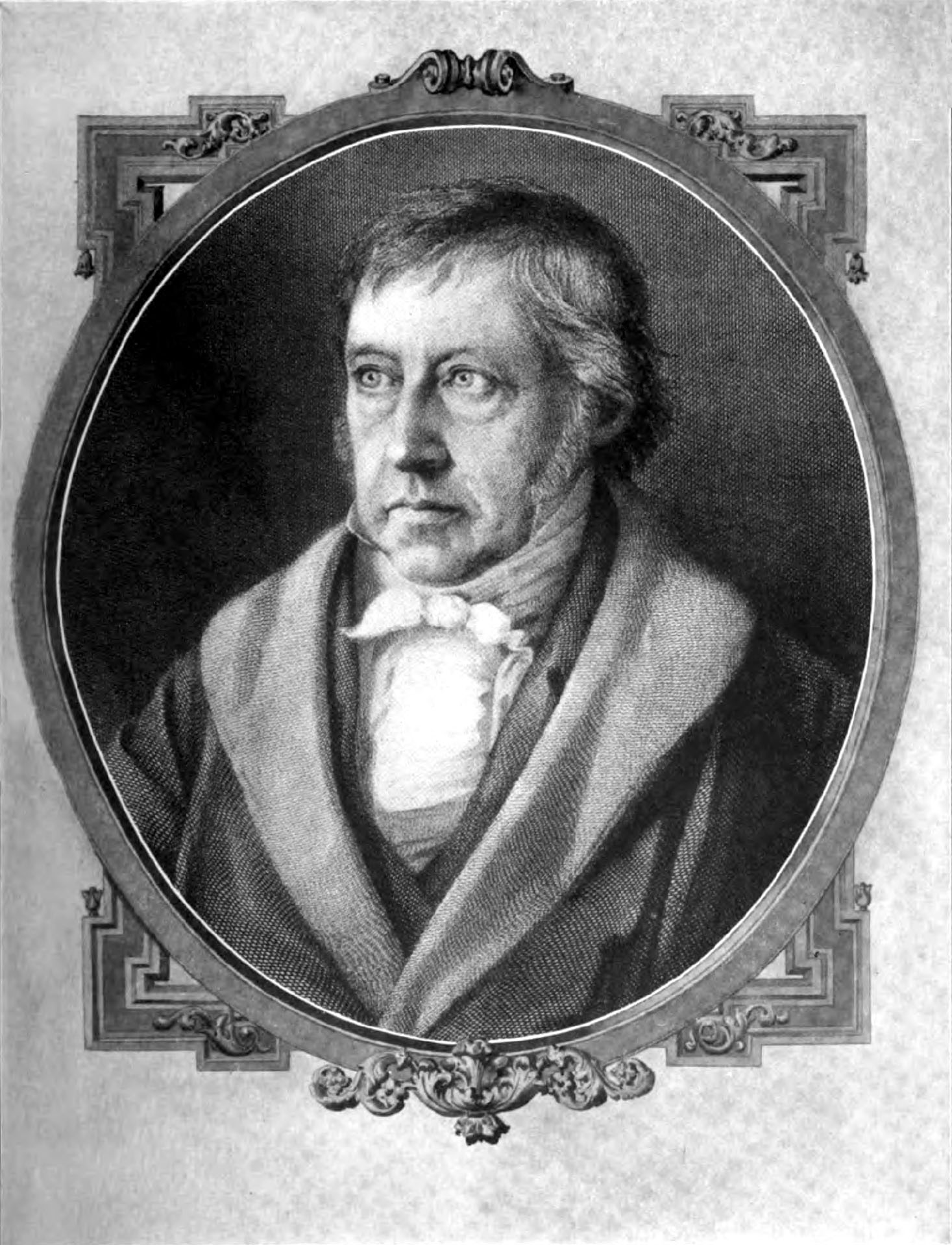
Il filosofo tedesco Georg Wilhelm Friedrich Hegel sosteneva che la civiltà si sviluppasse solo in climi temperati e che la razza negra fosse solamente una massa compatta ed indifferenziata.

#### G. W. F. Hegel
Il filosofo tedesco Georg Wilhelm Friedrich Hegel (1770-1831) presentò una forte narrazione evoluzionistica della storia nelle sue Lezioni sulla filosofia della storia (1837), una cronaca dello sviluppo storico del Geist (Spirito (filosofia)) attraverso le realizzazioni seriali del Volksgeist (lo spirito del popolo e della nazione).
Nel suo capitolo sui Fondamenti geografici della storia universale Hegel ebbe ad affermare che "ogni popolo rappresentava un particolare grado dello sviluppo dello Spirito", venendo così a formare una Nazione. Una Nazione non si basa sulle caratteristiche fisiche, piuttosto si basa sul sito storico-geografico in cui si è sviluppato lo "Spirito". Quest'idea venne influenzata dalla teoria di Montesquieu sull'influenza climatologica sulla morale e sulla legge culturale. Seguendo Lo spirito delle leggi (1748) Hegel contrappose i popoli storici con i selvaggi astorici:

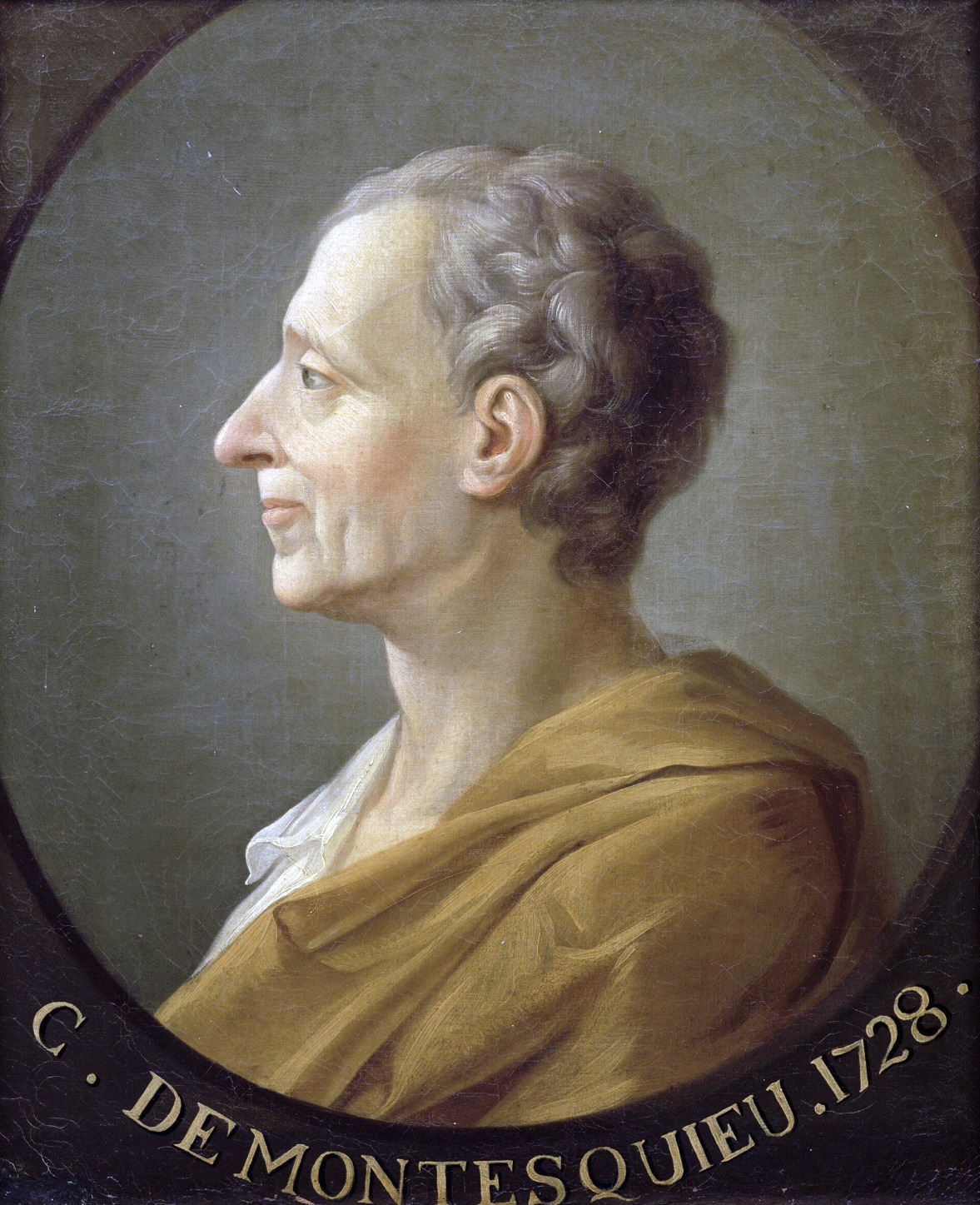
Ritratto di Montesquieu (1724). Da parte sua, già il filosofo francese del XVIII secolo credeva che la morale e la legge culturale venissero influenzate dalla climatologia.

Non sorprende il fatto che Hegel favorisse così il Geist in zone temperate ed infine scrisse un resoconto di "storia universale" che descrive il mondo orientale, l'antichità greca, il mondo romano, il mondo cristiano e il mondo prussiano. In quelle stesse lezioni affermò che "l'America è il paese del futuro", tuttavia "la filosofia non si occupa di profezie", ma concerne la Storia.
La filosofia e il pensiero di Hegel, così come il pensiero di Kant, non possono essere ridotti a dichiarazioni evoluzioniste; tuttavia giustificarono l'imperialismo europeo fino alla prima guerra mondiale (1914-18). Alla stessa maniera la teoria di Montesquieu sull'influenza climatica sulla morale e sulla legge culturale giustificò "scientificamente" l'idea di inferiorità razziale del negro rispetto al bianco.
Hegel dichiarò che "l'Africa non è parte della storia del mondo"; sostenne inoltre che i negri non avevano "senso della personalità, in quanto il loro spirito dorme, rimane affondato in se stesso, non fa avanzare ed è quindi parallelo alla massa compatta e indifferenziata del continente africano".

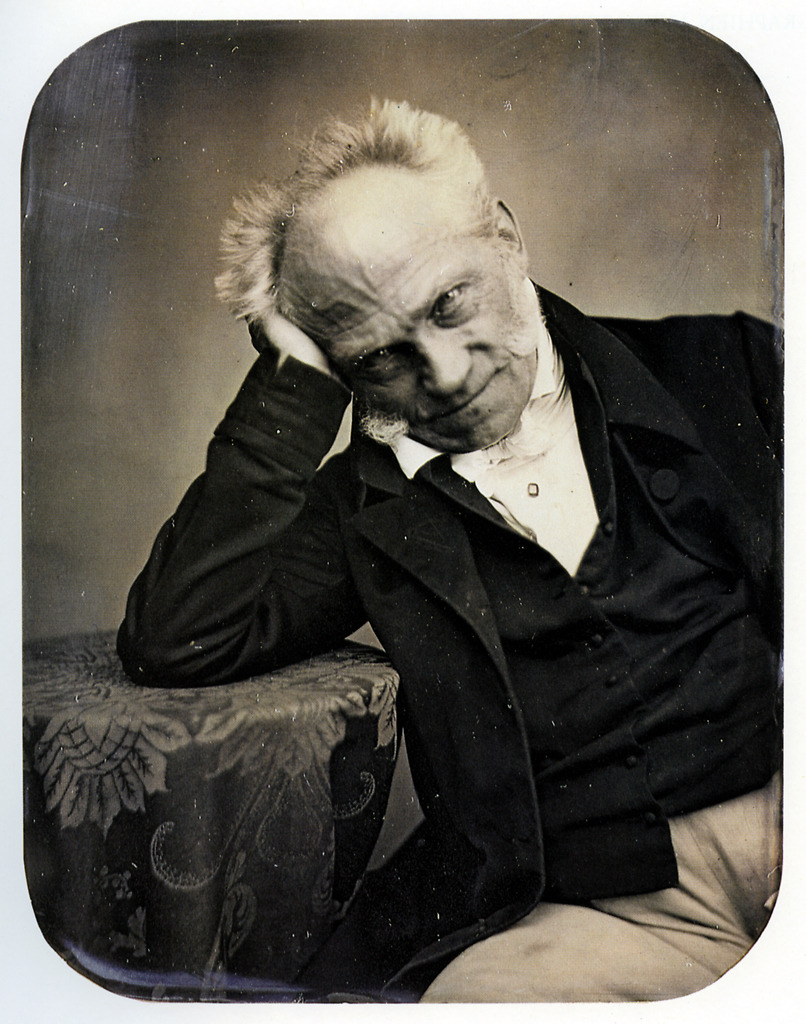
Il filosofo tedesco Arthur Schopenhauer credeva nel primato civile delle razze bianche.

#### Arthur Schopenhauer
Il filosofo tedesco Arthur Schopenhauer (1788-1860) attribuì il primato civile alle razze bianche le quali vennero ad acquisire sensibilità ed intelligenza attraverso la raffinatezza causata dal vivere nel rigoroso clima settentrionale:

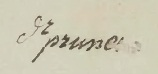
Firma di Franz Ignaz Pruner. Il medico tedesco credeva nella stretta parentela del negro con le scimmie.

#### Franz Ignaz Pruner
Il medico tedesco Franz Ignaz Pruner (1808-1882) studiò la struttura razziale dei negri in Egitto. In un libro che scrisse nel 1846 sostenne che il sangue negro avesse un'influenza negativa sul carattere morale egiziano. Pubblicò una monografia sui negri nel 1861 in cui sosteneva che la caratteristica principale dello scheletro (anatomia umana) del negro fosse il prognatismo, la qual cosa dimostrava la correlazione del negro con la scimmia. Affermò anche che i negri avessero un cervello del tutto simile a quello delle scimmie ed infine che i neri avessero un forte ingrandimento del dito maggiore del piede, caratteristica anche questa che collegava i negri nelle vicinanze delle scimmie.

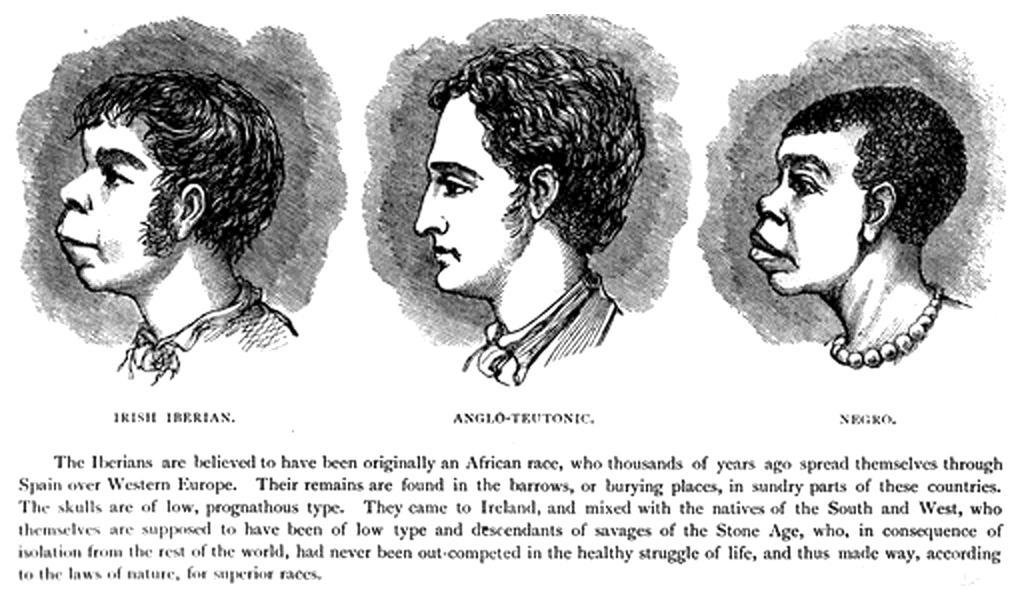
Un'illustrazione della fine del XIX secolo di H. Strickland Constable la quale mostra una presunta somiglianza tra le caratteristiche fisiche degli "Irlandesi iberici" e quelle del "negro", entrambe poi in contrasto con il più alto tipo "anglo-teutonico".

#### Robert Needham Cust
(Robert Needham Cust, Le lingue dell'Africa)

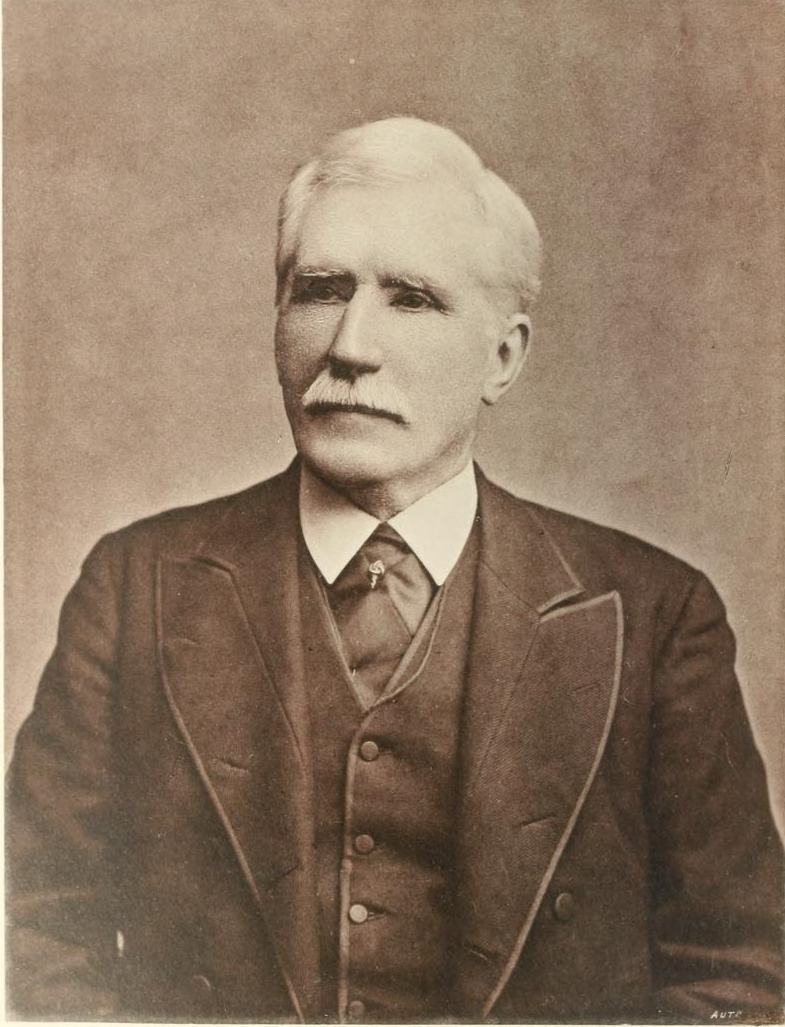
Ritratto del linguista britannico Robert Needham Cust

Il linguista britannico Robert Needham Cust nel suo saggio Le lingue dell'Africa del 1883 considera i neri inferiori agli europei e attribuisce questa inferiorità culturale all'assenza di civilizzatori bianchi, alla mancata introduzione delle sacre scritture presso i popoli dell'Africa nera, alla mancata invenzione della scrittura che nell'ottica dell'autore è il mezzo per rendere la lingua una leva del progresso e della moralità; secondo Cust anche i frequenti conflitti tribali, la scarsità di beni da esportare, il difetto assoluto di pubblica opinione o di personale indipendenza sarebbero alla base dell'inferiorità intellettuale, culturale e morale dei neri rispetto agli altri popoli. Egli li considera dei selvaggi in preda alla schiavitù, al cannibalismo, a una superstizione odiosa, a sacrifizi umani mostruosi oltre che artefici di orge sanguinose, privi di dignità e incapaci di vestirsi in maniera decorosa. Secondo l'autore ogni progresso dei neri, ritenuti incapaci di uscire da soli dalla barbarie, è dovuto all'intervento dei bianchi, sia esso di origine coloniale o missionaria. Per Cust un ulteriore segno dell'inferiorità africana è costituito oltre che dalla mancanza di letteratura scritta anche dall'assenza di monumenti e di opere d'arte all'infuori di pitture rupestri, il che renderebbe i neri incapaci di lasciare un segno tangibile nella storia umana. L'unica eccezione a questa supposta povertà culturale sarebbe rappresentata dai popoli del Corno d'Africa, le cui lingue sono considerate testimonianza dell'esistenza di un certo grado di cultura, cultura che comunque l'autore non attribuisce all'intelletto delle popolazioni autoctone ma all'influenza semitica.

## Teorie razziali in antropologia fisica (1850-1918)
La classificazione scientifica stabilita da Linneo è necessaria a qualsiasi schema di classificazione razziale umana. Nel corso del XIX secolo l'"evoluzione unilineare" (evoluzione sociale classica) è stata una combinazione e fusione di teorie della sociologia e dell'antropologia le quali proponevano l'idea che la cultura della civiltà occidentale costituisse il punto più alto dell'evoluzione socio-culturale umana.
La proposta che lo status sociale fosse unilineare - andando dal primitivo alla civiltà, dall'agricoltura all'industria - divenne popolare tra i filosofi, tra cui Immanuel Kant, Georg Wilhelm Friedrich Hegel e Auguste Comte. La Bibbia cristiana venne interpretata per sancire la validità della schiavitù e dagli anni 1820 agli anni 1850 fu spesso utilizzata nei primi Stati Uniti meridionali da scrittori come Thomas R. Cobb e il pastore battista Richard Furman per far valere l'idea che il negro fosse stato creato inferiore, pertanto adatto ad essere schiavo.
Il razzismo scientifico applica la classificazione delle specie animali della zoologia come metodo per identificare possibili razze umane, di cui, poi, indagare le caratteristiche. La differenziazione tra una razza e l'altra sarebbe stata decisa in base a criteri stabiliti dall'evoluzionismo e per via di manifestazioni comportamentali o particolari caratteristiche antropomorfiche.

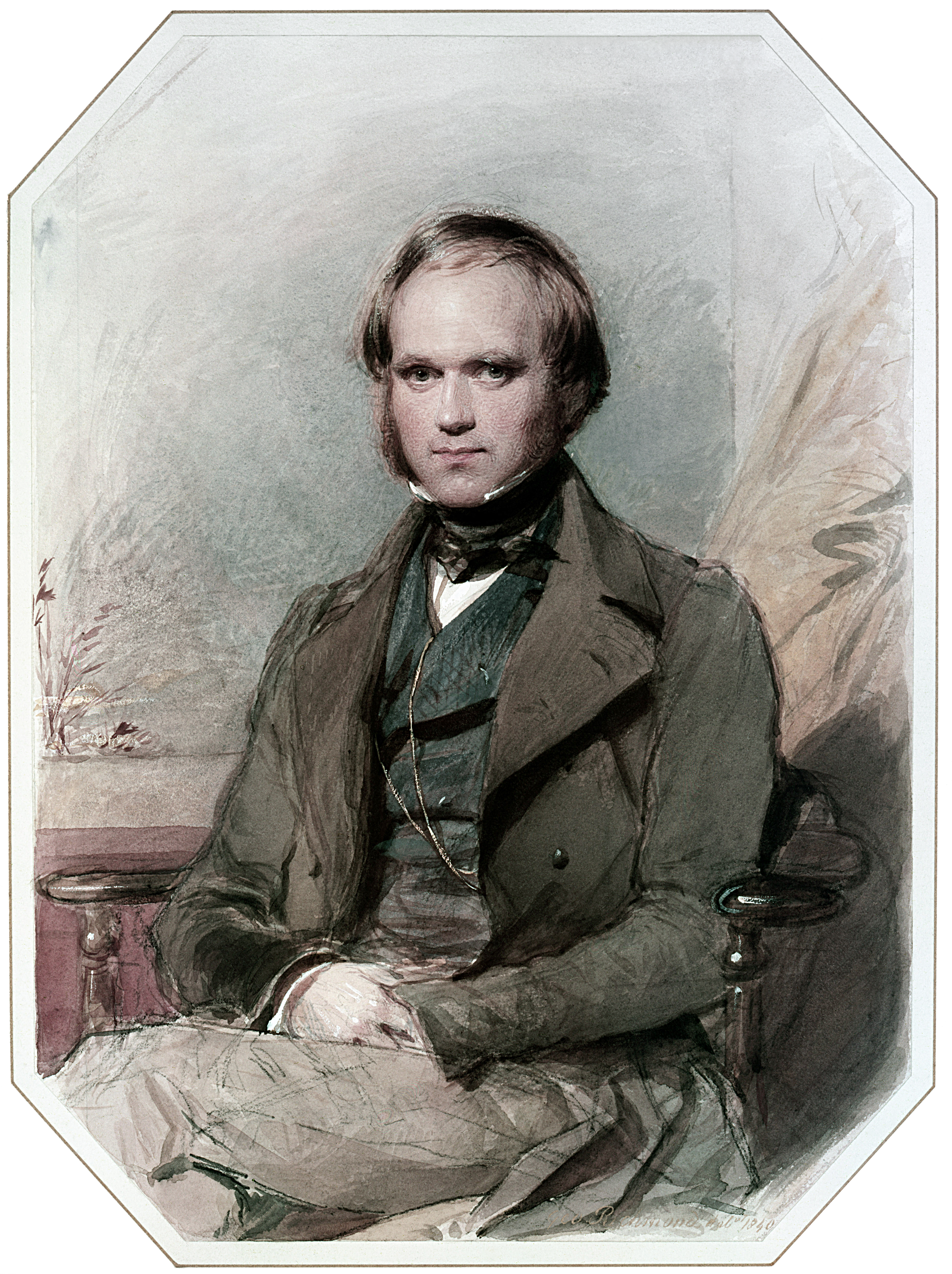
Ritratto di Darwin da giovane (George Richmond, anni 1830). Il naturalista inglese non si occupò mai esplicitamente di razze umane né tantomeno si operò per una loro classificazione, anche se non ne escluse mai esplicitamente l'esistenza.

### Charles Darwin
L'influente libro del naturalista e biologo inglese Charles Darwin  (1809-1882) intitolato L'origine delle specie (1859) non discusse sulle origini umane. La formulazione estesa sulla stessa pagina di copertina (by Means of Natural Selection, or the Preservation of Favoured Races in the Struggle for Life), che aggiunge per mezzo di selezione naturale la conservazione delle "razze" favorite nella lotta per la vita, utilizza il termine razze come alternativa a "varietà" e non reca con sé la moderna connotazione di "razze umane".
Il primo impiego che ne viene fatto nel libro si riferisce a "le diverse razze, ad esempio del cavolo" e prosegue in una discussione su "le varietà ereditarie o le razze dei nostri animali domestici o delle piante". Nel successivo L'origine dell'uomo e la selezione sessuale (1871) Darwin esaminò la questione sugli "argomenti a favore e contro la classificazione delle cosiddette razze dell'uomo come specie distinte" e non segnalò distinzioni razziali che avrebbero indicato che le razze umane sono specie discrete/distinte/separate:
Nel libro del 2004 dello storico della "California State University, Stanislaus" Richard Weikart From Darwin to Hitler: Evolutionary Ethics, Eugenics and Racism in Germany ("Da Darwin a Hitler: l'etica evolutiva, l'eugenetica e il razzismo in Germania") egli ha scritto:
Secondo "talk.origins" questa è un'usuale miniera grossolana di argomenti e citazioni fuori dal contesto per dare stura al Creazionismo. Essi invece sostengono che quando Darwin si riferiva alla "razza" intendeva in realtà il significato di "varietà", non quello di razze umane. Oltre al semplice significato delle parole essi affermano che "non vi è nulla nelle parole di Darwin che possa sostenere (e molto nel corso della sua vita si è contraddetto) una qualsiasi pretesa che egli avrebbe voluto far sparire le razze inferiori o selvagge". Notando ciò che gli sembrava essere fattuale, non basandosi in alcun modo sulla prova allora evidente dell'esistenza di una gran baldoria europea concernente l'imperialismo e la conquista tramite il colonialismo durante tutta la sua vita". Il passaggio citato, in pieno contesto, recita:
(- L'origine dell'uomo e la selezione sessuale (1871), Volume I, Capitolo VI: "Sulle affinità e genealogia dell'uomo", pagine 200-201.)
Nel capitolo inititolato "Sviluppo delle facoltà intellettuali e morali nel periodo primordiale e civile" Darwin affermava che  "le nazioni occidentali dell'Europa, che ora superano in modo incommensurabile i loro ex progenitori selvaggi e che stanno al vertice della civiltà, devono ben poco o nessuna delle loro superiorità ad una diretta eredità proveniente dagli abitanti dell'antica Grecia".
Proprio mentre propose una sola specie umana Darwin mise in contrasto le "razze civili" con le "razze selvagge". Come accadde anche per la maggior parte dei suoi contemporanei, tranne il naturalista britannico Alfred Russel Wallace (1832-1913), egli non distinse nettamente la "razza biologica" dalla "razza culturale". Inoltre osservò che le razze selvagge rischiarono l'estinzione più per merito del colonialismo bianco europeo che per una loro presunta inadeguatezza evolutiva. Sulla questione tra le differenze tra le razze Darwin scrisse:

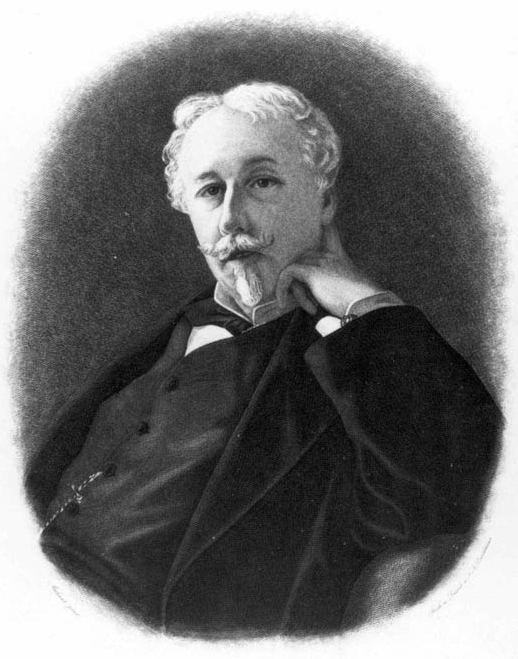
Ritratto del conte Joseph Arthur de Gobineau (1876 circa). Nel suo Saggio sulla disuguaglianza delle razze umane (1853-55) scrisse che la mescolanza razziale avrebbe inevitabilmente condotto al crollo delle civiltà.

### Arthur de Gobineau
Nel suo Saggio sulla disuguaglianza delle razze umane (1853-55) il diplomatico nonché conte francese Joseph Arthur de Gobineau (1816-1882) propose l'esistenza di tre razze umane e sostenne che la mescolanza razziale avrebbe inevitabilmente condotto al crollo della civiltà. Stabilì anche per primo l'equazione dei termini "razza germanica" e "razza ariana".

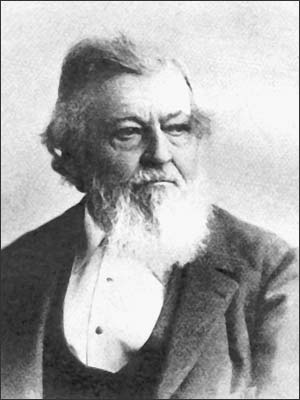
Foto di Carl Vogt.

### Carl Vogt
Un altro evoluzionista fautore del poligenismo fu lo zoologo tedesco con cittadinanza svizzera Carl Vogt (1817-1895) il quale credette che la razza nera fosse collegata alla scimmia. Scrisse che la razza bianca era una specie separata rispetto ai neri. Nel capitolo VII delle sue Vorlesungen über den Menschen, seine Stellung in der Schöpfung und in der Geschichte der Erde ("Lezioni sull'uomo, il suo posto nella Creazione e nella Storia della Terra", 1864) egli paragonò l'uomo nero alla razza bianca, che descrisse come "due tipi estremamente separati di umanità". La differenza tra loro, affermò, è di per sé maggiore di quella esistente tra due specie di scimmia; questo avrebbe dimostrato che i neri sono una specie separata dai bianchi.

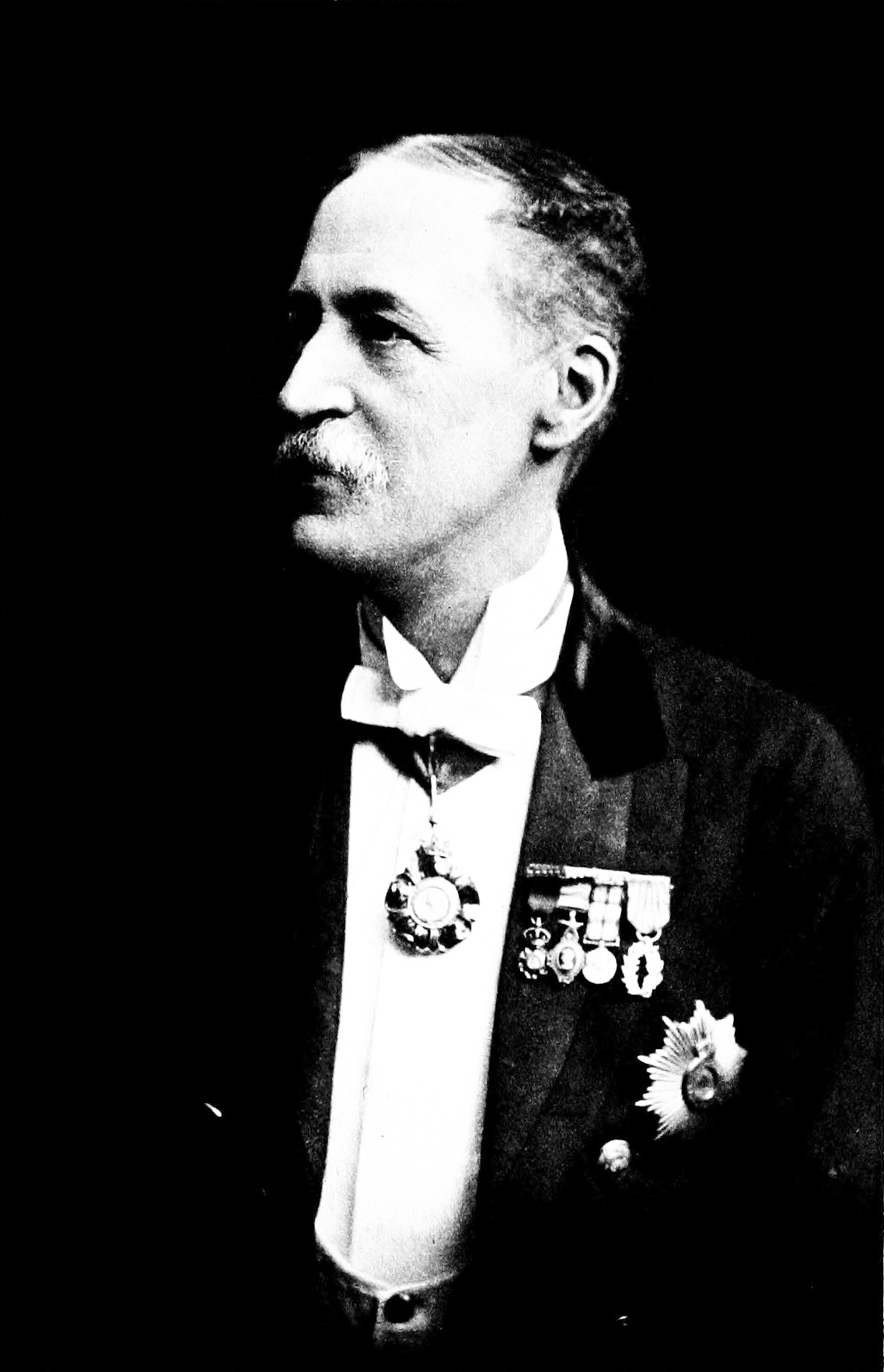
Foto di Herbert Hope Risley. L'amministratore coloniale dell'Impero anglo-indiano suddivise il popolo indiano in razza ariana e razza dravida.

### Herbert Hope Risley
Nella sua qualità di esponente della "scienza della razza", l'amministratore coloniale dell'Impero anglo-indiano il britannico Herbert Hope Risley (1851 - 1911) utilizzò il rapporto esistente tra la larghezza di un naso e la sua altezza per dividere la gente indiana in razza ariana e razza Dravida e queste rispettivamente in sette caste.

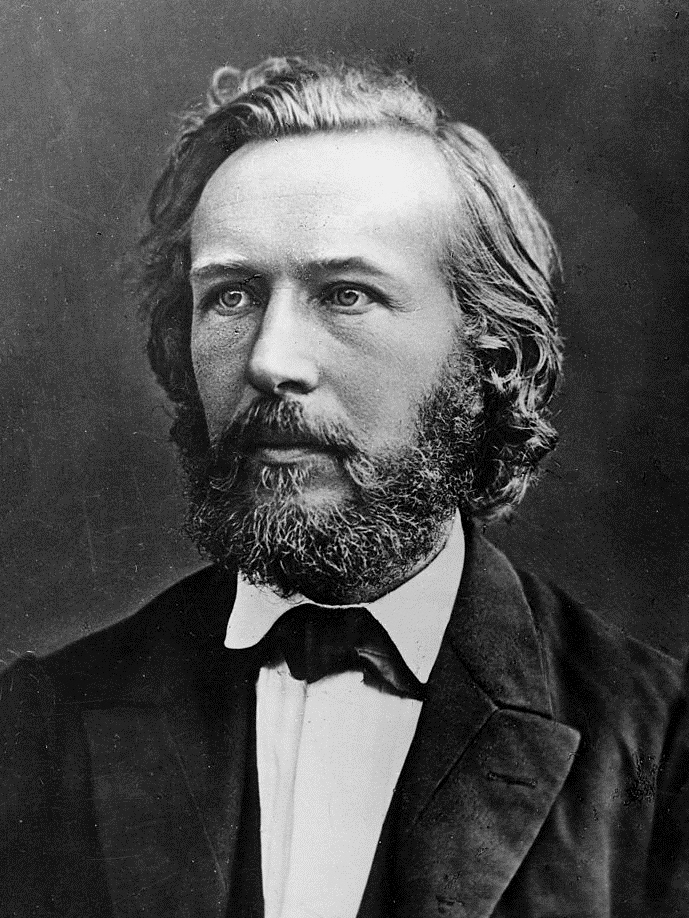
Foto di Ernst Haeckel nel 1860. Il biologo e naturalista tedesco credeva fermamente nell'inferiorità razziale del negro.

### Ernst Haeckel
Come fece la maggior parte dei sostenitori di Darwin, anche il biologo e naturalista tedesco Ernst Haeckel (1834-1919) sostenne il poligenismo evolutivo in accordo con le tesi del linguista e poligenista tedesco August Schleicher (1821-1868), secondo cui diversi gruppi linguistici erano sorti separatamente da un Urmensch (proto-uomo) preesistente privo della facoltà del linguaggio e che si sarebbe col tempo evoluto da antenati Simiiformes ancestrali.
Questa evoluzione linguistica avrebbe completato separatamente la transizione dall'animale all'uomo e, nell'ambito di ogni ramo principale linguistico gli esseri umani si sarebbero poi evoluti come specie separate e le quali a loro volta avrebbero potuto essere suddivise in razze. Haeckel propose una suddivisione degli esseri umani in 10 razze, di cui quella caucasica (Europoide) si trovava al vertice, mentre quelle primitive sarebbero state destinate all'estinzione.
Haeckel fu anche un sostenitore della teoria che voleva l'origine dell'umanità essere trovata in Asia; credette che l'Hindustan (l'Asia meridionale) fosse la posizione effettiva a partire da cui si erano evoluti tutti gli esseri umani primitivi. Haeckel sostenne poi che gli esseri umani fossero strettamente collegati ai Primates del sud-est asiatico e respinse invece l'ipotesi darwiniana di un'origine africana (vedi origine africana dell'Homo sapiens).
Haeckel scrisse che i negri hanno degli alluci più robusti e più mobili rispetto a qualsiasi altra razza e che ciò è la prova che i negri sono evolutivamente più prossimi alle scimmie quadrumane, perché quando le scimmie si arrestano sugli alberi si aggrappano alle liane  con le dita dei piedi; Haeckel, perciò, credeva che i negri fossero essenzialmente dei selvaggi mentre solo i bianchi fossero civilizzati.

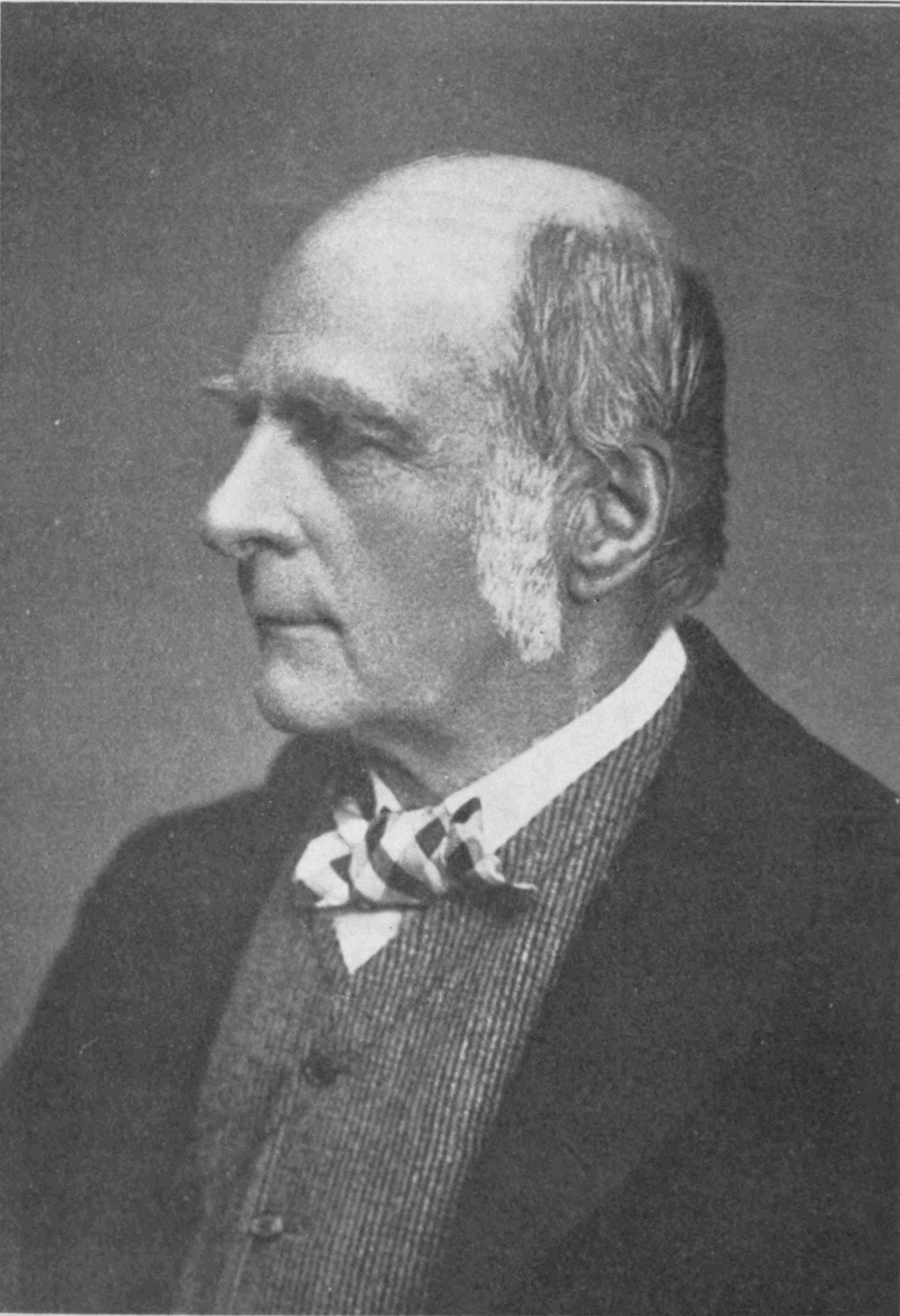
Lo scienziato britannico Francis Galton fu colui che coniò per primo il termine "eugenetica".

### Nazionalismo: de Lapouge e Herder
Verso la fine del XIX secolo il razzismo scientifico combinò l'eugenicismo greco-romano con il concetto di eugenetica volontaria dello scienziato britannico Francis Galton (1822-1911) per produrre una forma di programmi governativi coercitivi ed anti-immigrazione, fortemente influenzati anche da altri discorsi ed eventi sociopolitici del tempo.
Un tale "razzismo istituzionale" venne principalmente effettuato attraverso la Frenologia (nel regno d'Italia uno dei suoi massimi esponenti fu il fondatore dell'antropologia criminale (disciplina) Cesare Lombroso, [1835-1909]) la quale descriveva i caratteri fisiognomici e la craniometria, lo studio del cranio e dello scheletro (anatomia umana). Quindi crani e scheletri di persone nere e di altri "popoli colorati" furono visualizzati come essere a metà strada tra la scimmia e gli uomini bianchi.
Nel 1906 un appartenente al popolo dei Pigmei congolesi di nome Ota Benga (1883-1916) venne mostrato al pubblico come l'"anello mancante" della forma transizionale nello Zoo del Bronx a New York, accanto a scimmie e ad altri animali. I teorici più influenti del campo compresero l'antropologo francese Georges Vacher de Lapouge (1854-1936) il quale propose il concetto di "antroposociologia", e prima di lui il filosofo e teologo tedesco Johann Gottfried Herder (1744-1803), che hanno applicato il concetto di "razza" alla teoria nazionalista e sviluppando in tal modo la prima concezione del "nazionalismo etnico".
Nel 1882 il filosofo e storico francese esperto di lingue semitiche Ernest Renan (1823-1892) contraddistinse quello di Herder come un nazionalismo basato sulla "volontà di vivere insieme", non fondato pertanto su prerequisiti etnici o razziali. Il discorso razzista scientifico ha proposto l'esistenza storica di "razze nazionali", come il popolo dei tedeschi nell'impero tedesco e la "razza francese" come ramo della razza ariana fondamentale esistente da millenni, con l'intento di sostenere le frontiere geopolitiche parallele a quelle razziali.

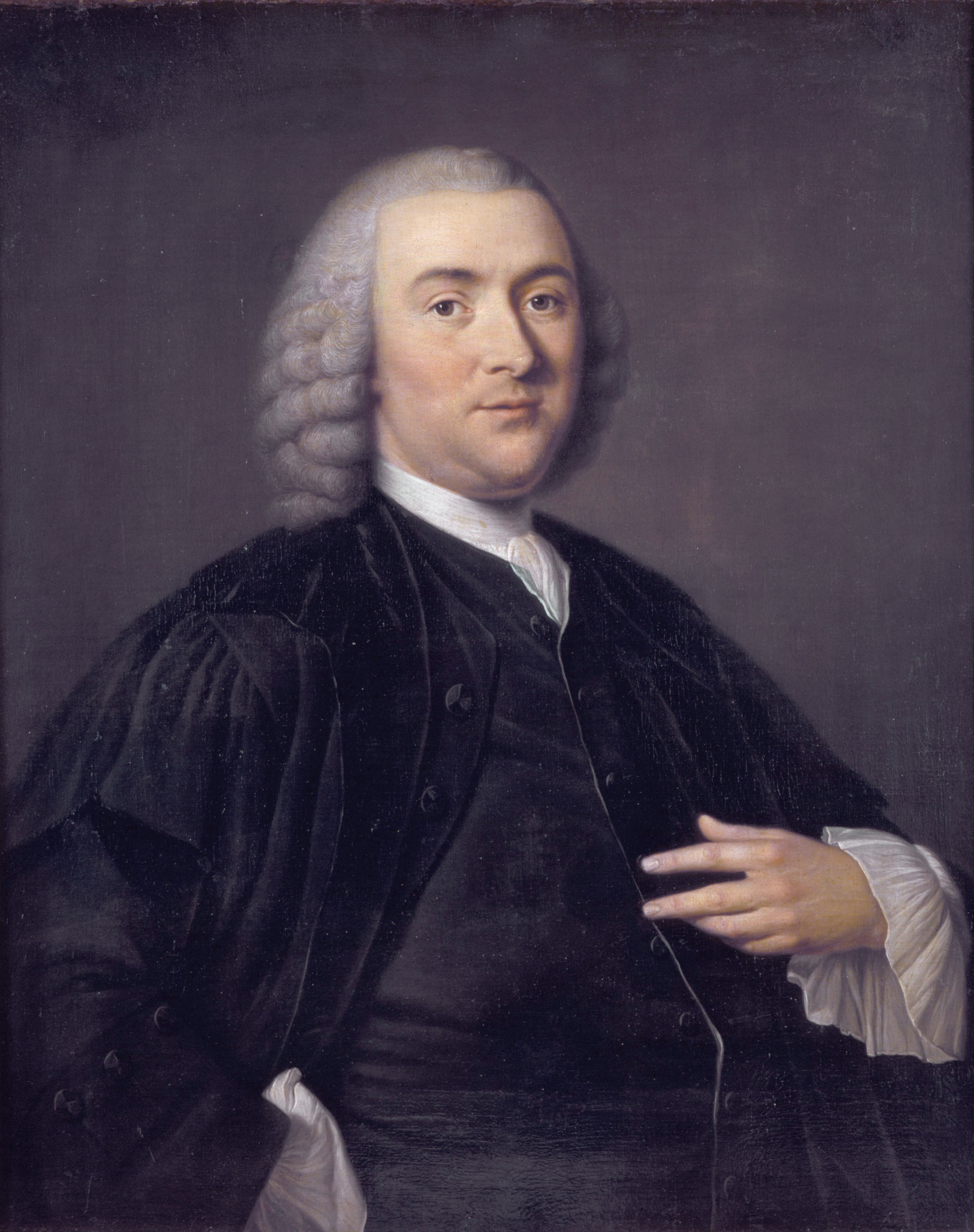
Ritratto del 1760 di Petrus Camper; lo scienziato olandese fu uno dei maggiori precursori teorici della craniometria.

### Craniometria e antropologia fisica
Lo studioso multidisciplinare olandese Petrus Camper (1722-89) risultò essere uno dei maggiori precursori teorici della craniometria; utilizzò la misurazione del volto del cranio interno per giustificare scientificamente le differenze razziali. Nel 1770 concepì l'angolazione del viso per poter misurare le capacità intellettuali tra le specie degli uomini. L'angolazione del viso fu formata da un disegno suddiviso in due righe; una prima linea orizzontale che partiva dalla narice per terminare nell'orecchio e una seconda linea verticale che partiva dalla prominenza della mascella superiore per terminare nella sporgenza della fronte (anatomia).

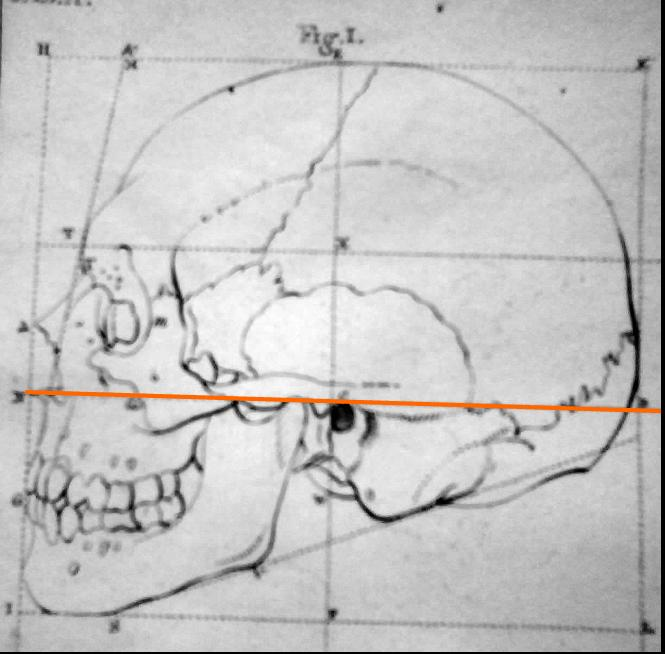
Le linee delle angolazioni facciali introdotte da Camper per stabilire una gerarchia biologica razzista per l'umanità (1792).

La precoce craniometria di Camper scoprì che la statuaria antica (l'ideale del nudo eroico greco-romano) aveva un angolo facciale di 90°, mentre i bianchi avevano un angolo di 80°, i negri un angolo di 70° e l'orango un angolo a 58°; in tal modo stabilì una gerarchia biologica razzista per l'umanità, oltre ad una concezione decadente della Storia (che passerebbe così da uno stato di perfezione iniziale ad un sempre più maggiore disordine e caos dovuto alla mescolanza razziale).
Tali ricerche razziste scientifiche sono poi state proseguite dal naturalista francese Étienne Geoffroy Saint-Hilaire (1772-1844) e dall'antropologo suo connazionale Paul Broca (1824-80).

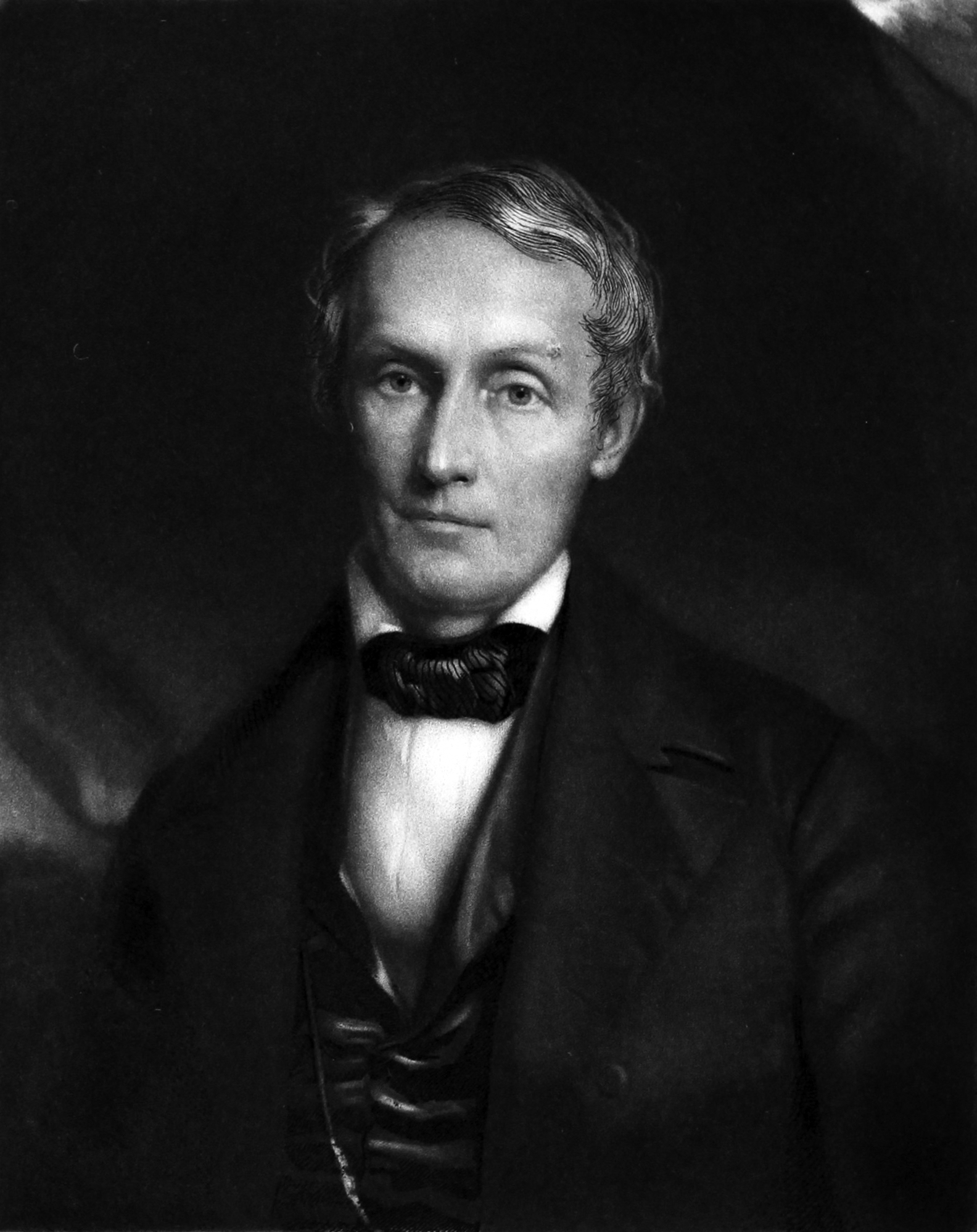
Ritratto di Samuel George Morton. L'antropologo e poligenista statunitense concluse, dai suoi studi condotti su teschi umani, che il negro costituisse una razza intellettivamente limitata rispetto ai bianchi.

#### Samuel George Morton
Nella prima metà del XIX secolo il medico, antropologo fisico e poligenista statunitense Samuel George Morton (1799-1851) raccolse teschi umani provenienti da tutto il mondo tentando uno schema logico di classificazione. Influenzato dalla teoria razziale a lui contemporanea il dottor Morton affermò di poter giudicare le differenti capacità intellettuali razziali misurando la capacità interna del cranio, per cui un cranio grande sarebbe stato anche indicativo di un cervello maggiore, quindi con una più elevata capacità intellettuale. Al contrario un cranio piccolo avrebbe denotato anche un cervello inferiore, quindi una scarsa capacità intellettuale; le capacità superiori ed inferiori vennero così stabilite.
Dopo aver esaminato con attenzione tre mummie provenienti dalle tombe egizie Morton concluse che il caucasico Europoide e il Negroide erano già distinti tremila anni fa. Poiché le Bibbia indicava che l'Arca di Noè si era posata sulle cime del Monte Ararat solo mille anni prima Morton affermò che i tre figli di Noè non avrebbero potuto eventualmente produrre da soli tutte le razze presenti sulla terra. Secondo Morton la teoria della poligenesi era quella esatta, le razze cioè vennero separate fin dall'inizio.
Nel suo testo intitolato Crania Americana le proprie affermazioni si basavano essenzialmente su misurazioni craniometriche: i caucasici avevano i cervelli più grandi (con una media di 87 cm cubici), i nativi americani si trovavano a metà strada (con una media di 82 cm cubici), mentre i negri avevano i cervelli più piccoli (con una media di 78 cm cubici).

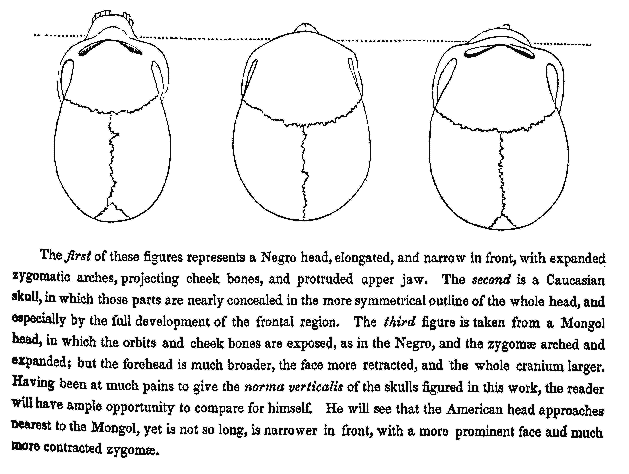
Differenze razziali: "una testa nera ... un teschio caucasico ... una testa mongola", di Morton (1839).

In Intelligenza e pregiudizio: contro i fondamenti scientifici del razzismo lo storico della scienza Stephen Jay Gould ha sostenuto che Morton abbia falsificato i dati craniometrici, forse inavvertitamente sovrastampando alcuni teschi, per produrre risultati che avrebbero legittimato le presunzioni razziste che stava tentando di dimostrare. Uno studio successivo condotto dall'antropologo John Michael ha trovato che i dati originali di Morton fossero più precisi di quanto descriveva Gould, concludendo che "[...] l'interpretazione di Gould è errata ... La ricerca di Morton è stata condotta con integrità".
Jason Lewis, assieme ad altri colleghi, è giunto a conclusioni simili a quella di Michael nella loro rianalisi della raccolta cranica di Morton; tuttavia, partendo dalle sue conclusioni razziste aggiungono che  "gli studi hanno dimostrato che la moderna variazione umana è generalmente continua, piuttosto che discreta o razziale e che la maggior parte delle variazioni degli umani moderni si svolge all'interno, piuttosto che tra le popolazioni esterne".
Nel 1873 Paul Broca, fondatore della "Società antropologica di Parigi" (1859) ritrovò lo stesso schema di misure riportato da Crania Americana, pesando i cervelli di esemplari durante l'autopsia. Altri studi storici che propongono una "razza bianca" con una differenza cerebrale e intellettiva rispetto ad una "razza nera" comprendono quelli dello statunitense Robert Bennett Bean (Some racial peculiarities of the Negro brain, 1906), Mall (1909), Pearl (1934) e Vint (1934).

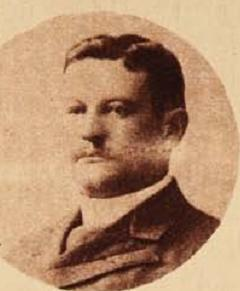
Foto di Nicolás Palacios (1916). Il nazionalista cileno si inventò la "razza cilena".

### Nicolás Palacios
Dopo la guerra del Pacifico (1879-1884) si manifestò un aumento delle idee di superiorità razziale e nazionale anche tra la classe dirigente cilena. Nel suo libro di medicina del 1918 Nicolás Palacios, esponente di spicco del nazionalismo cileno, sostenne l'esistenza di una "razza cilena" e della sua superiorità rispetto ai popoli vicini. Anche se i cileni erano un mix di due "razze marziali" (vedi la teoria delle razze marziali) - i Mapuche indigeni e i Visigoti spagnoli - in ultima analisi esse sarebbero state dirette discendenti degli antichi abitanti della regione di Götaland, situata nel sud della Svezia.
Palacios sostenne i propri motivi medici contro l'immigrazione in Cile proveniente dall'Europa meridionale affermando che il Meticcio è originario della "razza mediterranea" e che sarebbe quindi stato mancante di un pronto e necessario "controllo cerebrale", pertanto la sua accoglienza in Cile si sarebbe tradotta solo come un pesante onere sociale e nulla più.

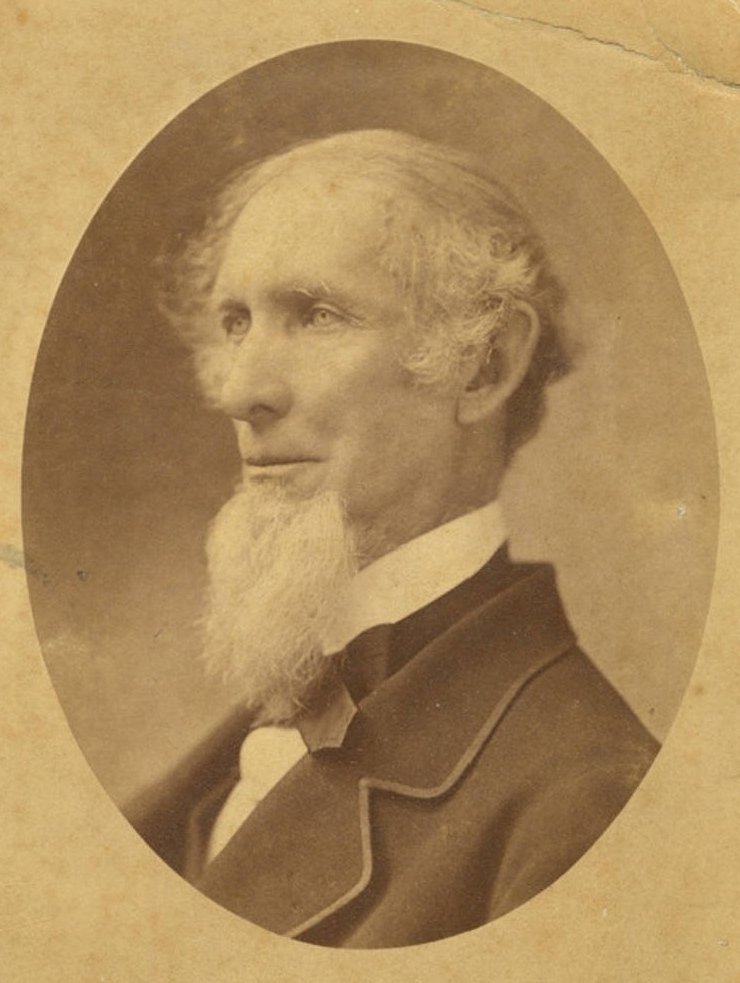
Foto di Josiah Clark Nott (tra il 1860 e il 1869). Il medico statunitense credeva che la razza Negroide si trovasse biologicamente ad uno stadio evolutivo intermedio tra l'Europoide e lo scimpanzé.

### Monogenismo e poligenismo
I seguaci di Morton,  in particolare il dottore statunitense Josiah Clark Nott (1804-1873) e l'egittologo anglo-americano George Gliddon (1809-57) estesero le idee del loro maestro in Types of Mankind: Or, Ethnological Researches, Based Upon the Ancient Monuments, Paintings, Sculptures, and Crania of Races, and Upon Their Natural, Geographical, Philological and Biblical History ("Tipi dell'umanità: Ovvero ricerche etnologiche basate sui monumenti antichi, dipinti, sculture e crani di razze e sulla loro storia naturale, geografica, filologica e biblica", 1854), e sostennero che le conclusioni a cui giunse Morton suffragassero la nozione di poligenismo, ossia che l'umanità avesse discendenze genetiche discrete.
Le razze sarebbero quindi state evolutivamente indipendenti e precedenti alla stessa ipotesi moderna di un'origine umana multiregionale. Inoltre lo stesso Morton fu assai riluttante a sostenere il poligenismo, poiché esso contestava teologicamente il mito della Creazione (teologia) cristiana così come veniva esposto nella Bibbia. Un esponente controverso del poligenismo fu Agassiz che supportò le sue ipotesi con i suoi studi di antropologia e zoologia.
Più tardi ne L'origine dell'uomo e la selezione sessuale (1871) Charles Darwin propose l'ipotesi di un'unica origine, cioè il monogenismo: l'umanità tutta possiede una comunanza genetica ancestrale, pertanto le razze non possono che essere strettamente correlate tra loro; l'esatto opposto di tutto ciò che il poligenismo di Nott e Gliddon propose.

### Tipologie

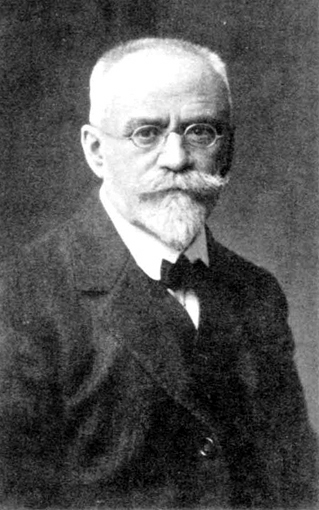
Foto di Joseph Deniker, autore di Les races et les peuples de la Terre (1900).

Una delle prime tipologie utilizzate per classificare le varie razze umane fu quella inventata dal francese Georges Vacher de Lapouge (1854-1936), teorico dell'eugenetica, il quale fece pubblicare nel 1899 il suo L'Aryen et son rôle social (L'Ariano e il suo ruolo sociale). In questo libro l'autore classificò l'umanità in varie razze gerarchiche, che vanno dalla "razza bianca dolicocefalica" (vedi Dolicocefalia) alla "razza brachicefala" (vedi Brachicefalia), mediocre ed inerte, al meglio rappresentata dall'ebreo.
Tra queste suddivisioni Vacher de Lapouge identificò l'"Homo europaeus" ("razza nordica"; teutonico, protestante ecc.), l'"Homo alpinus"("razza alpina"; Auvergnat-alvernese del centro della Francia, Turchi ecc.) e, infine, l'"Homo mediterraneus" ("razza mediterranea"; napoletano, andaluso, ecc.). Vacher De Lapouge divenne una delle principali fonte d'ispirazione per l'antisemitismo nazista e per le basi ideologiche del nazismo.

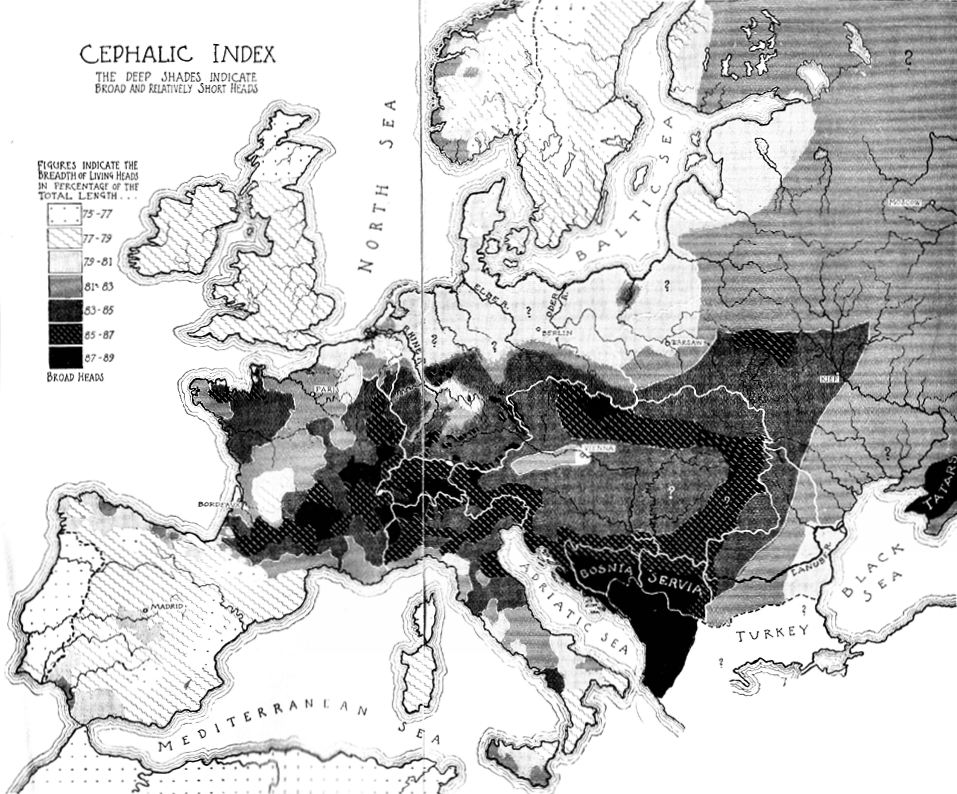
L'indice cefalico europeo di William Z. Ripley esposto in The Races of Europe (1899).

La classificazione di Vacher de Lapouge si rispecchiò anche nell'opera dell'economista statunitense William Z. Ripley intitolata "The Races of Europe" (1899), un libro che ebbe una notevole influenza sul potere bianco. Ripley costruì anche una mappa del continente europeo secondo il presunto indice cefalico dei suoi abitanti. Il testo ebbe infine anche un'importante influenza sul fautore dell'eugenetica statunitense Madison Grant.
Inoltre, secondo John Efron dell'Università dell'Indiana, la fine del XIX secolo testimoniò anche "la scienza dei pregiudizi anti-ebraici", stigmatizzando gli ebrei per possedere delle presunte mestruazioni maschili, affetti da isteria patologica e da ninfomania. Allo stesso tempo molti ebrei, come l'australiano Joseph Jacobs o il medico di origini russe Samuel Abramowitch Weissenberg, approvarono quelle stesse teorie pseudoscientifiche convinti com'erano che gli ebrei formassero effettivamente una razza distinta da tutte le altre. Il filosofo socialista russo Chaim Zhitlovsky tentò anche di definire gli Yiddishkeit (gli ebrei Aschenaziti che parlavano l'Yiddish) rivolgendosi per le proprie elucubrazioni alla teoria razziale a lui contemporanea.
L'antropologo francese Joseph Deniker (1852-1918) fu invece uno degli avversari principali di Ripley; mentre quest'ultimo mantenne - come fece anche Vacher de Lapouge - l'assunto che il popolo europeo fosse composto di tre razze, Deniker propose invece che gli europei si potessero distinguere in ben dieci razze (sei primarie e quattro sottogruppi). Inoltre e dichiarò che il concetto di "razza" fosse quantomai ambiguo e, a tal fine, propose la parola composta "gruppo etnico", che successivamente sarà adottato dai britannici Julian Huxley (1887-1975) e Alfred Cort Haddon (1855-1940).
Infine Ripley sostenne che l'idea di razza proposta da Deniker avrebbe in realtà dovuto essere indicata come un "tipo", in quanto era meno biologicamente rigida rispetto alle classificazioni più razziali.
Quasi a voler salutare il prossimo avvento del nuovo secolo nel 1899 l'anglotedesco Houston Stewart Chamberlain scrisse I fondamenti del diciannovesimo secolo, testo basilare per il razzismo e l'antisemitismo di là da venire, assai apprezzato ed ammirato dallo stesso Adolf Hitler, il futuro Führer della Germania nazista.
| Europoide Ariani/Jafetiti Semiti Camiti Negroide Negro Khoi Melanesiani Negritos Australoide Incerti Dravidi e Singalesi | Mongoloide Mongoli del Nord Cinesi e Indocinesi Giapponesi e Coreani Tibetani Malesi Polinesiani Maori Micronesiani Eschimesi Nativi americani |

## Applicazioni ideologiche
Assertori dell'applicazione pratica di queste teorie furono esponenti di primo piano, al massimo livello, delle scienze naturali e sociali di tutto il mondo, per oltre un secolo. La classificazione delle cosiddette "razze" fu lungamente utilizzata per ragioni politiche e dibattuta tra gli scienziati, che non riuscivano a raggiungere risultati universalmente condivisi. Maggioritariamente, dal 1870 fino al 1936 essa sosteneva la superiorità di una presunta "razza nordica" o germanica, su tutte le altre.
Dal momento che si supponeva l'esistenza di razze, come per alcune specie animali, iniziò a prendere il via la classificazione in base alle qualità intellettive ed evolutive, con la quale in seguito iniziò a prendere corpo la teoria di una "razza superiore". Il concetto di superiorità razziale, inizialmente coinvolse intellettuali europei e americani i quali, attraverso una serie di ricerche e studi anche storici, documentarono che la cosiddetta "razza bianca" (e all'interno della razza bianca di una razza particolare, la razza ariana) fosse il livello massimo raggiunto dall'evoluzione naturale della specie umana.
Usate per tutto il XIX secolo a sostegno del colonialismo e del diritto alla schiavitù, l'esito politico più vistoso di queste teorie nel XX secolo furono le leggi razziali promulgate in molte parti del mondo come negli (Stati Uniti d'America, in Francia, in Gran Bretagna, in Germania, in Spagna, in Sudafrica, in Svezia, in Portogallo, in Belgio, in Canada), le leggi razziali fasciste nel Regno d'Italia, ed infine i programmi di sterminio di massa delle autorità naziste nei confronti dei dissidenti politici, dei disabili, degli omosessuali e di tutte quelle etnie considerate "inferiori" come gli zingari, gli ebrei e gli slavi.

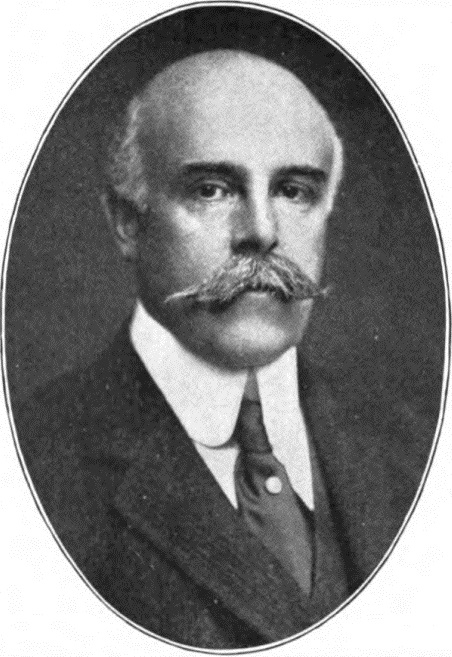
L'avvocato statunitense Madison Grant nel 1913, inventore del termine "razza nordica" in lingua inglese.

### Nordicismo
Il contributo dato dal naturalista e antropologo francese Joseph Deniker alla "teoria razzista" fu Les Races et les Peuples de la Terre (1900), una generica descrizione delle differenti razze, che l'eugenetico statunitense Madison Grant (1865-1937) presentò come il "motore bianco razzista della civiltà mondiale". Il testo sosteneva l'esistenza di sei tipi di razze primarie (nordica, litorale, orientale, adriatica, ibero-insulare e occidentale) e quattro secondarie (sub-nordica, nord-occidentale, vistulana e sub-adriatica).
Avendo adottato il modello popolare europeo basato sulle tre razze di Ripley, ma non dispiacendosi del nome di "razza teutonica", egli tradusse il libro francese in "La razza nordica"  e presentandolo come il punto più alto della gerarchia razziale mai concepita, basata sulla sua teoria della classificazione razziale, assai popolare negli anni tra il 1910 e il 1920.

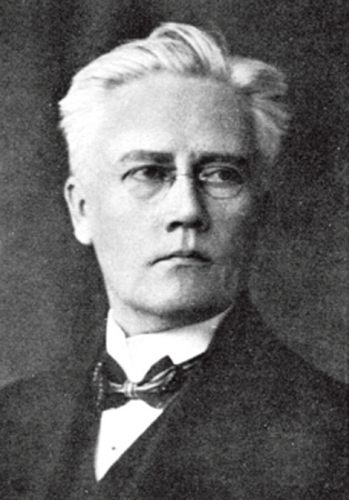
Il medico svedese Herman Lundborg, propugnatore dell'eugenetica in Svezia.

Lo "Statens institut för rasbiologi" e il suo direttore Herman Lundborg (1868-1943) in Svezia furono attivi nella ricerca razzista. Inoltre, gran parte delle prime ricerche sulle lingue uralo-altaiche vennero inquinate dai tentativi di parte di giustificare il punto di vista secondo cui i popoli europei ad est della Svezia erano solo degli asiatici e quindi di "razza inferiore", giustificando inoltre il colonialismo, l'eugenetica e l'igiene razziale.

### Stati Uniti: la schiavitù giustificata
Negli Stati Uniti d'America le teorie razziali dell'epoca giustificarono la schiavitù africana nera e si assolsero nei confronti dell'opposizione morale al commercio degli schiavi atlantici con la tratta atlantica degli schiavi africani. Alexander Thomas e Samuell Sillen descrissero prolissamente gli uomini neri come gli unici adatti alla schiavitù, a causa della "loro organizzazione psicologica primitiva".

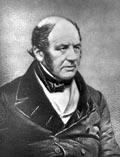
Il dottor Samuel A. Cartwright credeva che la tendenza degli schiavi negri a scappare fosse dovuta ad una malattia mentale chiamata "Drapetomania".

Nel 1851, nella Louisiana precedente alla guerra di secessione, il medico Samuel A. Cartwright (1793-1863) ebbe a considerare l'eventuale tentativo di fuga dello schiavo come Drapetomania, una malattia mentale trattabile che, con un trattamento medico adeguato, "seguendo rigorosamente questa pratica eliminò quasi completamente quest'abitudine fastidiosa attuata da molti negri di scappare; ciò può essere quasi interamente impedito". Il termine "drapetomania" deriva dal greco δραπέτης (drapes, uno schiavo fuggito) e μανία (mania, follia, frenesia).

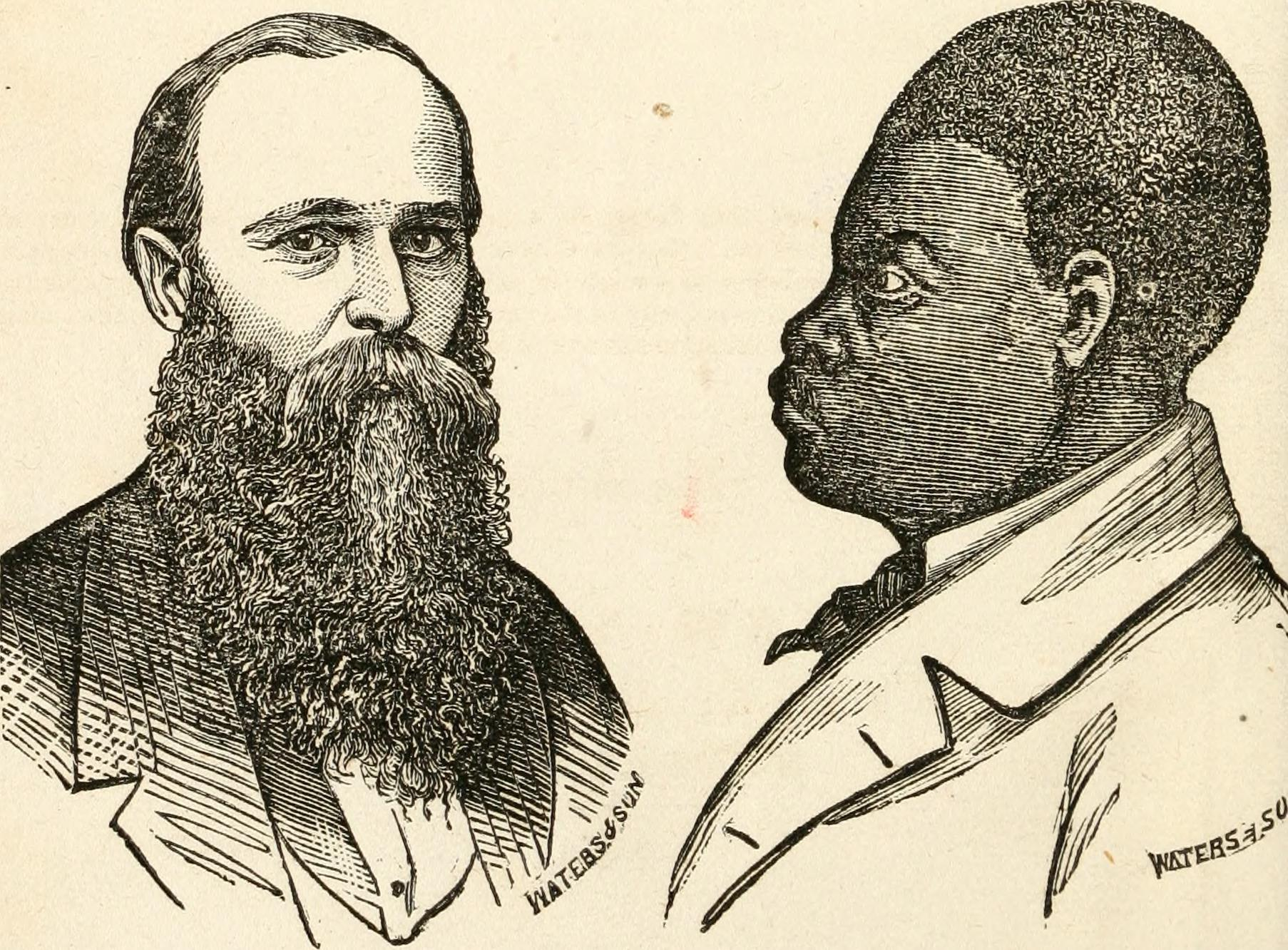
La "razza Bianca" superiore e la "razza del Negro" schiavo inferiore, opinione comune nel 1863 negli Stati Uniti.

Il dottor Cartwright descrisse anche la Dysaesthesia aethiopica , chiamata "furfanteria" dai sovrintendenti bianchi. Il Censimento degli Stati Uniti d'America del 1840 affermò che i neri liberi presenti nel Nord avessero subito percentuali di malattia mentale a tassi più elevati rispetto ai loro omologhi meridionali. Sebbene il censimento fu successivamente accertato essere stato gravemente difettoso dall'American Statistical Association, per John Quincy Adams (il 6º presidente degli Stati Uniti d'America) ed altri, il fatto divenne un'ara politica contro l'abolizionismo. Per quanto riguardava gli schiavi meridionali venne concluso che i negri fuggitivi soffrissero di "disturbi mentali".
Al tempo della guerra di secessione (1861-65) la questione della mescolanza razziale indusse a vari studi sulle differenze fisiologiche presenti tra caucasici e negri. Precursori dell'antropologia come Josiah Clark Nott, George Robins Gliddon, Robert Knox (chirurgo) e Samuel George Morton, intesero dimostrare scientificamente che i negri fosse una specie umana diversa dalle specie bianche; che i faraoni dell'antico Egitto non fossero africani e che la prole di razza mista (il prodotto della mescolanza razziale) tendesse alla debolezza fisica e all'infertilità.
Dopo la guerra civile i medici meridionali degli Stati Confederati d'America scrissero libri trattanti il tema del razzismo scientifico basati sugli studi che affermavano che i neri liberi (ex-schiavi) si stessero estinguendo, in quanto non potevano essere adeguati alle esigenze di essere uomini liberi implicando il fatto che alla fine i neri avessero beneficiato dell'asservimento.

Reddito personale annuo pro capite per gruppo razziale in Sudafrica rispetto ai livelli bianchi (dal 1917 al 2008).

### Apartheid sudafricano
Il razzismo scientifico svolse un ruolo importante nella creazione dell'apartheid in Sudafrica. Qui scienziati bianchi come Dudly Kidd il quale pubblicò nel 1904 The essential Kāfir, cercarono di "comprendere la mente africana". Essi credettero che le differenze culturali esistenti tra i bianchi e i neri sudafricani avrebbero potuto essere causate da innate differenze fisiologiche nel cervello; piuttosto che suggerire che gli africani fossero "bambini sopravvissuti", come dissero i primi esploratori bianchi, Kidd credette che gli africani fossero "malinconici con punte vendicative". Una volta ebbe a descrivere gli africani come "disperatamente carenti ma molto scaltri".

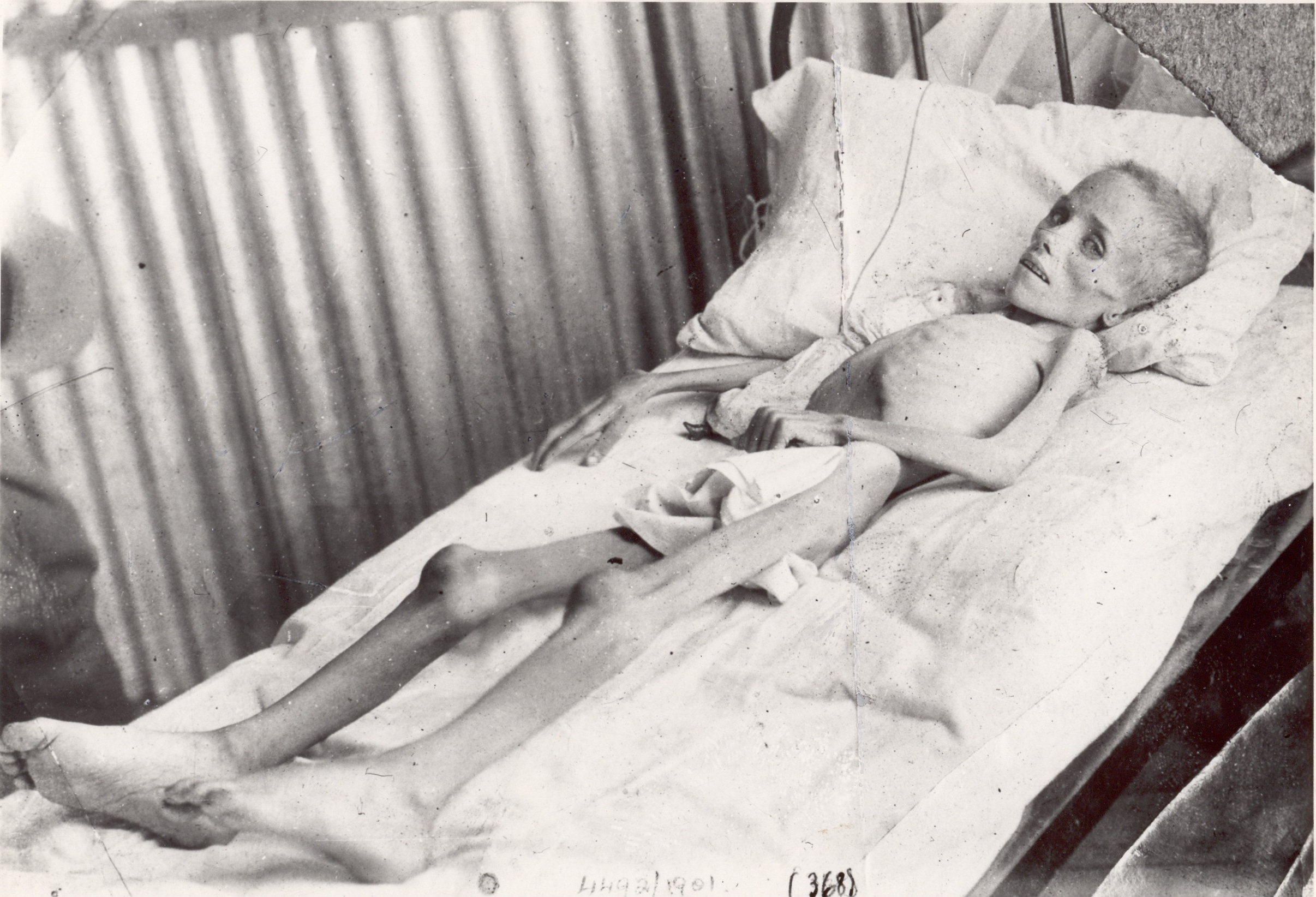
Lizzie van Zyl, una bambina di sette anni appartenente ai boeri internata e morta nel campo di concentramento britannico sudafricano situato nei pressi di Bloemfontein durante la seconda guerra boera (1899-1902).

La "Carnegie Commission of Investigation on the Poor White Question in South Africa" (1933) svolse un ruolo fondamentale nello stabilirsi dell'apartheid; secondo un memorandum inviato a Frederick Paul Keppel, allora presidente della "Carnegie Corporation", vi erano "pochi dubbi sul fatto che i nativi avessero la piena opportunità economica, fossero maggiormente competenti tra loro e che avrebbero superato ben presto i bianchi meno competenti".. Il sostegno dato da Keppel al progetto di creazione del rapporto fu motivato dalla sua preoccupazione per il mantenimento dei confini razziali esistenti.
La preoccupazione della "Carnegie Corporation" nei confronti del cosiddetto problema dei bianchi poveri presenti in Sudafrica fu almeno in parte il risultato di simili dubbi sullo stato dei bianchi poveri negli Stati Uniti meridionali. La relazione comprese ben cinque interi volumi. Intorno agli inizi del XX secolo i bianchi statunitensi ed in generale tutti i bianchi sparpagliati per il mondo cominciarono a sentirsi a disagio perché la povertà e la depressione economica sembravano colpire le persone indipendentemente dalla razza di appartenenza.
Anche se l'azione compiuta sul terreno per instaurare il regime di apartheid iniziò già precedentemente, il rapporto fornì ulteriore sostegno e supporto all'idea centrale che voleva il negro essere di fatto un essere inferiore; questo venne usato per giustificare la segregazione razziale e la discriminazione per tutti i decenni successivi. Il rapporto espresse finanche il proprio timore circa la perdita dell'"orgoglio razziale" bianco ed in particolare indicò il pericolo che il povero bianco non sarebbe stato in grado di resistere al processo di "africanizzazione".
Anche se il razzismo scientifico svolse un suo ruolo nella giustificazione e nel sostegno del razzismo istituzionale in terra sudafricana, non fu così importante in Sudafrica come lo fu invece in Europa e negli Stati Uniti d'America. Ciò fu dovuto in parte proprio al problema costituito dal povero bianco, che sollevò seri interrogativi per i suprematisti del Potere bianco sull'effettiva superiorità razziale bianca.
Poiché i poveri bianchi vennero trovati essere nella stessa identica situazione degli indigeni nell'ambiente africano, l'idea che un'ipotetica intrinseca superiorità bianca potesse superare qualsiasi ambiente non sembrò mantenersi. In quanto tali le giustificazioni scientifiche per il razzismo non si dimostrarono così tanto utili in Sudafrica.

### Eugenetica
È proprio al culmine di queste ricerche - che ottennero sempre più consensi da parte della comunità scientifica internazionale - che furono poste le basi per la realizzazione dei primi passi dell'eugenetica (da eu=buona e genia=discendenza), una dottrina (poi derubricata a pseudoscienza) la quale mirava alla preservazione della purezza del patrimonio genetico (vedi Genoma) dei "popoli bianchi", sostenendo anche un'attiva campagna politica contro i matrimoni misti e la mescolanza razziale che avrebbero potuto portare alla nascita di figli "razzialmente impuri" e degenerati.
Il paleontologo e biologo evolutivo statunitense Stephen Jay Gould ha descritto The Passing of the Great Race ("Il passaggio della grande razza", 1916) di Madison Grant come "il trattato più influente del razzismo scientifico americano" il quale pose le basi dell'igiene razziale in terra americana. Nel corso degli anni venti e trenta del XX secolo il movimento tedesco dell'igiene razziale abbracciò la teoria nordica di Grant.

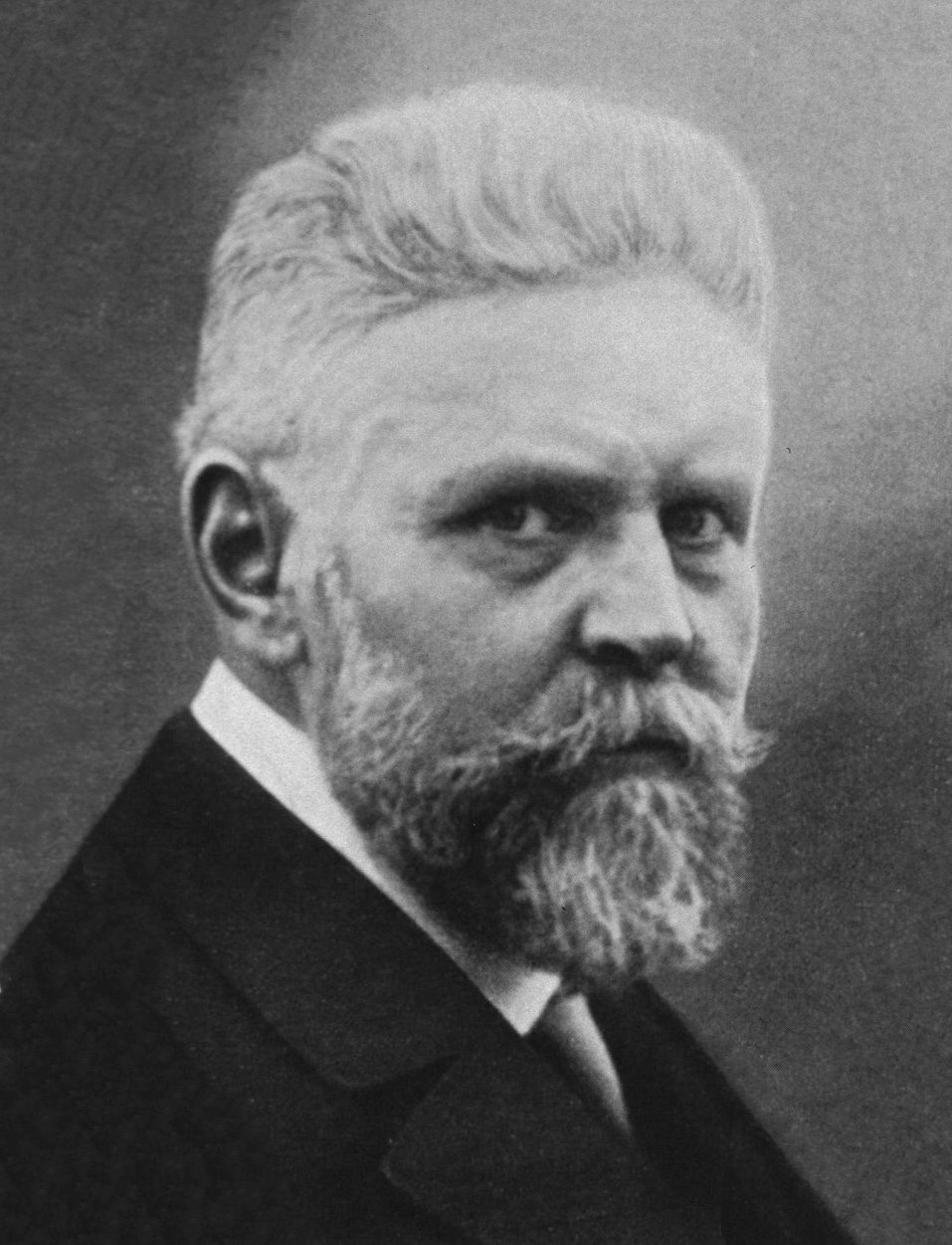
Il fisico e biologo tedesco Alfred Ploetz fu l'inventore nel 1895 del termine "igiene razziale".

Fu il fisico e biologo tedesco Alfred Ploetz (1860-1940) a coniare il termine "Rassenhygiene" per la prima volta nel suo libro intitolato Racial Hygiene Basics (1895); egli fondò anche la Società tedesca per l'igiene razziale ("Gesellschaft für Rassenhygiene") nel 1905. Il movimento sostenne l'allevamento selettivo dell'umanità, la sterilizzazione obbligatoria e un allineamento stretto della salute pubblica con l'eugenetica.
L'igiene razziale fu storicamente collegata alle nozioni tradizionali di sanità pubblica, ma con l'accento posto fortemente sull'ereditarietà, che il filosofo e storico francese Michel Foucault definì in seguito come "razzismo statale". Nel 1869 il britannico Francis Galton (1822-1911) propose le prime misure sociali intese a preservare o a migliorare le caratteristiche biologiche e successivamente coniò per primo il termine "eugenetica". Galton, uno statistico, introdusse l'analisi della regressione e della correlazione scoprendo in tal modo la regressione subita nei confronti dei mezzi di comunicazione di massa.
Egli fu anche il primo a studiare le differenze umane e l'ereditarietà nel campo dell'intelligenza con metodi di rigorosa statistica. Introdusse l'uso di questionari e indagini per raccogliere i dati sulle serie di popolazione di cui aveva bisogno per le sue opere genealogiche e biografiche e per gli studi di antropometria. Galton fondò anche la psicometria, la scienza della misurazione delle facoltà mentali e la psicologia differenziale, un ramo della psicologia che si occupava delle differenze psicologiche tra le persone piuttosto che delle caratteristiche comuni.

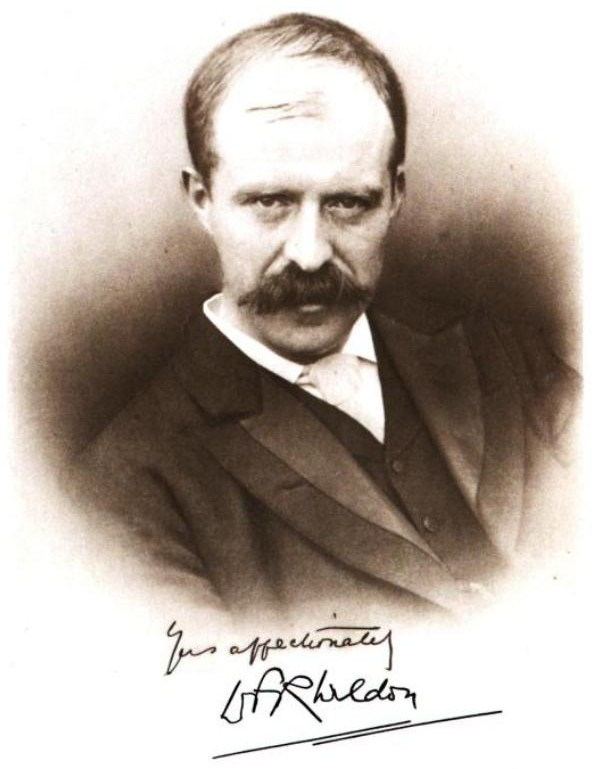
Foto di Walter Frank Raphael Weldon. Il biologo evoluzionista britannico fu il co-fondatore della rivista scientifica Biometrika la quale promosse la biometria e l'analisi statistica delle influenze ereditarie.

Così come il razzismo scientifico anche l'eugenetica divenne notevolmente popolare all'inizio del XX secolo ed entrambe le idee influenzarono la politica razziale nella Germania nazista e l'eugenetica nazista. Nel 1901 Galton, assieme al matematico e biostatistico inglese Karl Pearson (1857-1936) e al connazionale Walter Frank Raphael Weldon (1860-1906) fondarono la rivista scientifica Biometrika la quale promosse la biometria e l'analisi statistica delle influenze ereditarie.

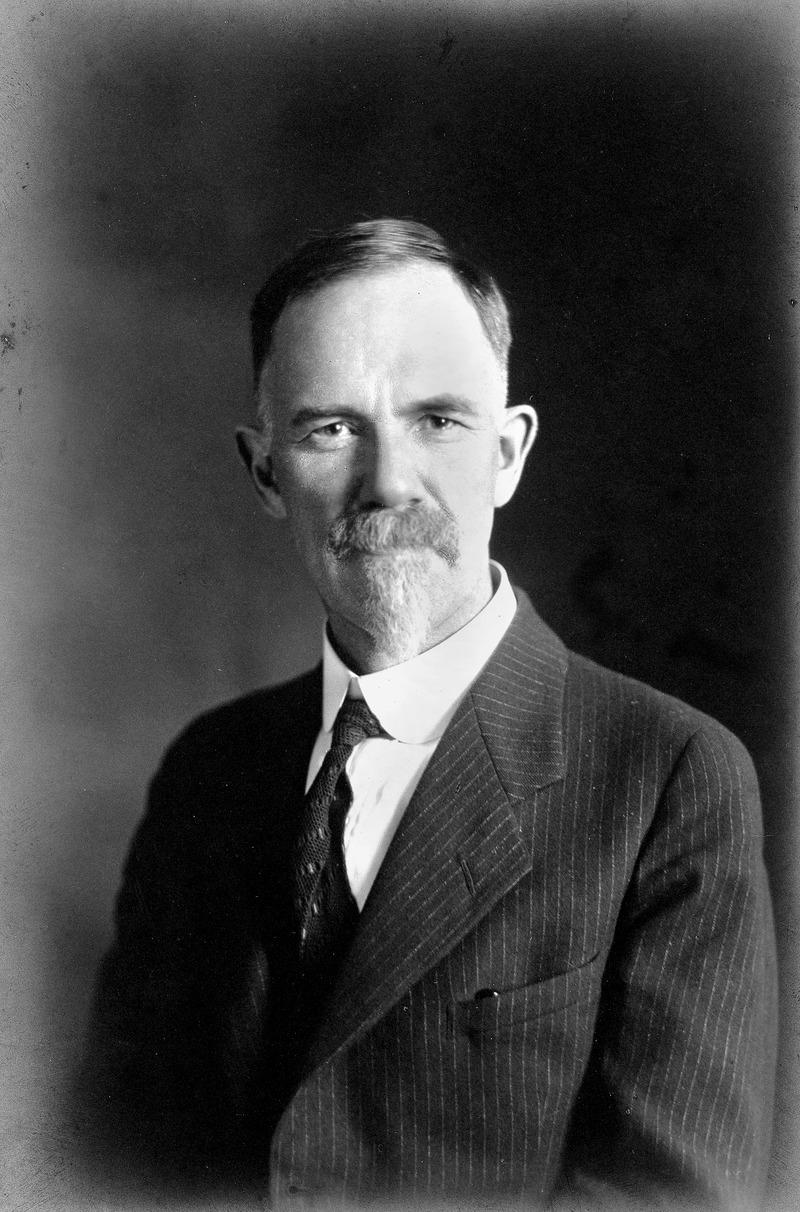
Foto di Charles Davenport. L'eminente biologo statunitense nella sua opera intitolata Race Crossing in Jamaica (1929) asserì l'esistenza di un effettivo "degrado biologico" e culturale che sopravveniva a seguito dell'incrocio interrazziale tra bianchi e neri.

Lo statunitense Charles Davenport (1866-1944) venne anch'egli coinvolto brevemente nella ricerca e revisione critica. In Race Crossing in Jamaica (1929) espose argomenti statistici che consideravano il degrado biologico e culturale avvenuto in seguito all'incrocio interrazziale tra bianchi e neri. Davenport rimase collegato alla Germania nazista sia prima che durante la seconda guerra mondiale. Nel 1939 scrisse una collaborazione alla Festschrift in onore dell'antropologo nazista tedesco Otto Reche (1879-1966), che divenne una figura importante all'interno del piano per rimuovere le popolazioni considerate "inferiori" dai territori della Germania orientale.
Anche lo psicologo inglese Havelock Ellis, coautore del primo manuale di medicina inglese sull'omosessualità nel 1897 e che pubblicò opere su varie pratiche e inclinazioni sessuali, nonché sulla psicologia transgender, accreditato inoltre per aver introdotto per la prima volta i termini di narcisismo e autoerotismo - più tardi adottati anche dalla psicoanalisi - fu per buone parte della sua vita un convinto fautore dell'importanza dell'eugenetica.
Margaret Sanger, pioniera statunitense dei diritti riproduttivi e sostenitrice della contraccezione femminile rimase, per un certo periodo di tempo, anch'ella coinvolta nelle tesi eugenetiche.

## Dal periodo interbellico alla fine della seconda guerra mondiale (1918-1945)
Il razzismo scientifico è proseguito fino all'inizio del XX secolo e presto i test del Quoziente d'intelligenza (QI) divennero una nuova fonte per i confronti razziali. Prima dello scoppio della seconda guerra mondiale (1939) il razzismo scientifico rimase una branca comunemente accettata all'interno dell'antropologia e venne utilizzato come giustificazione per i programmi di eugenetica, la sterilizzazione obbligatoria, le leggi contro la mescolanza razziale e infine per le restrizioni all'immigrazione attuate sia in Europa che negli Stati Uniti d'America.
I crimini di guerra e i crimini contro l'umanità perpetrati dalla Germania nazista tra il 1933 e il 1945 ebbero come effetto boomerang di screditare il razzismo scientifico nel mondo accademico, ma la legislazione razzista fondata su di esso rimase in alcuni paesi fino alla fine degli anni 1960.

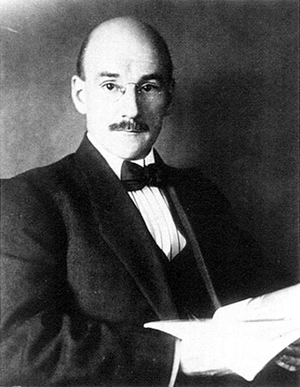
Lo psicologo eugenetico statunitense Henry Herbert Goddard utilizzò test del quoziente d'intelligenza (QI) sui gruppi di immigrati russi, ebrei, ungheresi e italiani, giungendo alla conclusione che avessero tutti gravi segni di ritardo mentale.

### Primi test di intelligenza e l'atto di immigrazione del 1924
Prima degli anni venti gli scienziati sociali convennero sul fatto che i bianchi fossero superiori ai neri; ebbero però bisogno di un modo per poter dimostrare una tale affermazione, al fine di sostenere la politica sociale a favore dei bianchi. Trovarono il modo migliore attraverso il test del quoziente d'intelligenza (QI); il risultato interpretativo della ricerca attraverso il test fu la tesi comprovata che ritraeva tutti i gruppi minoritari molto negativamente
Nel 1908 lo psicologo statunitense Henry Herbert Goddard (1866-1957) tradusse il test d'intelligenza creato dal francese  Alfred Binet e nel 1912 iniziò ad applicarlo
agli immigrati in arrivo a Ellis Island. Alcuni hanno sostenuto che in uno di questi studi sugli immigrati Goddard giunse alla conclusione che l'87% dei russi, 83% degli ebrei, l'80% degli ungheresi e il 79% degli italiani fossero mentalmente deboli, con tendenze criminaloidi e con un'età mentale inferiore ai 12 anni.
Alcuni hanno anche sostenuto che queste informazioni vennero considerate come "prove" da parte dei legislatori e che pertanto influenzarono per anni la politica sociale.. Il biologo statunitense Bernard Davis (1916-1994) ha fatto notare che, nella prima fase del suo lavoro, Goddard scrisse che i soggetti dello studio non erano membri tipici dei loro gruppi di appartenenza ma che furono selezionati a causa della loro sospetta intelligenza subnormale. Davis ha inoltre osservato che Goddard sostenne che i bassi livelli di QI dei soggetti presi in esame era più probabili a causa di fattori ambientali piuttosto che genetici e che Goddard concluse che "possiamo essere sicuri che i loro figli saranno di intelligenza media e correttamente indotti ad essere buoni cittadini".
Nel 1996 l'"American Psychological Association's Board of Scientific Affairs" ha affermato che le prove di QI non ebbero un intento discriminatorio nei confronti di un qualsiasi gruppo etnico o razziale.

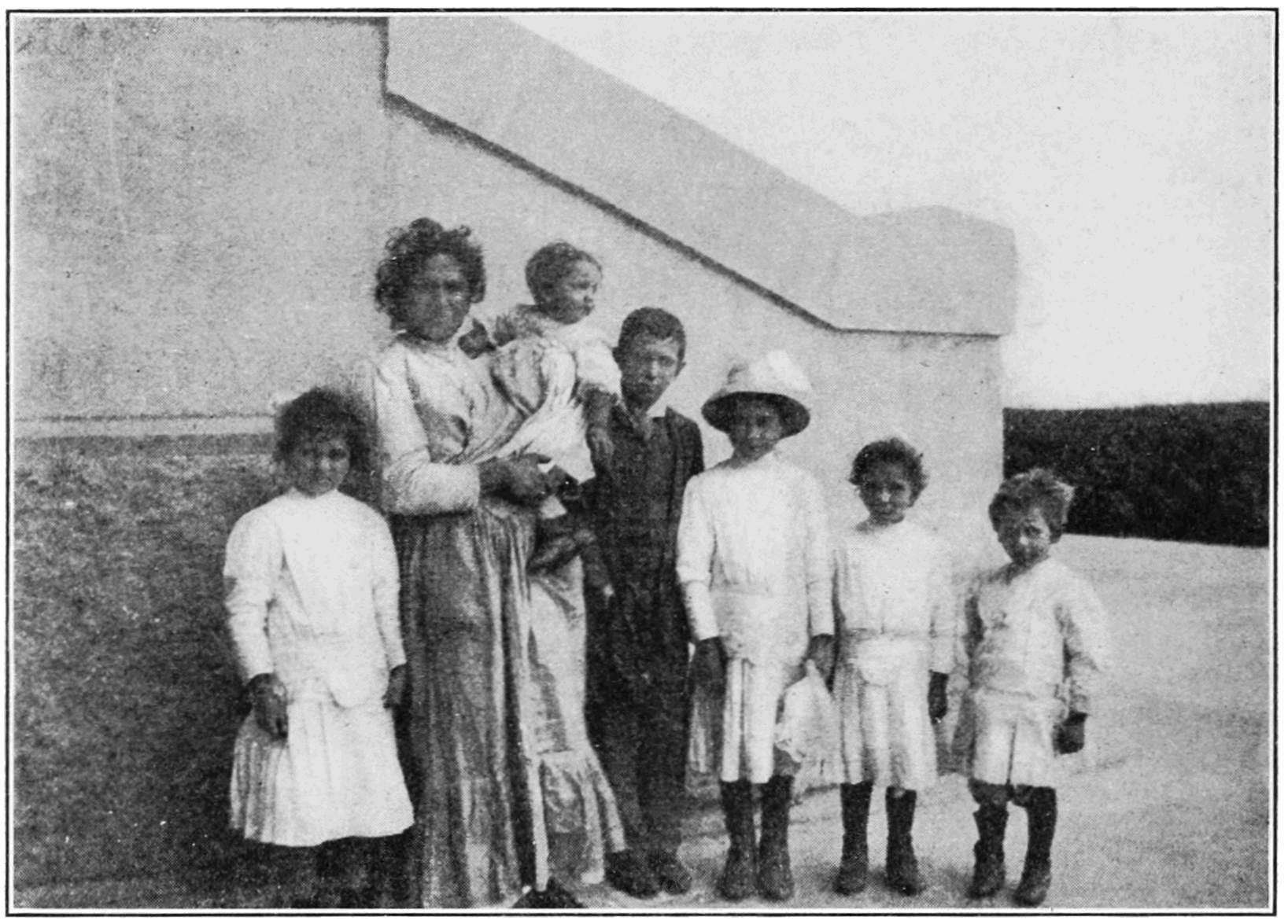
Una famiglia di italiani immigrati negli Stati Uniti nel 1913 (Ellis Island).

Nel suo libro intitolato Intelligenza e pregiudizio Stephen Jay Gould ha sostenuto che i risultati dei test di intelligence hanno svolto un ruolo importante nell'approvazione dell'"Immigration Act of 1924" il quale limitava l'immigrazione negli Stati Uniti d'America.
Tuttavia Mark Snyderman e Richard Herrnstein, dopo aver studiato le conferenze del Congresso degli Stati Uniti d'America e le udienze di commissione legate alla legge sull'immigrazione, hanno concluso che "per la maggior parte dei casi i risultati dei test di intelligenza non sono stati generalmente considerati per l'aver favorito politiche restrittive in materia di immigrazione come quelle della legge del 1924 e che il Congresso praticamente non ha considerato alcun test di intelligenza".
Juan N. Franco ha contestato i risultati di Snyderman e Herrnstein. Franco ha affermato che anche se Snyderman e Herrnstein hanno riferito che i dati raccolti dai risultati dei test d'intelligenza non erano in alcun modo utilizzati per far passare l'Atto di Immigrazione del 1924 i risultati dei test del QI sono stati ancora presi in considerazione dai legislatori.
Come un'evidenza suggestiva Franco ha sottolineato il seguente fatto: dopo il passaggio dell'atto di immigrazione, le informazioni del Censimento degli Stati Uniti d'America del 1890 sono state utilizzate per fissare quote basate sulle percentuali di immigrati provenienti da paesi diversi. Sulla base di questi dati, il legislatore ha limitato l'ingresso degli immigrati dall'Europa meridionale e dall'Europa orientale negli Stati Uniti e ha consentito invece una maggior immigrazione proveniente dall'Europa settentrionale e dall'Europa occidentale.
L'uso dei set di dati del censimento del 1900, 1910 o 1920 avrebbe portato ad un numero maggiore di immigrati provenienti dall'Europa meridionale e orientale. Tuttavia Franco ha anche sottolineato che l'utilizzo dei dati del censimento del 1890 ha permesso al congresso di escludere gli europei meridionali e orientali (la cui popolazione fece al tempo prove peggiori di QI rispetto agli europei occidentali e settentrionali) dagli USA; Franco ha sostenuto che il lavoro svolto da Snyderman e Herrnstein su questa materia non ha dimostrato né negato che i test di intelligenza influenzassero effettivamente le leggi sull'immigrazione.

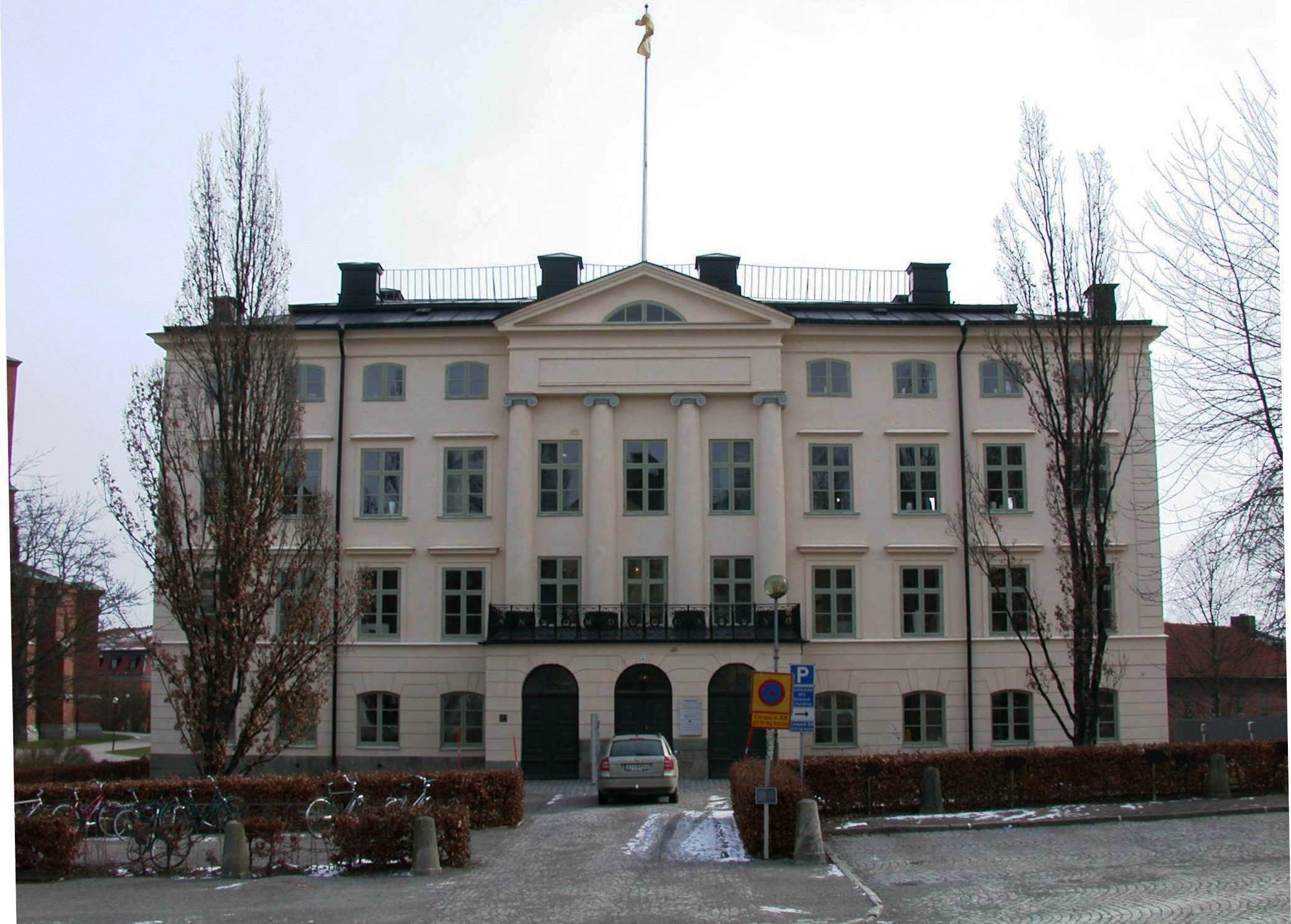
L'istituto statale svedese per la biologia razziale, fondato nel 1922, è stato il primo istituto mondiale a finanziamento governativo che svolgeva attività di ricerca sulla biologia razziale. È stato alloggiato in quello che è oggi la "Dean House" sita a Uppsala. È stato definitivamente chiuso nel 1958.

### Svezia
Dopo la creazione della prima società per la promozione dell'igiene razziale, la "Società tedesca per l'igiene razziale" nel 1905, venne fondata una succursale svedese nel 1909 (la "Svenska sällskapet för rashygien"), la terza nel mondo. Facendo opera di lobby sui parlamentari svedesi e gli istituti medici la Società riuscì a far passare un decreto il quale istituiva un istituto governativo sotto forma di "Istituto svedese di biologia razziale" (Statens institut för rasbiologi) nel 1921.
A partire dal 1922 l'istituto fu costituito e aperto presso l'Università di Uppsala; esso rappresentò il primo istituto finanziato dal governo nel mondo a svolgere ricerche sulla "biologia razziale" e rimane un fatto molto controverso fino ad oggi. L'obiettivo era quello di curare la criminalità, l'alcolismo e i problemi psichiatrici attraverso la ricerca nei campi dell'eugenetica e dell'igiene razziale.
Come risultato dell'opera di questo istituto vi fu l'emanazione di una legge che autorizzava la sterilizzazione obbligatoria di alcuni gruppi, questo avvenne nel 1934. Il secondo presidente dell'istituto, Gunnar Dahlberg (1893-1956) espose chiare e decise critiche nei riguardi della validità scientifica degli esperimenti eseguiti presso lo stesso istituto ed arrivò a riconvertirlo in direzione della genetica.
L'istituto venne definitivamente chiuso nel 1958 e tutta la ricerca rimanente venne fatta trasferire all'istituto di genetica presso l'Università di Uppsala.

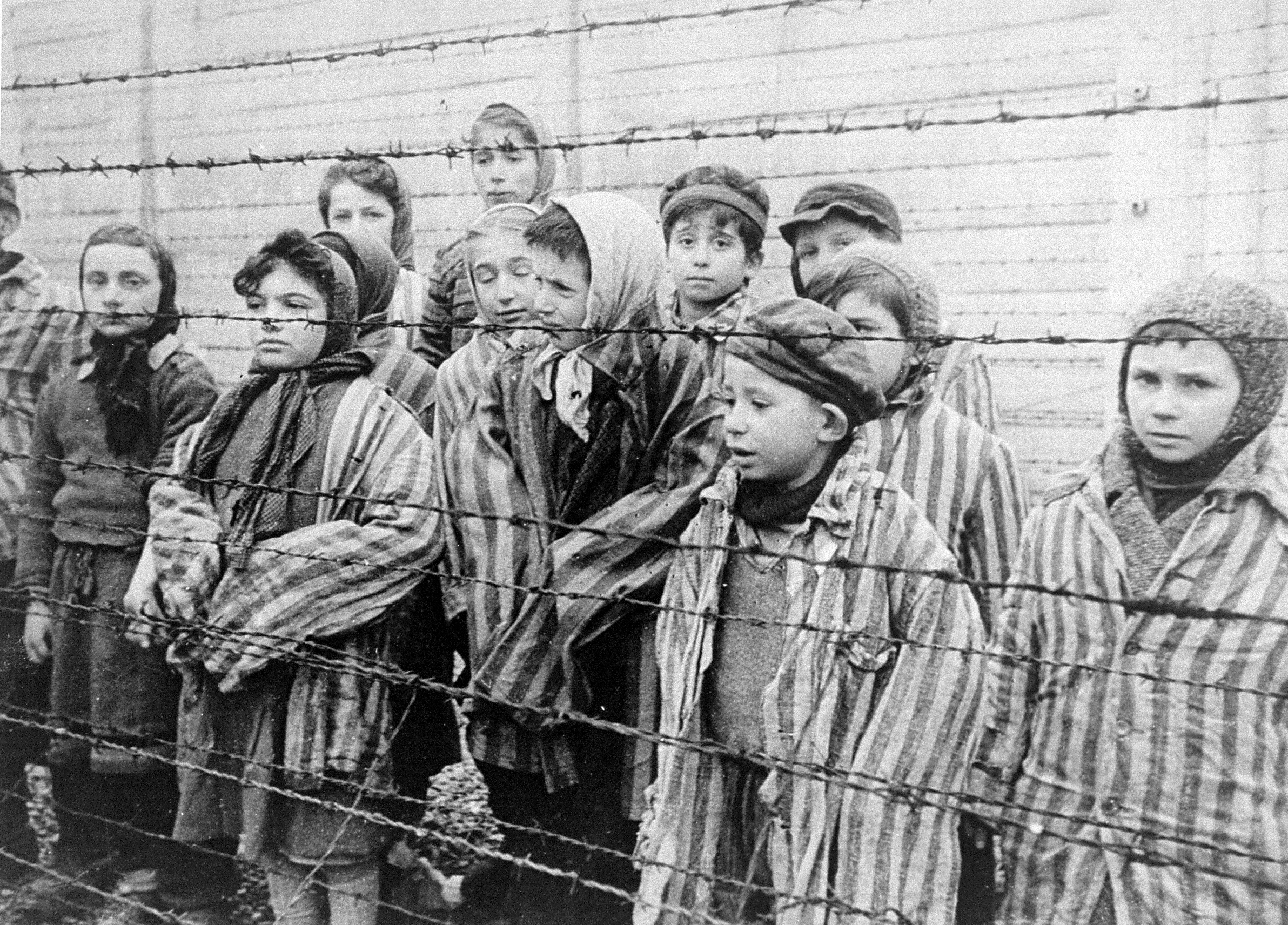
Bambini ebrei prigionieri del campo di concentramento di Auschwitz dopo la sua liberazione da parte dell'Armata Rossa (30 gennaio 1945). I gemelli ebrei vennero tenuti in vita per essere utilizzati negli esperimenti medici di Mengele (soprannominato "il dottor morte").

### Germania nazista
Il Partito Nazionalsocialista Tedesco dei Lavoratori e i suoi simpatizzanti pubblicarono nel corso degli anni molti libri riguardanti il razzismo scientifico, mescolando le idee eugenetiche e antisemitiche con le quali sono stati ampiamente associati, anche se queste idee erano già in circolazione fin dal XIX secolo. Libri come Rassenkunde des deutschen Volkes (Etnologia del popolo tedesco, 1922) dell'antropologo tedesco Hans F.K. Günther (1891-1968) e Rasse und Seele: eine Einführung in den Sinn der leiblichen Gestalt (La razza e l'anima: un'introduzione al significato della Gestalt-forma fisica, 1926) dello psicologo e islamologo tedesco Ludwig Ferdinand Clauß cercarono di identificare scientificamente le differenze tra i tedeschi, i nordici e gli altri tipi di ariani, presumibilmente inferiori. Le scolaresche tedesche utilizzarono questi libri come testi ufficiali d'insegnamento durante tutta l'era nazista.

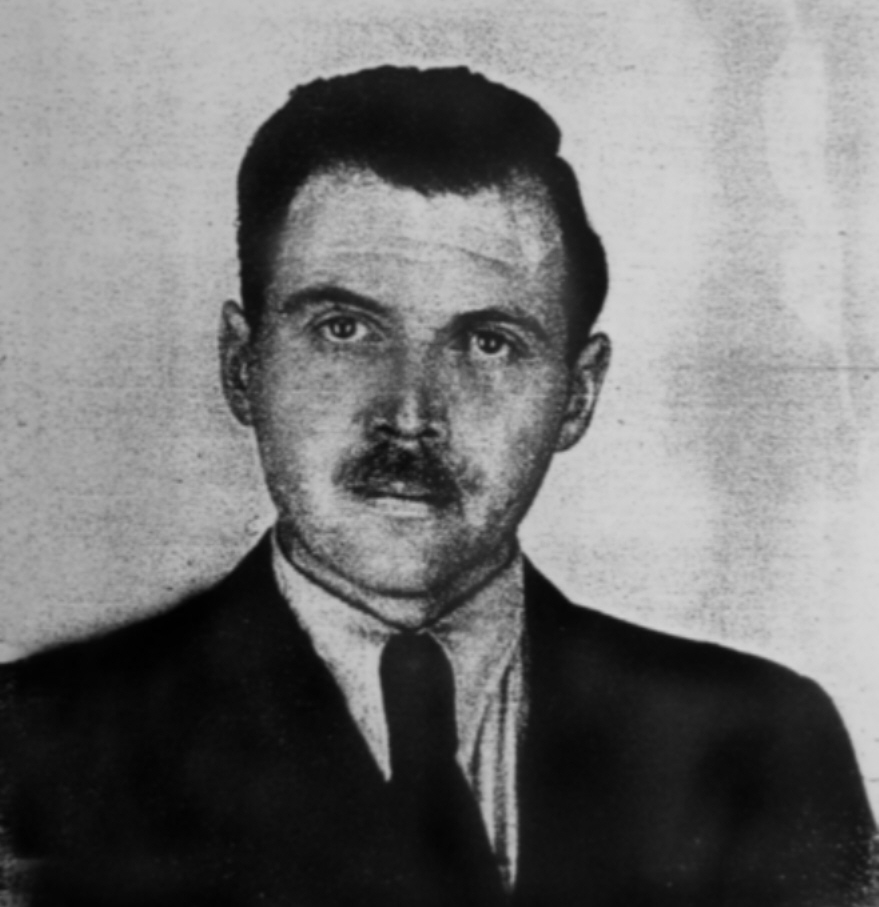
Il medico nazista Josef Mengele in una foto identificativa argentina nel 1956. Riuscì a sfuggire al processo ai dottori.

Nei primi anni trenta i nazisti usarono una retorica scientifica razziale basata sul darwinismo sociale per spingere le sue politiche sociali restrittive e discriminatorie. Durante la seconda guerra mondiale le convinzioni razziste naziste diventarono anatema negli Stati Uniti d'America e seguaci di Franz Boas come l'antropologa Ruth Benedict cominciarono a consolidare la propria influenza sul potere istituzionale. Dopo la guerra la scoperta degli abusi nazionalisti compiuti dalla ricerca scientifica - come le violazioni etiche di Josef Mengele (1911-1979, uno dei protagonisti degli esperimenti nazisti su esseri umani) e altri crimini di guerra rivelati al processo di Norimberga - condussero la maggior parte della comunità scientifica a rifiutare il proprio sostegno scientifico a qualsiasi forma di razzismo.
Le politiche sociali razziali basate sull'ideologia nazista della Germania collocavano il miglioramento della razza ariana attraverso l'eugenetica al centro delle basi ideologiche del nazismo. Quelle persone che vennero identificate come rappresentanti della cosiddetta "vita indegna di essere vissuta" (in tedesco Lebensunwertes Leben), tra cui, ma non solo, il popolo ebraico, i criminali comuni, i degenerati, i dissidenti, i più deboli, gli omosessuali, gli inattivi, quelli affetti da una qualche malattia mentale, che furono condotti all'eliminazione dalla catena di eredità genetica (soprattutto attraverso la sterilizzazione obbligatoria), nonostante fosse loro ancora riconosciuto l'essere considerati "ariani". L'ideologia nazista ritenne che gli slavi (i polacchi, i russi, gli ucraini ecc.) fossero inferiori alla razza germanica, adatti quindi per l'espulsione, la schiavitù e il lavoro forzato, fino a giungere al vero e proprio tentativo di genocidio.
Adolf Hitler proibì la valutazione attraverso il quoziente di intelligenza (IQ) perché esso era di natura ebraica, proprio così come lo fece anche Iosif Stalin nell'Unione delle Repubbliche Socialiste Sovietiche per il fatto di essere un'invenzione della borghesia.

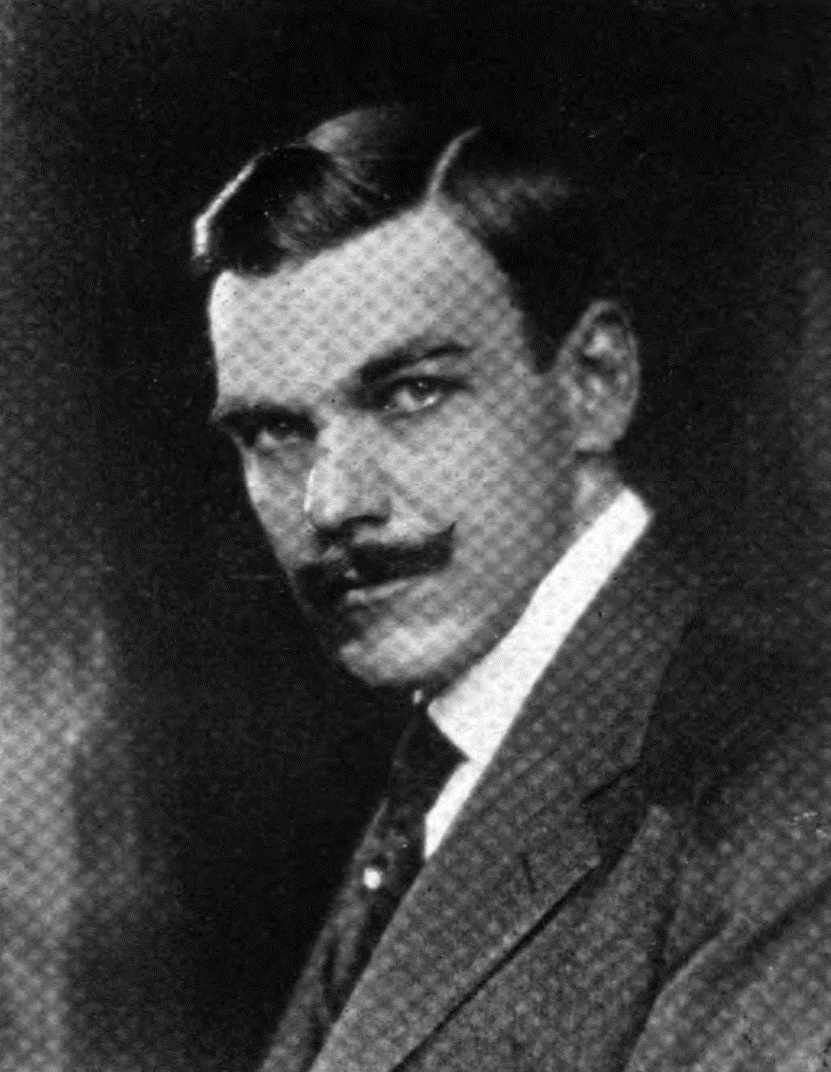
Foto di Lothrop Stoddard nel 1922: giornalista statunitense, teorico della razza e membro del Ku Klux Klan.

### Stati Uniti
Negli Stati Uniti d'America gli esponenti dell'eugenetica come Harry H. Laughlin e Madison Grant cercarono di dimostrare scientificamente l'inadeguatezza fisica e mentale di alcuni gruppi etnici per giustificare la sterilizzazione obbligatoria e limitare l'immigrazione, secondo la legge sull'immigrazione del 1924; la sterilizzazione obbligatoria continuò fino agli anni sessanta e oltre.
Lo storico eugenetico Lothrop Stoddard (1883-1950) fece in tempo a pubblicare molti libri di stampo razzista su quello che vide come il "pericolo dell'immigrazione"; il suo testo più famoso fu The Rising Tide of Color Against White World-Supremacy (L'aumento delle maree di colore contro la supremazia del mondo bianco) del 1920. In questo libro egli presentò una visione della situazione mondiale riguardante la razza: la prossima esplosione di popolazione tra i popoli "colorati" del mondo e il modo in cui la "supremazia mondiale bianca" si sarebbe ridotta con il termine della prima guerra mondiale e il crollo del colonialismo.
L'analisi di Stoddard divise la politica e le situazioni mondiali in popoli "bianchi", "gialli", "neri", "amerindi" e "marroni" e le loro interazioni. Stoddard argomentò la questione della razza e dell'ereditarietà come i fattori guida della storia e della civiltà e che l'eliminazione o l'assorbimento della razza "bianca" da parte delle razze "colorate" avrebbe di sicuro condotto alla distruzione della civiltà occidentale.
Come Grant in The Passing of the Great Race (Il passaggio della grande razza, 1916) anche Stoddard suddivise la razza bianca in tre gruppi principali: la razza nordica, la razza alpina e la razza mediterranea; egli ritenne che tutte e tre fossero di buona natura genetica e ben al di sopra della qualità delle razze colorate, ma sostenne che quella nordica era la più perfetta delle tre e che doveva pertanto essere preservata per via eugenetica. A differenza di Grant Stoddard era meno preoccupato di quali varietà di persone europee fossero superiori alle altre (teoria nordica), ma fu più preoccupato di ciò che egli chiamava il "bi-razzismo", vedendo il mondo come composto semplicemente di razze "colorate" e "bianche". Negli anni dopo la Grande migrazione afroamericana e la prima guerra mondiale la teoria razziale di Grant sarebbe scomparsa negli Stati Uniti a favore di un modello più vicino a quello di Stoddard.
Una pubblicazione influente fu The Races of Europe (Coon) del 1939 dell'etnologo e antropologo statunitense Carleton Stevens Coon, presidente dell'"American Association of Physical Anthropologists" (Associazione Americana di Antropologia Fisicia) dal 1930 fino al 1961. Coon rimase un sostenitore dell'ipotesi multiregionale sull'origine degli esseri umani moderni. Ha suddiviso l'Homo sapiens in cinque razze principali:
La scuola di pensiero di Coon divenne oggetto di una sempre più crescente opposizione da parte della branca principale dell'antropologia a partire dalla fine della seconda guerra mondiale. Ashley Montagu fu particolarmente acceso nel denunciare Coon, specialmente nel suo Man's Most Dangerous Myth: The Fallacy of Race (Il mito più pericoloso dell'uomo: la fallacia della razza). Negli anni sessanta l'approccio di Coon fu reso obsoleto nell'antropologia principale, ma il suo sistema continuò ad apparire nelle pubblicazioni del suo allievo John Lawrence Angel fino agli anni settanta.
Alla fine del XIX secolo la decisione della Corte Suprema degli Stati Uniti d'America nel caso Plessy contro Ferguson (1896), che ha affermato la legalità costituzionale della segregazione razziale negli Stati Uniti d'America sotto la dottrina di "separati ma uguali", era intellettivamente radicata nel razzismo dell'epoca, basti solo considerare il sostegno popolare alla decisione. Più tardi, a metà del XX secolo, la stessa Corte suprema nel caso Brown contro Board of Education contro il Consiglio di Istruzione di Topeka in Kansas (1954) ha respinto gli argomenti razzisti sulla "necessità" della segregazione razziale - soprattutto nel campo dell'istruzione pubblica.

## Dopo il 1945
Il razzismo scientifico venne rifiutato politicamente e scientificamente solo dopo la fine della seconda guerra mondiale.
A seguito di ciò le stesse teorie non sono però del tutto scomparse, ma ancora oggi vengono in gran parte riproposte da alcune minoranze politiche estremiste semplicemente sostituendo alla parola "razza" quella di "etnia", "popolo" o "civiltà". Sostituendo all'elemento biologico (non più riproponibile scientificamente) quello culturale, essi riescono a mantenere intatta la stessa precedente impostazione "pseudo-scientifica".
Nel 1954, cinquantotto anni dopo che con la sentenza Plessy contro Ferguson si era avvalorata la liceità della segregazione razziale, la Corte suprema statunitense muterà il proprio orientamento in materia con la sentenza Brown contro Board of Education dichiarando incostituzionale la segregazione razziale. Da allora in poi l'opinione pubblica e le teorie scientifiche statunitensi nei confronti del razzismo scientifico e della sua pratica in sociologia si sono evolute.
Nel 1960 iniziarono le pubblicazioni della rivista accademica di antropologia culturale Mankind Quarterly, che alcuni considerano essere una sede per esprimere opinioni razziste scientifiche; essa viene criticata per il suo rivendicare una politica di estrema destra, tendente all'antisemitismo e per la sua opera di promozione dell'ereditarianismo accademico. Il periodico è stato fondato in parte anche come risposta alla decisione della Corte suprema che ha di-segregato la scuola pubblica statunitense.
Nell'aprile del 1966 l'afroamericano Alex Haley intervistò il fondatore del Partito Nazista Americano George Lincoln Rockwell per la rivista Playboy. Rockwell giustificava la sua convinzione che i neri fossero inferiori dei bianchi citando un lungo studio di G.O. Ferguson del 1916 il quale affermava di poter dimostrare che la performance intellettuale degli studenti neri era correlata con la loro percentuale di origine bianca, dichiarando che i "negri puri, i negri per tre quarti puri, i mulatti e le persone per un quarto nere hanno rispettivamente 60, 70, 80 e 90%, rispettivamente, di efficienza intellettiva bianca". Playboy più tardi pubblicò l'intervista con una nota redazionale affermando che lo studio era di una "razionalità pseudoscientifica razzista oramai del tutto screditata".
Organi internazionali come l'UNESCO tentarono di elaborare risoluzioni che riassumessero lo stato delle conoscenze scientifiche sulla razza ed emisero richieste per la risoluzione dei conflitti razziali. Nel 1950 la Dichiarazione sulla razza (UNESCO 1950) non rigettò l'idea di una base biologica delle categorie razziali, ma definì invece che "una razza, dal punto di vista biologico, può quindi essere definita come uno dei gruppi di popolazioni che costituiscono la specie Homo sapiens", definite ampiamente come razza Europoide, Mongoloide e Negroide ma al contempo affermava che "è ora generalmente riconosciuto che i test sul quoziente di intelligenza non permettono di distinguere in modo sicuro tra ciò che è dovuto alla capacità innata e ciò che è invece il risultato di influenze ambientali, di formazione e d'istruzione".
Nel 1978 è seguita la Dichiarazione sulla razza (UNESCO 1978), un documento che afferma priva d'ogni fondamento scientifico qualunque dottrina che pretenda di attribuire alle differenze di razza differenze attitudinali, intellettuali e psichiche e che attribuisca ad incroci tra razze diverse effetti in qualche modo negativi da un punto di vista biologico.
Oggi il termine razzismo scientifico è utilizzato per riferirsi a quel tipo di ricerca che sembra giustificare scientificamente l'ideologia del razzismo. L'accusa di razzismo scientifico viene spesso lanciata su quei ricercatori che rivendicano l'esistenza delle razze e/o di differenze quantificabili nell'intelligenza tra queste stesse razze, soprattutto se queste differenze sono in parte genetiche nella loro origine.
Nel 2007, il biologo molecolare James Dewey Watson, tra gli scopritori della struttura del DNA, dichiarò che gli africani presentavano un'intelligenza differente rispetto alle altre razze; parole che ebbero un ampio risalto internazionale..
Al riguardo, Steven Rose, professore delle scienze biologiche alla Open University e membro fondatore della Società per la responsabilità sociale nella scienza, ha commentato: «È la teoria più scandalosa di Watson. Ha detto cose simili sulle donne in passato, ma non lo avevo mai sentito trattare argomenti genuinamente impregnati di razzismo».
Neanche due giorni dopo, nella tempesta delle innumerevoli prese di distanza e dopo diverse collaborazioni scientifiche e divulgative andate in fumo, Watson ritratta, affermando che le sue dichiarazioni non poggiavano su alcuna base scientifica e non riusciva nemmeno a rendersi conto di come avesse potuto affermare tali sciocchezze.

Mappa di Richard Lynn e della sua stima sulle differenti intelligenze dei vari popoli, non supportate da prove scientifiche

Tra gli studiosi e ricercatori che al giorno d'oggi hanno eseguito ricerche ufficiali per comprovare la scientificità delle razze si possono citare Arthur Jensen (The g Factor: The Science of Mental Ability),il tardo J. Philippe Rushton, presidente di Pioneer Fund (Race, Evolution, and Behavior), Chris Brand (The g Factor: General Intelligence and Its Implications), Richard Lynn (IQ and the Wealth of Nations), Charles Murray e più recentemente Richard Herrnstein (The Bell Curve).
Questi stessi autori, sebbene sia considerato il loro lavoro scientifico, possono contestare il termine "razzismo" e preferirvi altre parole come "realismo razziale" o "razzialismo".

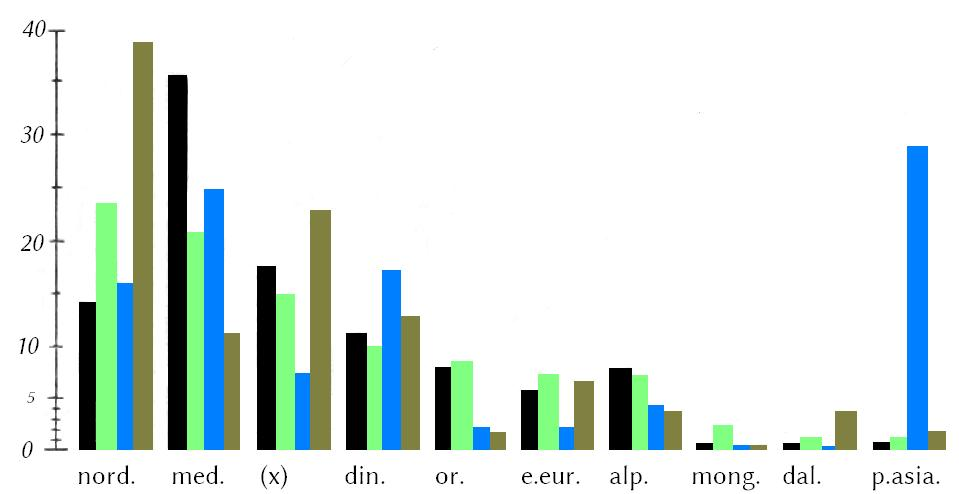
Composizione razziale degli studenti dell'Università Babeș-Bolyai di Cluj-Napoca in Romania e loro rispettivi esiti scolastici
Rumeni
Ungheresi
Ebrei
Tedeschi
.

      Rumeni
      Ungheresi
      Ebrei
      Tedeschi
| *nord. "razza nordica";       |
| *med. "razza mediterranea";   |
| *(x) Non determinati;         |
| *din. "razza dinarica";       |
| *or. Orientali;               |
| *e.eur. "tipo Est-Europoide"; |
| *alp. "razza alpina";         |
| *mong. "tipo Mongoloide";     |
| *dal. "Dalici";               |
| *p.asia. Pre-Asiatici.        |

## Critiche provenienti dall'ignorare ipotetiche differenze
Gli scienziati che indagano la questione razziale, sostenendo che queste differenze sono biologiche, sono al giorno d'oggi accusati di razzismo; si trovano ad affrontare le accuse che la loro ricerca può essere dannosa per la società intera;  ad esempio l'editorialista Bob Herbert - di origini afroamericane-  il quale scrive per il The New York Times, descrisse il libro The Bell Curve come "un pezzo indecente di pornografia razziale che si vuole nascondere dietro una patina di seria conoscenza".
"Murray può protestare quanto vuole", ha scritto Herbert "il suo libro è solo un modo signorile di chiamare qualcuno con l'epiteto di "nigger"". Steven Pinker ha detto che è "saggezza convenzionale tra gli accademici della sinistra politica che i geni implicano il genocidio"; egli ha risposto a questa "saggezza convenzionale" mettendo a confronto la storia del marxismo il quale ha avuto come posizione iniziale sui geni quella opposta rispetto a quella che fu poi del nazionalsocialismo:
Rushton e Jensen hanno scritto: "la ricerca ha dimostrato che, in un gruppo con una bassa media, alcuni individui sono al di sopra della media degli altri gruppi". Essi sostengono anche: "quando la società è accusata di disparità, questa consiste nel raggiungimento della media di gruppo, piuttosto che sia semplicemente il risultato di differenze biologiche: il risultato è quello di richiedere un risarcimento per un gruppo di meno di successo producendo il sentimento d'ingiustizia nei confronti del gruppo di maggior successo, provocando ulteriore mutuo risentimento".
Linda Gottfredson, professoressa emerita di psicologia dell'educazione sostiene che negare le reali differenze biologiche induce la gente a cercare qualcosa da biasimare, con una conseguente crescita di ostilità tra i vari gruppi e propone di investire risorse pubbliche per facilitare l'inserimento di tutti gli individui con Q.I. inferiore a 80, qualunque sia la loro razza, anziché spenderle per creare artificialmente parità nel successo sociale medio dei gruppi razziali.

Mappa che mostra come l'uomo moderno, Homo sapiens, come specie si è diffusa a partire dall'Africa fino a raggiungere i confini del mondo. Il colore rosso indica Homo sapiens sapiens, mentre l'arancione indica Homo neanderthalensis, infine i primi Hominidae sono tratteggiati in colore verde. I dati mostrano come gli esseri umani percorsero lunghi tratti prima di giungere in diverse aree. La mappa si basa sulla ricerca dell'archeologia e della genetica.

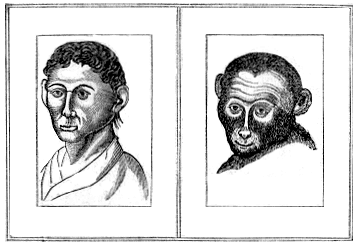
Fisiognomica. Illustrazione tratta da The Physiognomist's Own Book (1841).

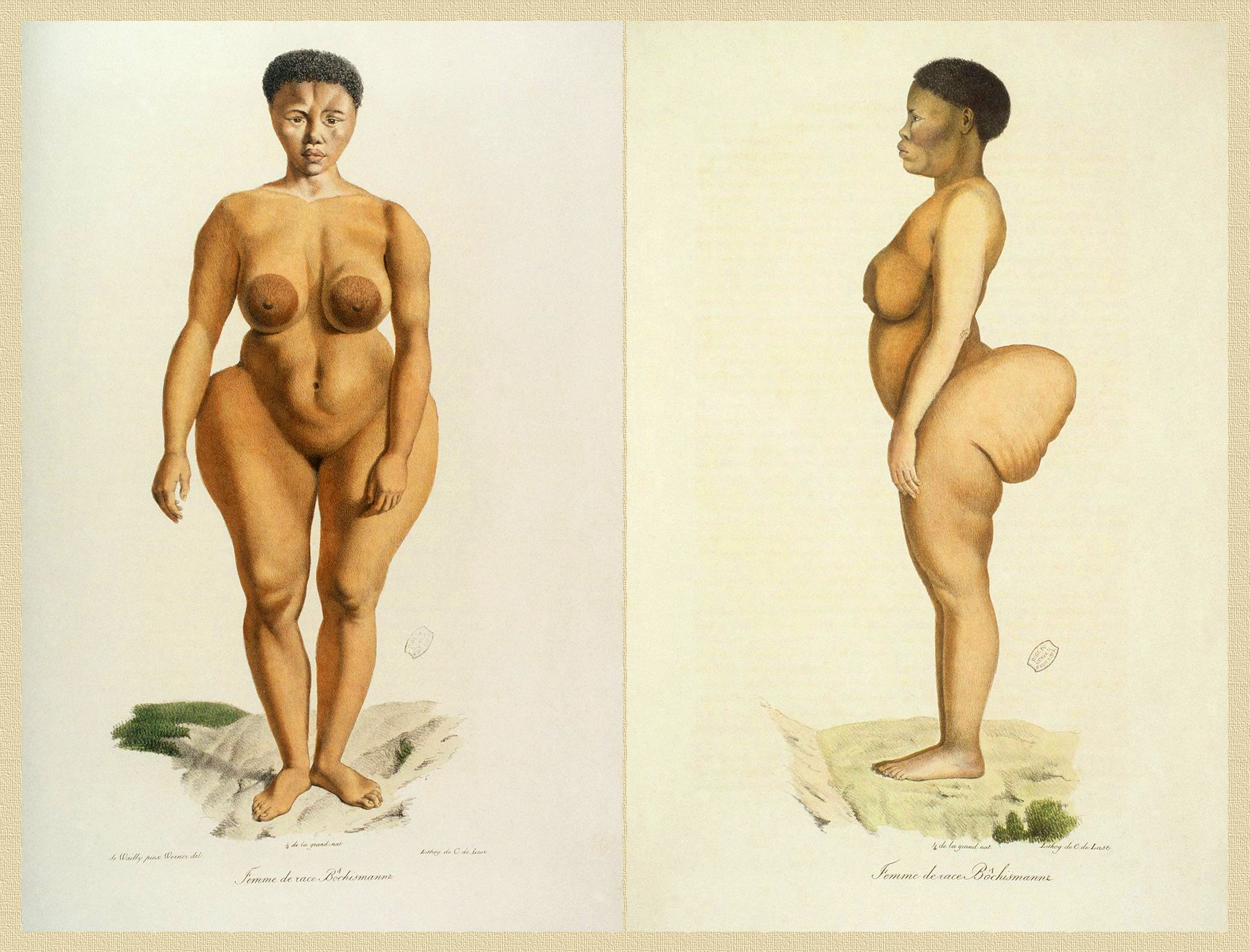
Saartjie Baartman, esibità come "Venere ottentotta". La sua vita è stata raccontata nel film Venere nera (film 2010), che illustra il rapporto che la società europea aveva nei confronti delle altre razze nel corso di tutto il XVIII e XIX secolo (Histoire Naturelle des Mammifères, di Georges Cuvier, Werner e de Lasteyrie).

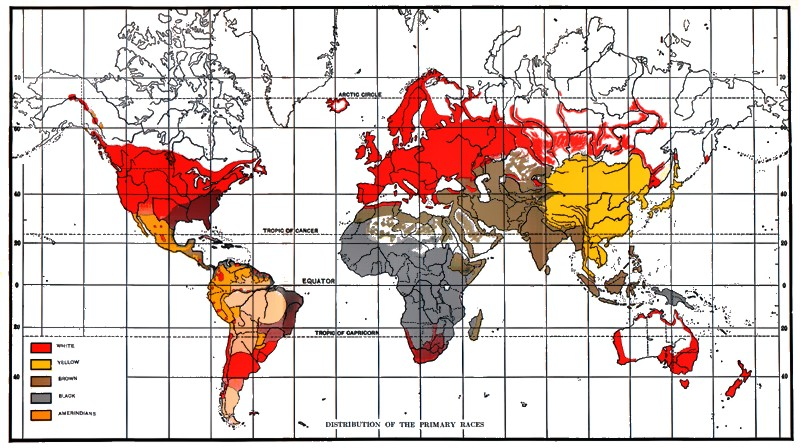
Questa mappa statunitense del 1920 mostra la "distribuzione delle principali razze" in tutto il mondo. Le persone si dividono in Bianchi (colore rosso sulla mappa), Marroni, Gialli, Negri (in grigio) e Nativi americani (colore arancione).

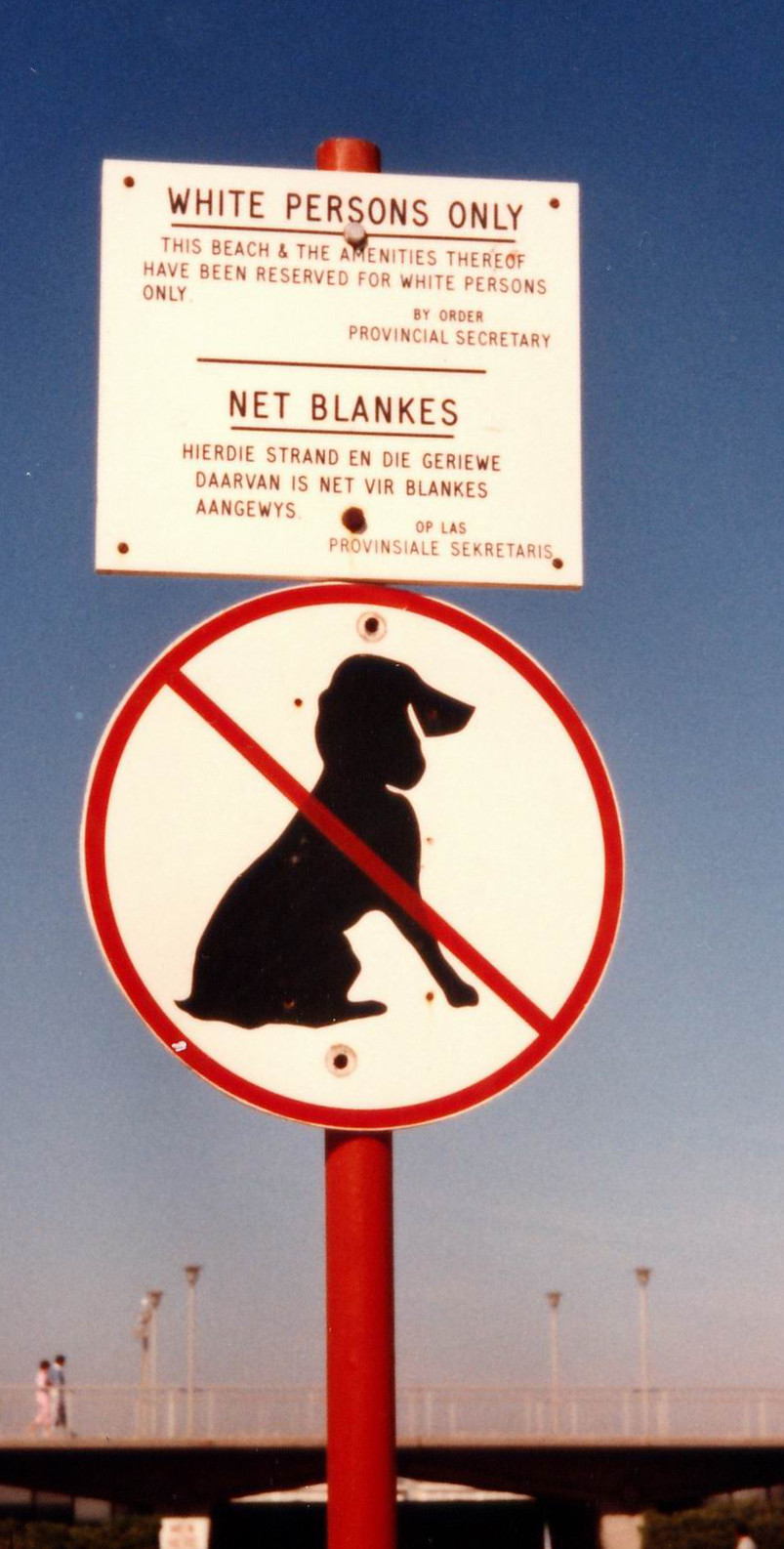
Spiaggia di Muizenberg a Città del Capo in Sudafrica (1985). I cartelli superiori in lingua inglese e in lingua afrikaans; la versione in inglese dice: "soltanto per i bianchi. I servizi in spiaggia sono riservati solo per i bianchi per decisione del segretario provinciale". Il cartello più in basso significa che anche i cani sono stati vietati in spiaggia.

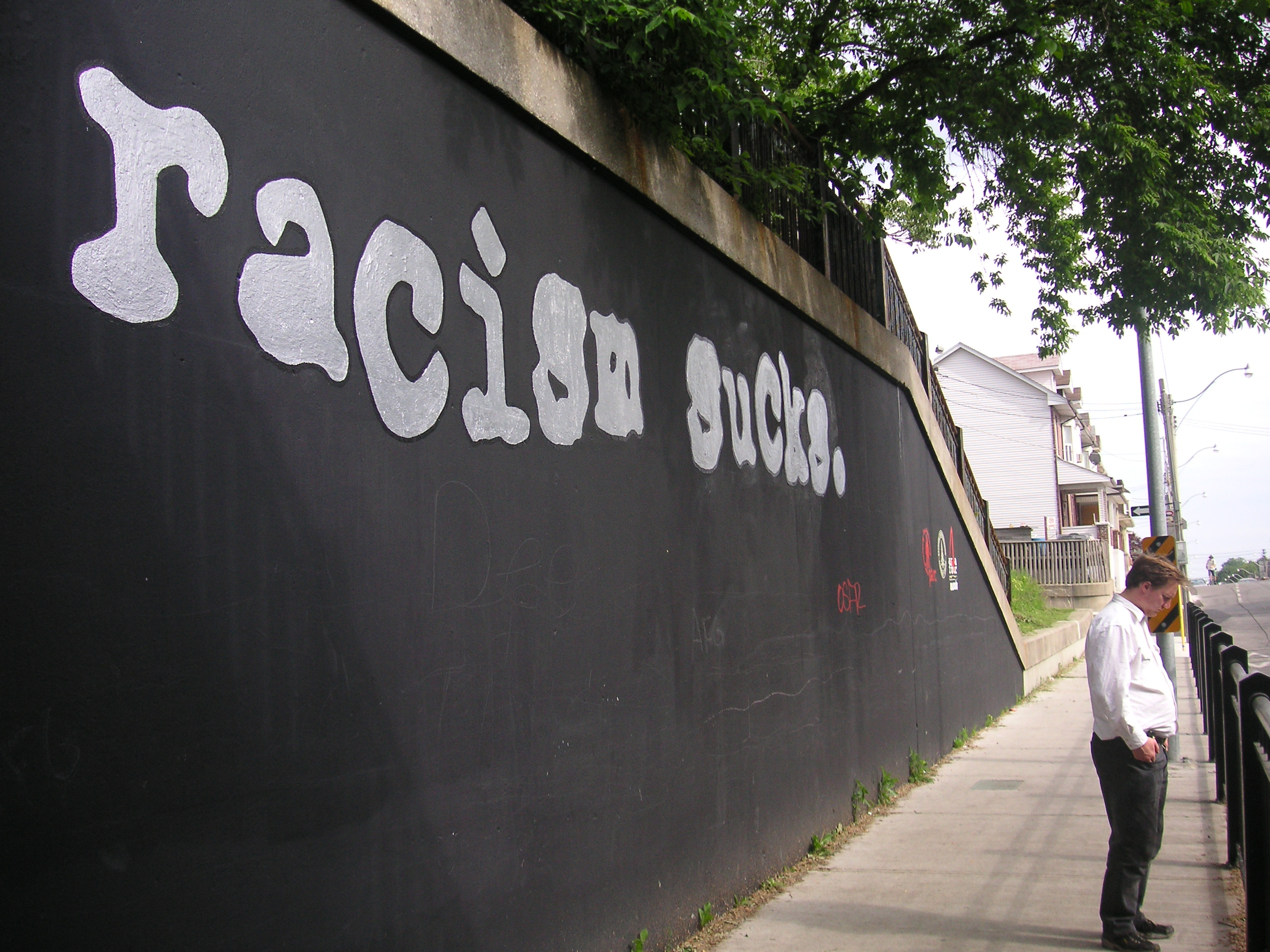
"Il razzismo fa schifo", in un muro di Toronto, Canada (2006).

Gottfredson ha anche messo in dubbio il fatto che un gruppo con meno esiti però si possa beneficiare del successo dalla negazione o dall'occultamento delle differenze biologiche attuali. Una società sempre più complessa, basata sul presupposto che tutti possono avere lo stesso successo, significa che coloro che non hanno la possibilità di risolvere sempre più problemi per realizzarsi nella maggior parte dei settori della vita hanno di conseguenza bisogno di varie forme di aiuti speciali, che non sono possibili, mentre l'esistenza di questo stesso bisogno viene negata.
La proposta di una classificazione degli esseri umani in sottogruppi non è considerata essere razzismo scientifico a meno che la stessa non comporti una valutazione morale o gerarchica di un gruppo come superiore agli altri; gli sforzi condotti per negare l'esistenza della razza sono spesso considerati essere essi stessi razzisti da parte delle minoranze oppresse che considerano la "razza" come componente inestricabile delle loro identità. Allo stesso modo, una domanda relativa a una differenza statistica tra i sottogruppi, come gli olandesi che vengono considerati la popolazione più alta del mondo o i kenioti come i migliori e più veloci corridori del mondo non è considerato razzismo scientifico a meno che la pretesa non sia stata fabbricata o esagerata per creare un qualche intento razzista.